# Massaker von Račak
Als Massaker von Reçak (albanisch Masakra e Reçakut, serbisch Случај Рачак Slučaj Račak) wurde ein Ereignis in der innerstaatlichen Phase des Kosovo-Konflikts bekannt, bei dem am 15. Januar 1999 mindestens 40 Menschen von Mitgliedern serbischer Sicherheitskräfte erschossen wurden. Die Leichen wurden am folgenden Tag in und bei dem Dorf Reçak im Kosovo aufgefunden.
Der Vorfall wurde auf diplomatischem Weg und in den Medien unverzüglich der serbisch-jugoslawischen Regierung als Verbrechen gegen die Menschlichkeit und Massaker angelastet. Die jugoslawische Führung behauptete dagegen, die Getöteten seien Angehörige einer „terroristischen Gruppe“, der UÇK; sie seien von der Polizei bei einer Kampfaktion getötet worden, mit der die Polizei auf die Ermordung eines Polizisten durch die UÇK reagiert habe. Der Vorfall diente dann zur Legitimation des Eintritts der NATO in den Kosovokrieg (Operation Allied Force). Am 24. März begannen die ohne UNO-Mandat geführten Luftangriffe der NATO gegen die Bundesrepublik Jugoslawien.
Das Massaker von Račak ist zu einem bedeutenden Beispiel polarisierter Berichterstattung und politischer Instrumentalisierung geworden. Den Medien wird dabei vorgehalten, sich zum Sprachrohr der jeweiligen Kriegspartei gemacht zu haben. Für die Verbreitung unüberprüfbarer Bilder des angeblichen Massakers von Reçak wie auch später von Rogovo nutzten UÇK-nahe Organisationen auch das Internet, das im Kosovokrieg erstmals der gezielten Kriegspropaganda diente. Die Widersprüche, die sich unter anderem aus den Berichten von OSZE-KVM, Menschenrechtsorganisationen, forensischen Expertenteams, jugoslawischen Behörden, UÇK-Organen und den Prozessen vor dem Haager Tribunal ergeben, haben zwar eine Vielzahl eklatanter Falschmeldungen und Fehlinformationen offenbart, doch wurden wichtige Dokumente bislang nicht freigegeben und die tatsächlichen Vorgänge nicht aufgeklärt.

## Hintergrund
Račak ist ein Dorf, welches am östlichen Rand des in Nord-Süd-Richtung verlaufenden Carraleva-Gebirgszuges liegt. Dieser trennt, durchzogen von wenigen Verbindungswegen, die beiden Flachländer Amselfeld und Metochien voneinander. In diesen beiden fruchtbaren Regionen lebte nahezu die gesamte, zur Zeit des Vorfalls vornehmlich aus ethnischen Albanern und Serben zusammengesetzte, Bevölkerung der jugoslawischen Autonomen Provinz „Kosovo“.
Nach der seit 1948 verhinderten Umsetzung der Autonomierechte und der damit verbundenen Diskriminierung der mehrheitlich albanischen Bevölkerung im Kosovo hatte die jugoslawische Führung unter Josip Broz Tito ihre Kosovo-Politik mit den Änderungen an der jugoslawischen Verfassung von 1967 und 1974 gewendet und der somit nur noch formell serbischen Provinz Kosovo praktisch Republikstatus eingeräumt. Daraufhin kam es seit 1968 zu einer zunehmenden Albanisierung der Gesellschaft und Diskriminierung der serbischen Bevölkerung im Kosovo. Im März 1989 war nach einer serbischen Machtübernahme im Kosovo und Änderung der serbischen Verfassung die Autonomie der Provinz faktisch abgeschafft worden, worauf eine Serbisierung der Institutionen einsetzte und sich ein albanischer Widerstand organisierte, der politische und soziale Parallelstrukturen ausbildete.
Zur Zeit des Vorfalls im Januar 1999 galt Račak als Hochburg der UÇK („Befreiungsarmee des Kosovo“), die als albanische Rebellenorganisation am 4. Januar 1998 verkündet hatte, dass sie die bewaffnete Kraft der Albaner sei, die bis zur Vereinigung des Kosovo mit Albanien kämpfen werde.
Die UÇK war im April und Mai 1998 in einer Offensive in den Zentralkosovo vorgedrungen, hatte immer größere Gebiete des Kosovo unter ihre Kontrolle gebracht sowie die wichtigsten Verkehrswege zwischen Pristina, Peja und Montenegro kontrolliert. Parallel kam es andererseits ab dem 24. Mai zu einer serbisch-jugoslawischen Gegenoffensive mit dem Ziel, die UÇK zu zerschlagen, die von der UÇK „befreiten Gebiete“ mit den wichtigsten Kommunikationsverbindungen und Versorgungslinien zurückzuerobern und die Grenzregion zu Albanien zu kontrollieren. In der Reaktion auf die Eskalation, bei der zahlreiche serbische Polizisten und bis zu 100 Kosovo-Albaner getötet wurden und tausende Bewohner in benachbarte Regionen geflohen waren, blieben Internationale Gemeinschaft und die 1994 gebildete und Russland einschließende Balkan-Kontaktgruppe gespalten. Die USA und Großbritannien sprachen sich für ein schärferes Vorgehen gegen die jugoslawische Regierung aus und versuchten, rein westliche Institutionen wie die EU und die NATO dafür zu instrumentalisieren. Im Frühjahr 1998 erörterte die NATO ein militärisches Eingreifen, für das jedoch die Regierungen Frankreichs und Italiens noch im Mai 1998 ein entsprechendes UN-Mandat für notwendig erklärten. Dennoch kündigte die NATO am 28. Mai ein gemeinsames Truppenmanöver mit albanischen Truppen in Albanien und Mazedonien an, das am 15. Juni ausgeführt wurde.
Nach dem Jelzin-Milošević-Abkommen, einem inoffiziellen Gentlemen’s Agreement vom 16. Juni 1998, kam es am 6. Juli zur Einrichtung der „Diplomatischen Beobachtermission für das Kosovo“ (KDOM) und somit ab Sommer 1998 erstmals zu einer Überwachung der Lage im Kosovo durch internationale Beobachter. Diese wurden von den USA, Russland und der EU gestellt, letztere gestützt auf die seit 1991 bestehende Struktur der ECMM. Boris Jelzin sicherte im Gegenzug der jugoslawischen Führung zu, dass Russland einen NATO-Militäreinsatz im UN-Sicherheitsrat blockieren werde.
Nach einem medienwirksamen Treffen des US-amerikanischen Sonderbeauftragten Richard Holbrooke am 24. Juni 1998 mit einem UÇK-Kommandanten, das der UÇK erstmals politische Anerkennung verschaffte, kam es zu einer Intensivierung der Angriffe durch die UÇK, die drei Monate zuvor noch von Seiten der USA als „terroristische Organisation“ bezeichnet worden war, gegen die die Anwendung von militärischer Gewalt gerechtfertigt sei. Gestärkt durch die Anerkennung seitens der Weltmacht USA begann die UÇK mit der „ethnischen Säuberung“ serbischer Dörfer im Zentralkosovo, aus dem viele Serben vertrieben wurden. Die serbischen Einheiten verhielten sich zunächst abwartend und sammelten sich in der Region Suhareka und Shtime. Ab Juli starteten sie aber, nachdem von Seiten des Westens keine Eindämmung der UÇK-Militäraktionen bewirkt worden war und die UÇK bis Ende Juni/Anfang Juli 30 bis 40 Prozent des Kosovo unter ihre Kontrolle gebracht hatte, einen massiven Gegenangriff und drängten die in offenen Gefechten unterlegene UÇK zurück. Dabei wurden Hunderte von UÇK-Kämpfern getötet, und die kosovo-albanische Zivilbevölkerung sah sich nach dem teilweise kampflosen Rückzug der UÇK aus Angst vor Racheakten, auch von paramilitärischen Banden, zur Flucht gezwungen.
Während die Lidhja Demokratike e Kosovës (LDK) unter Ibrahim Rugova die Verhandlungen mit der serbischen Regierung wieder aufnahm, in die im August 1998 auch Vertreter der PPK (Parlamentarische Partei des Kosovo) und der UÇK-nahen LDS (Albanische Demokratische Bewegung) integriert wurden, kehrte die UÇK nach ihrem schweren militärischen Rückschlag vom Juli 1998 zu ihrer bewährten militärischen Taktik des hit and run zurück.
Auf Grundlage der Lageberichte der KDOM kam es im September und Oktober 1998 zu Beschlüssen des UN-Sicherheitsrats. Resolution 1199 vom 23. September wies darauf hin, dass durch die übermäßige Anwendung von Gewalt durch die serbischen Sicherheitskräfte über 230.000 Menschen ihre Häuser verlassen hatten („displacement“). Am 5. Oktober 1998 wurde eine verstärkte Beobachtermission von 2.000 OSZE-Beobachtern ausgehandelt. Am 13. Oktober wurde das Holbrooke-Milošević-Abkommen geschlossen, in dem Jugoslawien der UN-Resolution 1199, der Verifikationsmission der OSZE und einer Luftüberwachung durch die NATO zustimmte. Diese Grundsatzvereinbarung wurde für die Durchführung in rascher Folge durch Einzelabkommen ausgestaltet und weiter konkretisiert, so am 15. Oktober durch ein Abkommen zwischen der NATO und Jugoslawien über das Luftbeobachtungssystem (NATO Kosovo Verification Mission) und am 16. Oktober durch ein Abkommen zwischen der OSZE und Jugoslawien über die OSCE Kosovo Verification Mission (OSZE-KVM), in das auch die bisherige KDOM zu überführen sein sollte. Am 24. Oktober bestätigte die Resolution 1203 des UN-Sicherheitsrates die Abkommen vom 13. und 15. Oktober. Für die Zugeständnisse der jugoslawischen Regierung zu einer Ausweitung der internationalen Beobachtung durch die OSZE und aktiven Beteiligung der NATO bei der Luftraumüberwachung sicherten Richard Hoolbroke und der US-KDOM-Leiter Shaun Byrnes zu, der Westen werde im Gegenzug die UÇK von weiteren Gewaltaktionen abhalten und ein erneutes Vorrücken der UÇK verhindern.
Das Holbrooke-Milošević-Abkommen wurde von der jugoslawischen Regierung eingehalten und führte zu einer entscheidenden Entschärfung der Lage. Doch während die Mehrzahl der Binnenflüchtlinge in der Folge zurückkehrte, wurde der serbisch-jugoslawische Teilrückzug von der UÇK dazu genutzt, sich weiter zu bewaffnen und verlorene Stellungen erneut zu besetzen. Dem bewussten Vorgehen der UÇK mit dem „Kalkül, mittels Provokation eine Eskalation und damit eine NATO-Intervention auszulösen“ wobei die UÇK „befreite Zonen“ ausrief und begann, „Teilansprüche auf Souveränität“ im Kosovo zu erheben, wurde von westlicher Seite nicht begegnet, was eine fatale Entwicklung in Gang setzte. Bis Ende Januar/Anfang Februar 1999 erlangte die UÇK wieder die militärische Kontrolle über in etwa dieselben Gebiete, die sie schon im Frühsommer 1998 beherrscht hatte und aus denen sich die jugoslawische Armee nach dem Holbrooke-Milošević-Abkommen zurückgezogen hatte.
Am 8. Januar 1999 töteten UÇK-Einheiten in einem gut vorbereiteten Hinterhalt drei serbische Polizisten im Dorf Duhla nahe Shtime und Račak, während am selben Tag im Norden acht Soldaten von der UÇK entführt und erst durch Vermittlung der OSZE am 13. Januar freigelassen wurden. Am 10. Januar wurde in dem benachbarten Dorf Slivovo (alban.: Slivove) abermals ein serbischer Polizist tödlich verwundet, dessen Tod im Krankenhaus am 12. Januar bekanntgegeben wurde. In dieser Situation wurden als Reaktion auf die Provokation der UÇK Polizei- und Armeeeinheiten in die betroffene Region um Shtime verlegt. Am 12. Januar begannen großangelegten Polizeiaktionen gegen die UÇK im Raum Štimlje, wobei die jugoslawische Armee mehr Truppen außerhalb der Kasernen hielt als nach dem Holbrooke-Milošević-Abkommen vereinbart war. Mitte Januar 1999 gingen Sicherheitskräfte, unterstützt von der Armee, in drei Schwerpunkten, im Westen, Norden und im Zentralkosovo gegen die UÇK vor. Dörfer wurden beschossen und durchsucht. Die Bevölkerung floh in die Wälder und war dort Hunger und Kälte ausgesetzt, nur notdürftig versorgt von den internationalen Hilfsorganisationen. Doch kam es nicht zu großen Flüchtlingsbewegungen, sondern zur Rückkehr vieler Flüchtlinge, wenn die Kämpfe abgeflaut waren und die OSZE vor Ort war. Bis zu dem Vorfall in Račak war die UÇK im Kosovo für mehr Tode verantwortlich als die jugoslawischen Behörden, wie George Robertson, der bis 1999 britischer Verteidigungsminister und ab 1999 Generalsekretär der NATO war und nach dem NATO-Krieg gegen Jugoslawien geadelt wurde, am 24. März 1999, dem Tag des Beginns des NATO-Krieges gegen Jugoslawien, vor dem britischen Unterhaus erklären sollte.
In Račak hatten ursprünglich 2000 bis 3000 Bewohner gelebt. Ein Großteil von ihnen war jedoch bereits im Sommer 1998 wegen anhaltender Kämpfe zwischen der UÇK und den serbisch-jugoslawischen Sicherheitskräften geflohen und lebte zumeist bei Verwandten in den Nachbarorten wie Štimlje und Uroševac. Zwei Tage vor dem sogenannten „Massaker von Račak“ befanden sich noch rund 350 Dorfbewohner in Račak. Am 13. Januar 1999 warnte der UÇK-Kommandanten der Brigade 161, der für die „Verteidigung“ der sogenannten „Nerodimlje-Zone“ zwischen Lipjan, Ferizaj und Shtime verantwortlich war, die noch anwesenden Zivilisten wegen der erwarteten Ankunft der serbisch-jugoslawischen Sicherheitskräfte und riet ihnen zum Verlassen des Dorfes. Die meisten der noch verbliebenen Bewohner verließen daraufhin den Ort. 49 Kämpfer der UÇK blieben zur „Verteidigung“ des Dorfes vor Ort. Sie sollten unverzichtbare Verbindungswege der Operationszone „Nerodimlje“ kontrollieren. Am Morgen des 15. Januar 1999 brachen dann Kämpfe zwischen UÇK-Verbänden und den angerückten Einheiten in der Nähe von Račak aus.

## Ablauf
Zum Ablauf der Geschehnisse existieren verschiedene ausführliche, aber sowohl in vielen Details als auch in den wesentlichen Grundzügen einander widersprechende Berichte, deren dokumentarischer Wert noch dazu im Laufe der Zeit auch von offizieller Seite sehr unterschiedlich eingeschätzt wurde. Wurden die Berichte der OSZE-KVM und der Menschenrechtsorganisationen von der Strafkammer des Haager Tribunals noch als bedeutende Grundlage der Dokumentation der Ereignisse im Zusammenhang mit dem Vorfall in Račak herangezogen, so sprach der Internationale Gerichtshof (IGH) später den zentralen Berichten (OSZE: Kosovo/Kosova As Seen, As Told, Human Rights Watch: Under Orders: War Crimes in Kosovo) ihre Beweisfähigkeit ab.
Als weitgehend sicher erachtete Fakten ergeben sich aus dem unter William G. Walkers (Leiter der OSZE-KVM) Federführung erstellten OSZE-Spezialbericht, anderen OSZE-Berichten, US-KDOM/KVM-Berichten und Angaben von OSZE-Verifikateuren vor dem Haager Tribunal folgende Rahmenereignisse:
Am 8. und 10. Januar 1999 kam es in der Region bei zwei Überfällen auf Polizeipatrouillen zur Tötung von vier Polizisten und zur Verwundung zweier weiterer. Im Dorf Račak befand sich eine UÇK-Stellung. Vom 12. bis zum 15. Januar wurden Polizei- und Armeekräfte mit Panzern und Artillerie in das Gebiet verlegt. Es kam zum Beschuss von Ortschaften. Ein Verbindungsoffizier der jugoslawischen Armee (VJ) berichtete von Feuergefechten mit der UÇK. Im Gebiet befindliche Verifikateure der Kosovo Verification Mission (KVM) hatten nur begrenzten Zugang zu den einzelnen Orten. Am 15. Januar überwachte die US-KDOM über den ganzen Tag hinweg den Angriff der serbischen Polizei und des jugoslawischen Militärs in dem Gebiet von Račak, Pettovo und Malopoljce.
Es kam zu einer Zuspitzung der Situation in den Dörfern Račak, Mallopole, Petrova and Belince und zum Beschuss von Häusern. Auf den Hügeln über Račak wurden Pragas der jugoslawischen Armee gesichtet und T-55-Panzer, die in das Dorf und auf die umgebenden Hügel schossen und dadurch Zivilisten daran hinderten, das Dorf sicher zu verlassen. Mindestens drei Panzer und gepanzerte Fahrzeuge schossen auf Häuser in der Nähe von Malopoljce and Petrova. In Račak und Malopoljce gerieten einige Häuser in Brand. Die OSZE konnte bewirken, dass es um 15:40 Uhr zum Befehl aus Belgrad kam, das Feuer einzustellen, worauf um 16:45 Uhr beide Seiten das Feuer beendeten. Serbische Polizei und jugoslawische Armee wurden abgezogen. Der Angriff endete um 16:30 und KDOM-Beobachter kamen in die Dörfer, wo eine Leiche gefunden wurde. Die KDOM schaltete die OSZE-KVM ein, um die Lage zu beurteilen. Die KDOM evakuierte verwundete Zivilisten, einschließlich eines Kindes, zweier Frauen und eines älteren Mannes.
Als der KVM am 15. Januar die größere Operation in Račak gemeldet wurde, beauftragte General Drewienkiewicz den Brigadegeneral Joseph Michel Maisonneuve damit, die KVM-Aktivitäten um Račak zu befehligen. Maisonneuve sendete zwei weitere KVM-Streifen, die die Operation von den das Dorf umgebenden Hügeln beobachten konnte. Am späten Nachmittag des 15. Januar 1999 suchten die Beobachter der OSZE-KVM den Ort auf. Sie fanden zunächst einen Toten und mehrere Verletzte. Am folgenden Tag entdeckten die OSZE-Mitarbeiter 11 Leichen in Häusern und 23 zum Teil verstümmelte Tote in einem Graben oberhalb des Dorfes. Der Leiter der KVM William Walker erschien persönlich in Begleitung von Journalisten und gab umgehend einen emotionalen Bericht über die Ereignisse ab, obwohl zu diesem Zeitpunkt noch unklar war, was eigentlich in Račak geschehen war. Dieser Bericht Walkers über die Ereignisse, die er als Massaker qualifizierte, bewirkte ein riesiges Medienecho mit weit größeren Folgen als viel schwerere Vorfälle mit mehr Toten in den Monaten davor und führte de facto zum Scheitern des Versuchs den Kosovo-Konflikt mittels KVM einer Lösung näher zu bringen.
Darüber hinaus enthält der sich an William Walkers Darstellung vom 16. Januar orientierende OSZE-Spezialbericht vom 17. Januar eine Reihe von Vermutungen, Behauptungen und Auslassungen, die die Grundlage für den internationalen Vorwurf gegenüber der jugoslawischen Führung bildeten, ein Massaker an unbewaffneten Zivilisten verübt zu haben und die gleichzeitig in erheblichem Widerspruch zu gesicherten Befunden aus den forensischen Untersuchungen und zu Ergebnissen aus den Prozessen vor dem Haager Tribunal stehen. So wird im Spezialbericht behauptet, die KVM habe „Beweise von willkürlichen Festnahmen, Tötungen ohne Gerichtsverfahren und Verstümmelung unbewaffneter Zivilisten albanisch-ethnischer Herkunft durch die VJ und Polizei“ verifizieren können, die „klare Verletzungen sowohl des humanitären Völkerrechts als auch des Internationalen Menschenrechts darstellen“ sowie Verstöße gegen die Verpflichtungen der BR Jugoslawien, zu der diese sich im Abkommen vom 16. Oktober 1998 und in den Resolutionen 1199 und 1203 des UN-Sicherheitsrats bekannt habe.
Eine von der offiziellen OSZE-Version stark abweichende Hergangsdarstellung, die neuere Recherchen und Ergebnisse berücksichtigt und den Ablauf in weiten Teilen als Auseinandersetzung serbisch-jugoslawischer Sicherheitskräfte mit der UÇK und möglicherweise mit einer dörflichen Zivilverteidigung sieht, stammt von Bo Adam aus dem Jahr 2006 und wurde in der marxistisch orientierten jungen Welt veröffentlicht. Demnach bestand spätestens seit dem 15. Januar 1999 eine verborgen gehaltene Kooperation zwischen hauptsächlich US-amerikanischen und britischen OSZE-Mitarbeitern mit der UÇK, die schon am 15. Januar 1999 das weitere Vorgehen miteinander absprachen. Die OSZE habe trotz ihrer Informierung durch die UÇK den Tod der UÇK-Kämpfer und deren Entfernung vom Kampffeld verschleiert und diese in ihren Berichten als umgebrachte Zivilisten dargestellt, deren Leichen von Verwandten in ein Nachbardorf gebracht worden sind. Auch die sich mit Unterbrechungen über Tage hinweg fortsetzenden Kämpfe in Račak zwischen serbisch-jugoslawischen Sicherheitskräften und der UÇK, die auch mit serbischen Verlusten und der Zerstörung des regionalen Hauptquartiers der UÇK endeten, seien in der westlichen Öffentlichkeit fast vollständig ausgeblendet worden.
Carl Polónyi fasst 2010 für die Frage der Todesumstände bei dem Vorfall in Račak zusammen: „Deutlich ist zumindest, dass weder im Januar 1999 noch zu Beginn der NATO-Bombardements klar war, was in Račak wirklich passiert war. Und anscheinend ist es bis heute nicht geklärt. Es hat den Anschein, dass sowohl die serbische als auch die OSZE-Seite einiges zu verbergen beziehungsweise ein Interesse an einem bestimmten Bild der Vorgänge hatte. So viel scheint klar: Der befestigte Ort ist umkämpft gewesen, die Grenze zwischen UÇK-Kämpfern und Zivilisten ist im Nachhinein schwer zu ziehen, aber es sind offenbar Zivilisten getötet worden. Ob sie allerdings ermordet wurden oder im Verlauf der Kämpfe versehentlich getötet wurden, ließ sich bisher nicht feststellen. Durch die enge Verbindung der Dorfbevölkerung zur UÇK sind deren Äußerungen mit Skepsis zu behandeln, was eine Aufklärung zusätzlich erschwert.“

## Untersuchung und öffentliche Wirkung
Die ersten Nachrichten von Todesopfern erreichten die Öffentlichkeit über Nachrichtenagenturen. Am 15. Januar 1999 wurde gemeldet, dass seit dem Morgen laut dem als zuverlässig eingeschätzten Serb Media Center 15 Rebellen (UÇK-Kämpfer) im Dorf Račak und in der Nähe von Petrovo (alban.: Petrove) bei einer Razzia getötet wurden, nachdem zuvor ein Polizist getötet worden war. Die jugoslawischen Behörden hätten erklärt, dass dieselbe Gruppe für die Tötung von sieben regierungstreuen ethnischen Albanern im Südwest-Kosovo verantwortlich ist. Nach Polizeiquellen sei eine große Menge an Waffen sichergestellt worden. Weiter wurde gemeldet, dass nach Angabe des ethnischen Albanern zugehörigen Kosovo Information Center (KIC) erste Verluste auf kosovo-albanischer Seite von sieben Albanern aus den Auseinandersetzungen verzeichnet wurden. Das KIC hatte den unbestätigten Tod der sieben Albaner in Račak und Petrovo infolge eines serbischen Polizeiangriffs gegen die Dörfer Račak, Mallopolo, Petrovo und Rrenajë nach Angaben der LDK gemeldet. Internationale Beobachter seien von der serbischen Polizei daran gehindert worden, das Gebiet zu betreten. Die internationalen Offiziellen hätten den serbischen Bericht vom Tod der 15 Rebellen nicht bestätigen können, aber gegen die Razzia unter Verwendung von Panzern und schweren Waffen protestiert, vor der die Dorfbewohner in die nahegelegenen Hügel geflohen seien. Am 16. Januar berichtete die dpa von wilden Kämpfen.

### Inspektion und Dokumentation durch OSZE-KVM und KDOM
Am Nachmittag des 15. Januar 1999 gelangten KVM-Verifikateure nach Račak, wo sie einen toten Kosovo-Albaner sahen sowie weitere fünf verletzte Zivilisten mit Schusswunden, darunter eine Frau und einen Jungen. Bewohner von Račak sagten aus, dass Männer von Frauen und Kindern getrennt und 20 Männer zunächst gefangengesetzt und dann weggebracht worden seien. Zudem erhielt die KVM nichtbestätigte Berichte über andere Tote in dem Gebiet. Die Verifikateure nahmen die Aussagen auf, veranlassten den Abtransport der Verwundeten und verließen Račak mit Einbruch der Dunkelheit.
Am 16. Januar 1999 kamen ab dem frühen Morgen erneut KVM-Teams, in Begleitung von Menschenrechtsexperten, nach Račak. Auch die EU-KDOM (Kosovo Diplomatic Observation Mission) sendete Streifen in den Ort. Ab 7:00 Uhr waren KVM-Streifen in Račak, gegen 9:00 Uhr erschien Joseph Michel Maisonneuve, der Leiter des Regionalzentrums 1 der KVM. Die KVM nahm bis zum Abend an verschiedenen Plätzen innerhalb und außerhalb des Dorfes den „Fund“ von insgesamt 45 Toten auf, davon 40 in und bei Račak noch befindliche, unter ihnen auch eine „18-jährige Frau“ und ein „zwölf Jahre alter“ Junge. Zu der genauen Verteilung und Anzahl der Toten an den verschiedenen Fundorten wurden in der Literatur widersprüchliche Angaben gemacht. Der OSZE-Spezialbericht vom 17. Januar 1999 gibt an, dass 23 der Leichen auf einer Erhöhung hinter dem Dorf und weitere vier in einem Hohlweg nahe dem Dorf vorgefunden wurden. 18 der Leichen seien dagegen innerhalb des Dorfes gefunden worden. Diese 18 seien „draußen“ getötet, aber teilweise von ihren Familien in die Häuser gebracht worden. Der Bericht erwähnt auch, dass fünf der 18 im Dorf angeblich „gefundenen“ Leichen bereits entfernt gewesen und nach Malopoljce gebracht worden waren, was durch Familienangehörige zur Bestattung der Toten erfolgt sei. Die OSZE Berichte erwähnten jedoch nicht, dass diese fünf Leichen von der UÇK entfernt worden waren und auf einem UÇK-„Heldenfriedhof“ beerdigt wurden, wie aus späteren Hinweisen hervorgeht.
Gegen 13:30 Uhr kam der US-amerikanische Diplomat und Leiter der KVM, Botschafter William Walker in Račak an, zusammen mit seinem leitenden Stellvertreter, dem Briten John Drewienkiewicz, sowie Michael Phillips. Zu diesem Zeitpunkt hielt sich dort eine hohe Anzahl uniformierter UÇK-Kämpfer auf. Begleiten ließ sich Walker dabei von rund 30 Journalisten, die in den offiziellen Berichten jedoch nicht erwähnt wurden. Nach der Ortsbesichtigung hielt Walker in Priština eine Pressekonferenz ab, auf der er den Vorfall ohne weitere Untersuchung ausdrücklich als „Massaker“ und „Verbrechen gegen die Menschlichkeit“ bezeichnete, für das die serbischen Sicherheitskräfte der Regierung verantwortlich seien und dem 45 Menschen, darunter drei Frauen und ein Kind zum Opfer gefallen seien. Gegenüber der jugoslawischen Regierung erhob er ultimativ die Forderung, binnen 24 Stunden eine Untersuchung durch das „Haager Kriegsverbrecher-Tribunal“ (ICTY = Internationaler Strafgerichtshof für das ehemalige Jugoslawien, auch „Haager Tribunal“, „UN-Kriegsverbrechertribunal“) beginnen zu lassen. In einem Gespräch mit dem Büro des jugoslawischen Staatspräsidenten Slobodan Milošević wiederholte er diese Forderung. Noch am 16. Januar informierte Walker auch die NATO-Führung über das angebliche Massaker und sein Stellvertreter Drewienkiewicz die britische Regierung in London.

### Westliche Reaktionen auf die OSZE-KVM-Berichte
Die Sichtweise William Walkers vom 16. Januar 1999 wurde in der Folge von vielen Seiten übernommen. Die „Internationale Gemeinschaft“ orientierte sich in ihrer Beurteilung der Ereignisse von Račak an dieser offiziellen Erklärung der OSZE und drückte Empörung und Abscheu gegenüber dem Vorgehen der serbischen Einheiten in einer Protestnote an die jugoslawische Regierung aus. Am 17. Januar wurde die scharfe Verurteilung durch US-Präsident Bill Clinton gemeldet: „Dies war ein vorsätzlicher und rücksichtsloser Mordakt, dazu bestimmt, Furcht unter den Menschen im Kosovo zu verbreiten. Es ist eine klare Verletzung der Vereinbarungen, die die serbischen Behörden mit der NATO getroffen haben. Dafür gibt es keinerlei Rechtfertigung.“ NATO-Oberbefehlshaber für Europa, General Wesley Clark, sah mit dem mutmaßlichen Massaker den Tatbestand für die angedrohten Luftangriffe erfüllt, zu denen sich die NATO-Mitgliedstaaten bei einem Treffen in der Nacht des 17. Januar jedoch noch nicht bereit erklärten. Am 18. Januar übernahm der Vorsitzende der Sondersitzung des Ständigen Rats der OSZE in seiner Erklärung die Schuldzuweisung Walkers und verurteilte die angeblich begangenen Grausamkeiten. Der deutsche Außenminister Joschka Fischer, der später sagte, Račak sei für ihn „der Wendepunkt“ gewesen, ließ Milošević am 20. Januar 1999 im Namen der EU einen Brief übergeben, in dem er über den Vorfall als „Hinrichtung von 45 unbewaffneten Personen, darunter Frauen und Kinder“ spricht und ihn auffordert, den Beschluss, William Walker zur Persona non grata zu erklären, zurückzunehmen.
Die New York Times titelte am 17. Januar mit „Fund verstümmelter Körper im Kosovo nach einer serbischen Attacke“ und berichtete, dass „die Körper von 45 ethnischen Albanern, erschossen oder verstümmelt, auf einem Abhang zerstreut“ und in 28 Fällen „auf dem Boden einer matschigen Wasserrinne [gully] zusammen aufgehäuft“ liegend im Kosovo gefunden wurden. Einige davon mit „ausgestochenen Augen oder zertrümmerten Köpfen“ und ein Mann „enthauptet im Hof seines Grundstücks“ liegend. Die Zeitung berichtete weiter, dass Walker den Vorfall nach der Besichtigung „sichtlich erschüttert und mit wankender Stimme“ als „Massaker“, „unaussprechliche Gräueltat“ und „sehr schweres Verbrechen gegen die Menschlichkeit“ bezeichnet hat und zitierte ihn mit den Worten: „Es sieht danach aus, dass dies Menschen getan haben, für die ein Menschenleben nichts wert ist“. Einen Tag später zitierte auch die Frankfurter Allgemeine Zeitung Walker: „Die meisten Toten wiesen Wunden im Kopf oder Genick auf, die von aus nächster Nähe abgefeuerten Schüssen herrührten. Viele Opfer waren außerdem verstümmelt, Schädel eingeschlagen, Gesichter zerschossen, Augen ausgestochen. Ein Mann war enthauptet.“ Die Süddeutsche Zeitung fügte am 21. Januar 1999 noch hinzu: „Einem Toten waren beide Ohren abgehackt.“
Dagegen erschienen am 20. und 21. Januar 1999 in den Zeitungen Le Figaro und Le Monde Artikel französischer Journalisten, die Einwände gegenüber den Darstellungen von Seiten der Kosovo-Albaner und der OSZE erhoben, dass die Serben ein Massaker an der Zivilbevölkerung verübt hätten. Die Autoren, Renaud Girard und Christophe Châtelot, hatten mit einem zweiköpfigen Fernsehteam von Associated Press (AP) Kontakt aufgenommen, das am 15. Januar vom Morgen bis zum Nachmittag während der Kampfhandlungen in Račak gefilmt hatte – zunächst von einem Aussichtspunkt aus und später an der Seite der in den Straßen des Dorfes operierenden serbischen Polizeikräfte. Sie waren zu dem Schluss gekommen, dass das Filmmaterial des AP-TV-Teams den Zeugenaussagen der Kosovo-Albaner widerspreche. Die serbisch-jugoslawischen Polizeikräfte operierten ihrer Auffassung nach in einem von der Bevölkerung verlassenen Dorf, das intensiv von geschützten Stellungen der UÇK in den bewaldeten Hügeln oberhalb des Dorfes unter Beschuss genommen wurde, wo die UÇK offenbar am heftigsten zu kämpfen und Verluste erlitten hatte. Die Journalisten warfen die Frage auf, ob die UÇK in der Nacht Leichname dort gefallener UÇK-Kämpfer aufgesammelt und für eine fingierte Inszenierung eines kaltblütigen Massakers benutzt habe, die geeignet sein konnte, die militärische Niederlage noch in einen politischen Sieg zu verwandeln. Auch für eine zehn Jahre nach den Ereignissen erschienene, serbische TV-Dokumentation von RTS wiederholte Girard seine Einwände. Diese Zweifel wurden gestützt durch die lange Zeitspanne, die von den Kampfhandlungen in den frühen Morgenstunden des 15. Januars bis zum Auffinden der Leichen erst am nächsten Morgen verstrichen war. Nachdem sich die serbischen Einheiten zurückgezogen hatten, konnten KVM-Beobachter und Journalisten, die in das Dorf gekommen waren, noch keine stichhaltigen Beweise dafür finden, dass es ein Massaker gegeben hatte. Zu diesem Zeitpunkt hatte die UÇK bereits wieder die Kontrolle über das Dorf gewonnen und hätte somit die Gelegenheit zum Auffinden der Leichen, aber auch zu einer Manipulation gehabt. Auch wurde darauf hingewiesen, dass der Hohlweg mit den über 20 Leichen, durch den Walker die Journalisten am 16. Januar geführt hatte, von dem Hügel aus, auf dem sich die OSZE-Beobachter mit ihren Wagen postiert hatten, nicht eingesehen werden konnte, dort also dauerhaft Manipulationen möglich gewesen seien. Die französische Libération, die schon am 18. Januar berichtet hatte, es hätten sich unter den Leichen acht zügig von den serbischen Kräften „liquidierte“ UÇK-Wachen befunden, meldete am 21. Januar, einer albanischen Quelle zufolge seien eine Reihe der identifizierten Toten Zivilisten, denen aber auch acht UÇK-„Soldaten“ hinzugefügt worden seien. In dem Bericht hieß es weiter, die gesamte Gruppe an Journalisten habe am 16. Januar ausschließlich zwei bis drei Zeugen interviewt. Ein ungenannter OSZE-Beobachter habe zudem angegeben, noch am 15. Januar nachts in Račak gewesen zu sein. Den „Guerillas“ habe eine Dauer von mehr als zwölf Stunden für eine mögliche vollständige oder teilweise Manipulation der Szenerie zur Verfügung gestanden. Am 27. Januar meldete die Libération, nach Angabe eines anonym bleiben wollenden US-amerikanischen Beobachters, der am 15. Januar mit einem gepanzerten Fahrzeug um 16:30 Uhr in Račak angekommen war und am nächsten Morgen ab 9:30 Uhr erneut am Ort Untersuchungen durchgeführt hatte, hätten UÇK-Soldaten die Leichen ihrer neun gefallenen Kameraden abgeholt.
Die Menschenrechtsgruppe Human Rights Watch erklärte in ihrem als Presseerklärung veröffentlichten Bericht vom 29. Januar 1999, dass sie nach einer „ausführlichen Untersuchung“ serbische Spezialeinheiten und die jugoslawische Armee beschuldigt, wahllos Zivilisten angegriffen, Gefangene gefoltert und standrechtliche Exekutionen verübt zu haben. Beweise ließen vermuten, so behauptete die Nichtregierungsorganisation, dass Regierungskräfte Befehl hatten, die Dorfbewohner im Alter von über 15 Jahren zu töten. Andererseits gab sie nach Befragung von 14 Zeugen auch an, dass sich unter den 45 ethnischen Albanern, die getötet worden seien, auch „neun UÇK-Soldaten“ befänden.
Trotz der aufgekommenen Zweifel blieben maßgebliche Medien eng bei der von Walker geäußerten Darstellung. Der Balkan-Korrespondent der FAZ und Autor des FAZ-Artikels vom 18. Januar 1999, Matthias Rüb, hielt noch ein halbes Jahr später trotz der längst vorliegenden widerlegenden Resultate der forensischen Untersuchungen weitgehend wörtlich an Walkers Beschreibung fest: „Die meisten Toten wiesen Schusswunden im Kopf oder im Genick auf, sie mussten aus nächster Nähe erschossen, geradezu hingerichtet worden sein. Viele Opfer waren außerdem verstümmelt: Schädel eingeschlagen, Gesichter zerschossen, Augen ausgestochen. Ein Mann war enthauptet.“ Auch die internationale Kommission „The Independent International Commission on Kosovo“ übernahm für ihren im Jahr 2000 erschienenen Report die Walkers Fassung entsprechende Darstellung der OSZE, jugoslawische Kräfte hätten am 15. Januar 1999 im Laufe des Angriffs auf Račak 45 ethnische Albaner exekutiert. Am 16. Januar 1999 habe ein OSZE-KVM-Team den Tatort des „Massakers“ untersucht und Beweise für willkürliche Festnahmen, Tötungen ohne Gerichtsverfahren und Verstümmelung unbewaffneter Zivilisten gefunden. Details aus den für diesen Report herangezogenen Veröffentlichungen der OSZE (Kosovo/Kosova As Seen, As Told) wurden auch über die Medien verbreitet. Demnach seien 45 Personen, einige davon Kinder, in Račak ermordet aufgefunden worden, meistens erschossen durch Schüsse aus kurzer Distanz in den Kopf; unter den Toten hätten sich auch die 20 Männer befunden, die am vorigen Tag verhaftet worden seien, andere schienen auf der Flucht erschossen worden zu sein. Einige der Körper seien enthauptet worden. Auch in der wissenschaftlichen Literatur über „ethnische Säuberungen“ wurde der Vorfall von Račak als „exekutionsähnliche Morde“ an „45 albanischen Zivilisten“ dargestellt und in Zusammenhang mit dem Massaker von Srebrenica in seiner Bedeutung für die Mobilisierung der „Alliierten“ hervorgehoben. Dabei bediente man sich auch wissenschaftlicher Quellen, die ihrerseits wieder unzutreffende Angaben zu dem Vorfall von Račak machen. In ihrem im November 2001 erschienenen Buch „No Place Like Home: Echoes from Kosovo“, also lange nach Bekanntwerden der forensischen Ergebnisse, nach denen es zu keinen Verstümmelungen oder Schändungen der Getöteten gekommen war, zitierte die britische Fotografin und BBC-Radioreporterin Melanie Friend, die in mazedonischen Flüchtlingscamps kosovo-albanische Flüchtlinge in Studio-Stil fotografiert und von ihnen individuelle Zeugenaussagen aufgenommen hatte, Shefqet Avida, einen Einwohner von Račak, mit Behauptungen von Gräueltaten der Serben vom Vorfall in Račak: „Als die Leute hier gefangen genommen wurden, mussten sie sich in einer Reihe aufstellen, und jeder von ihnen wurde erschossen, und danach nahmen sie mit einem … sehr schönen Messer … Augen aus den Gesichtern und Herzen aus der Brust, und später sagten die Serben: ‚Das ist nicht wahr, wir haben das nicht getan‘, die Mäuse hätten sie aufgefressen.“ Im Vorfeld des Milošević-Prozesses vor dem Haager Tribunal berichtete auch die BBC ohne Hinweis auf die widersprechenden forensischen Berichte wieder, „viele der Leichen“ hätten „Zeichen von Verstümmelung“ gezeigt, und die meisten der rund 40 Getöteten seien nach Zeugenaussage von Rame Shabani „schlimm geschlagen“ und vor der Tötung von den Serben „zu einem Hohlweg zusammengetrieben“ worden.
Schließlich verwendet auch der maßgeblich diplomatisch involvierte Wolfgang Petritsch trotz der insbesondere nach Abschluss der finnischen forensischen Untersuchungen offengelegten Unstimmigkeiten weiterhin den Begriff „Massaker“ für den Vorfall in Račak und argumentierte, der Nachweis für ein Massaker habe sich im gerichtsmedizinischen Bericht deshalb nicht finden können, weil „Massaker“ keine „wissenschaftlich-forensische Kategorie“ sei. Die von Polónyi als „zweifelhaft“ bezeichnete Argumentation Petritschs mündete noch 2004 in die Behauptung: „Die umfangreichen Untersuchungen der Leichen und des Fundortes haben aber keinerlei Anhaltspunkte geliefert, die der von der OSZE aufgestellten Version widersprechen würde.“ Nachhaltige Bedeutung erhielt die offizielle Fassung Walkers und der OSZE, als sie zu einem Kernstück der Anklage gegen das jugoslawische Staatsoberhaupt Slobodan Milošević vor dem Haager Tribunal wurde (Absatz 98a der Anklageschrift vom 22. Mai 1999, Absatz 24a der Anklageschrift vom 29. Juni 2001, Absatz 66a der Anklageschrift vom 16. Oktober 2001):

„Am oder um den 15. Januar 1999 wurde das Dorf Racak (Gemeinde Stimlje/Shtime) in den frühen Morgenstunden durch Kräfte der BRJ und Serbiens angegriffen. Nach einem Artilleriebeschuss durch die Einheiten der Jugoslawischen Armee betrat serbische Polizei später am Morgen das Dorf und begann Haus-für-Haus mit Durchsuchungen. Auf Dorfbewohner, die vor der serbischen Polizei zu fliehen versuchten, wurde im ganzen Dorf geschossen. Eine Gruppe von etwa 25 Männern versuchte, sich in einem Gebäude zu verstecken, wurde jedoch durch die serbische Polizei entdeckt. Sie wurden geschlagen und dann zu einem nahen Hügel fortgeschafft, wo die Polizisten auf sie schossen und sie töteten. Insgesamt töteten die Kräfte der BRJ und Serbiens etwa 45 Kosovo-Albaner in und um Racak.“

Das Balkan Investigative Reporting Network (BIRN) und Balkan Insight (BI) berichteten im Februar 2008 im selben Wortlaut, dass William Walker sich mit Berufung auf den Vorfall in Račak als Schlüsselereignis für die staatliche Unabhängigkeit und Souveränität des Kosovo einsetze. Sie schrieben, dass Walker von der Tötung von 45 ethnischen Kosovo-Albanern durch serbische Sicherheitskräfte im Januar 1999 berichtet hatte und nun für die Vorbereitungen der Feierlichkeiten zur Unabhängigkeit „zu dem Ort des Massakers“ zurückgekehrt sei. Sie zitierten Walker: „Ich denke, die Welt hat die Folge von Ereignissen vergessen, die zu der NATO-Intervention geführt hat. Kosovo hat es keineswegs vergessen.“ Auch mit seiner Stellungnahme zur angestrebten Unabhängigkeit des Kosovo zitierten sie ihn: „Jegliche Form von Autonomie oder irgendetwas Geringeres als Unabhängigkeit würde keinen Sinn ergeben, das Land kann sich niemals wieder unter Belgrads Herrschaft begeben.“
Die eingetretene Widersprüchlichkeit in der Bewertung des Vorfalls in Račak zeigt beispielsweise ein Artikel von Erich Rathfelder in der taz aus dem Jahr 2009. Einerseits bezeichnet der Autor darin den NATO-Krieg gegen Jugoslawien von 1999 als notwendig und den Vorfall in Račak als „Massaker“, das von einem großen Teil der politischen Linken in Deutschland „heruntergespielt“ worden sei. Andererseits heißt es darin aber auch in einer Zeitleiste zum Kosovokrieg: „Januar 1999: Die Kämpfe flammen erneut auf. Am 15. Januar werden in Racak 40 Tote gefunden. Die Nato erneuert ihre Androhung eines Luftangriffs. Bis heute gibt es Zweifel, ob es sich bei den Toten von Racak, wie von der UÇK behauptet, um Zivilisten handelte oder, wie von serbischer Seite behauptet, um UÇK-Kämpfer.“
Doch wurde im deutschen Fernsehen auch über 10 Jahre nach den Geschehnissen noch mit einer Spiegel-TV-Reportage über den Vorfall in Račak als serbische Gräueltat an 45 Albanern berichtet, die ein Beispiel für geplante „ethnische Säuberungen“ in der Tradition der Jugoslawienkriege stünden:

„Das serbische Vorgehen hat Methode und ist seit 1991 vielfach erprobt. In Slowenien, in Kroatien, in Bosnien und jetzt eben auch im Kosovo. Beispiel Račak: im Januar wurde das 600-Seelen-Dorf von serbischer Polizei besetzt. Zehn Stunden lang dauerte die Aktion. Danach wurden 45, oft entsetzlich verstümmelte Leichen in der Nähe des Ortes gefunden, alle in Zivil, darunter alte Männer, drei Frauen und ein zwölfjähriger Junge. Was für die herbeigerufenen OSZE-Beobachter zunächst wie Wahnsinn aussieht, hat eine perverse, militärische Logik. Wer 45 Albaner massakriert, treibt dadurch Tausende mehr in die Flucht. Der Aufwand an Soldaten und Material ist gering, die Geländegewinne sind enorm. Für Račak ist die Rechnung aufgegangen. Das Dorf ist noch immer frei von Albanern. Alle Zeugen und Angehörige haben, sofern sie noch konnten, die serbisch kontrollierten Gebiete inzwischen verlassen. […] Die Luftangriffe haben die Gräueltaten der Serben bisher nicht stoppen können. Im Gegenteil, selbst unmittelbar hinter der mazedonischen Grenze, in Sichtweite von NATO-Soldaten, ziehen Sondertruppen und maskierte Milizionäre mordend, plündernd und brandschatzend durch die Dörfer. Ethnische Säuberung, mit Feuerzeug und Benzinkanister.“

### Reaktionen von jugoslawischer Seite
In einem Gespräch mit dem Amtierenden Vorsitzenden der OSZE, dem norwegischen Außenminister Knut Vollebæk, noch am 16. Januar 1999, behauptete der jugoslawische Außenminister Živadin Jovanović, der OSZE-Bericht sei fehlerhaft. Im Übrigen befände sich unter den Getöteten weder eine Person unter 18 Jahren noch eine Frau. Das jugoslawische Innenministerium ließ erklären, dass die Polizei in Račak am 15. Januar eine „terroristische Gruppe“ bekämpft habe, wobei ein Polizist verwundet und „mehrere Dutzend“, in der Mehrzahl uniformierte, „Terroristen“ getötet worden seien. Der KVM wurde dabei vorgeworfen, einen Untersuchungsrichter am Begehen des Tatorts gehindert zu haben.
Dementsprechend meldete die staatliche jugoslawische Nachrichtenagentur Tanjug am 16. Januar 1999, bei dem Versuch „Terroristen“ zu verhaften, die zuvor einen Polizisten getötet hatten, sei es zu Kämpfen zwischen UÇK-Kämpfern und Polizeieinheiten gekommen, bei denen „mehrere Dutzend Terroristen“ getötet worden seien. Diese hätten aus Schützengräben, Bunkern und Befestigungsanlagen angegriffen und mit automatischen Waffen, in der Hand zu haltenden „Raketenwerfern“ („hand-held rocket launchers“), Mörsern und Handgranaten auf die Polizei geschossen. Die meisten Kämpfer hätten Uniformen mit UÇK-Abzeichen getragen. Ein direkt nach den Zusammenstößen am Ort eintreffendes Untersuchungsteam unter Führung der Untersuchungsrichterin Danica Marinković und des Bezirksstaatsanwalts Ismet Sufta vom Bezirksgericht in Priština habe keine Untersuchung durchführen können, da es unter Beschuss genommen sei. Am nächsten Morgen habe die KVM darauf bestanden, dass die jugoslawischen Behörden nicht an der Untersuchung beteiligt würden.
Am 17. Januar bezichtigte der serbische Präsident Milan Milutinović Walker, Terroristen zu unterstützen, Lügen zu verbreiten, sich Hoheitsrechte anzumaßen und die Justiz zu behindern. Walker wurde der Vorwurf gemacht, er habe das Abkommen zwischen der OSZE und der BRJ verletzt, indem er Račak ohne Begleitung von serbischen Untersuchungsbehörden betreten hat. Von serbischen Staatsmedien wurde Walker unterstellt, im Auftrag der CIA einen Vorwand für eine NATO-Intervention zu bereiten.
Gegenüber einer von Wolfgang Petritsch angeführten Demarche der EU-Troika unter deutschem Vorsitz erklärte der zuständige Abteilungsleiter im jugoslawischen Außenministerium am 18. Januar, die Polizei habe auf die vorangegangene Ermordung eines Polizisten hin 50 Terroristen in Račak getötet. Da es keinen Krieg in Jugoslawien gebe, könne kein Tatbestand eines Kriegsverbrechens und somit keine Zuständigkeit für das Haager Tribunal (ICTY) gegeben sein.
Noch am selben Tag erklärte der Außenminister Jovanović William Walker zur Persona non grata, weil dieser die Bestimmungen zur Wiener Konvention von 1961 und das Abkommen zwischen der BRJ und der OSZE vom 16. Oktober 1998 verletzt habe, und verlangte von ihm, die BRJ binnen 48 Stunden zu verlassen. Der Vollzug der Ausweisung wurde später jedoch nach Protesten der Internationalen Gemeinschaft ausgesetzt.
Von jugoslawischer Seite wurde argumentiert, der Vorfall in Račak zeige, „dass die Bemühungen der Internationalen Gemeinschaft zur Einstellung der ausländischen Unterstützung des Terrorismus erfolglos geblieben sind“. Seit dem Holbrooke-Milošević-Abkommen habe die Kampfstärke der UÇK deutlich zugenommen und während die Bundesrepublik Jugoslawien gezeigt habe, dass sie den Verhandlungsweg unter Einhaltung des Abkommens unter gleichzeitiger Bekämpfung des Terrorismus weitergehen wolle, hätten die politischen Vertreter der Kosovo-Albaner den Verhandlungsprozess blockiert. Die jugoslawische Regierung werde eine finnische gerichtsmedizinische Untersuchung in vollem Umfang unterstützen.
Der Vorfall wurde von der jugoslawischen Führung somit in eine Reihe albanischer Provokationen gestellt, deren harte Begegnung legitim sei und von jedem anderen Staat durchgeführt worden wäre. Die UÇK habe für die Weltöffentlichkeit ein Massaker inszeniert, um ein Eingreifen der NATO zu provozieren.

### Reaktionen von kosovo-albanischer Seite und UÇK
Nach der unbestätigten Nachricht des Kosovo Information Center vom 15. Januar 1999 über sieben am gleichen Tag bei Račak und Petrovo getötete Albaner meldete dieselbe Nachrichtenagentur am 16. Januar, dass „serbische Militär- und paramilitärische Polizeikräfte“ am 15. Januar 60 bis 80 Albaner im Dorf Račak niedergemetzelt hätten, von denen Berichten zufolge „nur Acht“ Mitglieder der UÇK und alle anderen Zivilisten gewesen seien. Die meisten der Getöteten seien nach Angabe der LDK Einwohner Račaks gewesen. 48 der 60 bis 80 Getöteten seien bis zum späten Nachmittag des 16. Januar identifiziert worden. Dem etwa 40-jährigen Ragip Bajrami sei das Herz herausgerissen, dem 60-jährigen Banush Azemi der Kopf abgeschnitten worden, „die Körper der anderen Albaner“ würden „Anzeichen von einer Hinrichtung aus kürzester Entfernung, mit Kugeln in ihren Köpfen und Hälsen“ zeigen. Laut dem örtlichen UÇK-Befehlshaber Shukri Buja sei die „zivile albanische Bevölkerung in Račak von der jugoslawischen Armee massakriert“ worden. Es habe keinen Widerstand im Dorf Račak gegeben, und die UÇK-Einheiten hätten versucht, die albanische Bevölkerung von der linken Flanke her zu schützen. Die Anwesenheit der OSZE-Betreuer habe laut Buja die UÇK daran gehindert, die serbischen Truppen anzugreifen.
Die Meldung des Informationsdienstes der UÇK vom Tod von acht UÇK-Kämpfern in Račak wurde von etlichen Nachrichtenagenturen nicht weitergemeldet, so dass über die Medien weiterhin der Eindruck vermittelt wurde, es habe sich bei den Toten ausschließlich um Zivilisten gehandelt.
In den folgenden Tagen machte das Kosovo Information Center zu der Anzahl und Art der Opfer verschiedene Angaben. Am 17. und 18. wurde gemeldet, mehr als 50, (mindestens) 51 beziehungsweise etwa 50 Albaner seien von serbischen Kräften massakriert worden. Die Opfer seien aus kurzer Distanz durch Schüsse in Kopf und Nacken hingerichtet, anderen die Augen ausgestochen oder die Gesichter weggeschossen, einer enthauptet worden. Unter den Umgebrachten befänden sich drei Frauen, ein 12-jähriger Junge und ein drei Monate alter Säugling.
Petritsch berichtet, dass die UÇK den Tod von sieben UÇK-Kämpfern bei den Gefechten einräumte, dabei jedoch angab, dass diese alle beerdigt worden seien und dass es sich bei den gefundenen Leichen allesamt um Zivilisten handele. Die UÇK habe dies als Nachweis dafür bezeichnet, dass die jugoslawische Führung und nicht die albanische Seite für die Eskalation verantwortlich ist, und habe die internationale Gemeinschaft beziehungsweise die NATO aufgefordert, unverzüglich zu handeln, um eine weitere Eskalation zu vermeiden. Obwohl – so Petritsch – die UÇK nach Abschluss des Holbrooke-Milošević-Abkommens die serbische Seite mit dem Kalkül einer Eskalation provoziert hatte – warf die UÇK der OSZE „Unfähigkeit“ vor und kritisierte, dass die OSZE nicht in der Lage sei, die kosovo-albanische Bevölkerung zu schützen. Die UÇK verglich die Situation mit den UN-Schutzzonen im vorangegangenen Bosnienkrieg, indem sie der OSZE vorwarf, sie habe offenbar aus „Srebrenica“ und „Žepa“ nichts gelernt und sei nicht einmal in der Lage, sich selbst zu schützen. Der serbisch-jugoslawischen Regierung warf sie „Terrorismus“ und klassischen „Faschismus“ vor, sowie die Absicht, „die Zukunft der Albaner im Kosovo zu eliminieren“.
Bekannt wurde auch die spätere Stellungnahme des UÇK-Führers Hashim Thaçi aus dem Jahr 2000. Thaçi gehörte zu den UÇK-Gründern, war auf Initiative Wolfgang Petritschs von der EU und von der Kontaktgruppe als Ansprechpartner der UÇK ausgewählt worden, worauf ihm Madeleine Albright trotz fehlender Legitimation der UÇK die Führung der Delegation der Kosovo-Albaner für den Vertrag von Rambouillet übertragen hatte, ist seit Gründung der Demokratischen Partei des Kosovo Vorsitzender dieser Partei und wird beschuldigt, Kopf eines Mafia-ähnlichen Netzwerkes zu sein, das für den Schmuggel von Waffen, Drogen und menschlichen Organen während und nach dem Kosovo-Krieg 1998 bis 1999 verantwortlich war. Thaçi erklärte nun 2000 in einer BBC-Dokumentation, es sei der UÇK bewusst gewesen, mit den durch ihre bewaffneten Aktionen ausgelösten Vergeltungsmaßnahmen eine große Anzahl von Menschenleben der Zivilbevölkerung in Gefahr zu bringen. Entgegen Walkers Version vom Vorfall sprach Thaçi davon, dass Račak zur Zeit des Vorfalls eine für die UÇK strategisch wichtige Schlüsselposition gewesen sei, dass die UÇK um diese heftig mit den Serben gekämpft habe und dass sie bei diesem Kampf viele Tote zu beklagen habe: „Es fand ein wilder Kampf statt. Wir erlitten schwere Verluste, aber die Serben ebenso. Sie brachen auf, Gewalttaten zu begehen, weil in diesem Gebiet eine Schlüsseleinheit der UÇK stationiert war.“
Vor dem Haager Tribunal räumte die Anklage im Prozessverlauf gegen Slobodan Milošević dann auch ein, dass neun UÇK-Mitglieder getötet worden seien, als serbische Kräfte eine Operation zur Zerstörung einer UÇK-Untereinheit in den Außenbereichen des Dorfes durchgeführt hätten, in deren Folge die serbischen Kräfte dann auch 42 Zivilisten massakriert hätten. Shukri Buja, der zur Zeit des Vorfalls als UÇK-Kommandeur der Brigade 161 für die „Verteidigung“ der Nerodimlje-Zone (Neredime) zwischen Lipljan, Uroševac und Štimlje zuständig gewesen war und bereits 2001 gegenüber dem Stern von acht in dem Gefecht getöteten UÇK-Soldaten berichtet hatte, sagte als Zeuge der Anklage überraschend aus, dass schon in Gefechten am frühen Morgen acht UÇK-Kämpfer getötet und weitere acht schwer verletzt wurden. Die Gesamtzahl der gefallenen UÇK-Kämpfer vom Vorfall in Račak bezifferte er auf zwischen neun und 15. 2005 soll der Stellvertreter der Chefanklägerin, Geoffrey Nice, zugestanden haben, dass 25 der Toten Angehörige der UÇK waren, oder, nach anderer Darstellung, dass 30 der Toten laut Polizeiakten Angehörige oder Kollaborateure der UÇK waren. Buja erklärte vor Gericht weiter, dass die von Račak aus kontrollierten Verbindungswege, vor allem über den Pass von Lanište (alb.: Llanishte oder Llanishtë), in das bergige Hinterland der UÇK und zu ihrem Generalstab unerlässlich gewesen seien, um die Operationszone „Nerodimlje“ der UÇK aufrechtzuerhalten, in der Buja über 1000 UÇK-Kämpfer unterstanden. In dem zur Zeit des Vorfalls am 15. Januar weitgehend von der Zivilbevölkerung verlassenen Račak sei eine Zivilverteidigung rekrutiert worden, die das Dorf mit einem Netz von Schützengräben, Unterständen und Beobachtungspunkten auszustatten hatte. Damit unterstrich Buja entgegen der Anklageschrift die strategische Bedeutung von Funktion von Račak als UÇK-Stellung.
Der kosovo-albanische Verhandlungsführer Dugi Gorani äußerte in der BBC-Sendung vom März 2000, der Vorfall in Račak habe der UÇK „in die Hände gespielt“. Man sei sich innerhalb der UÇK darüber bewusst gewesen, dass die Chancen einer internationalen Intervention mit einer Zunahme an zivilen Todesopfern steige. Er ließ für sich offen, ob das Ziel für das Auslösen der Kämpfe durch die UÇK in den von Zivilisten bewohnten Gebieten die zu erwarten gewesenen Vergeltungsmaßnahmen waren.
Berichte von Gräueltaten wie dem angeblichen „Köpfen“ mehrerer Opfer durch serbisch-jugoslawische Sicherheitskräfte wurden noch viele Jahre nach und trotz Bekanntwerden der forensischen Ergebnisse in Medien mit kosovo-albanischem Publikum verbreitet.

### Forensische Untersuchung und Fortgang der Ereignisse

#### Umstände vor Beginn der Obduktionen
Nach der laut Human Rights Watch „gründlichen“, laut Helena Ranta aber mangelhaften Inspektion der Leichen durch die KVM am 16. Januar 1999 und noch bevor die KVM-Verifikateure Walker und Drewienkiewicz den Ort abends wieder verlassen hatten, wurden die Leichen von Dorfbewohnern aufgesammelt und in die Moschee in Račak gebracht, um dort bis zur Beerdigung aufgebahrt zu werden. Dabei ging die Meldung von Human Rights Watch von einer Anzahl von 45 Toten aus, ohne eine Angabe über den Verbleib der fünf Leichen zu machen, die nach OSZE-Angaben zum Zeitpunkt der OSZE-Besichtigung am 16. Januar bereits nicht mehr in Račak gewesen waren, sondern schon vorher angeblich von Angehörigen der Toten nach Malopoljce gebracht worden waren. Die Leichen blieben dort zunächst ohne serbisch-jugoslawische und nach einigen Berichten auch ohne unabhängige Bewachung zurück, doch hatten sich nach späterer Angabe von Drewienkiewicz „US-KDOM-Vertreter“ bereiterklärt, über Nacht im Dorf anwesend zu bleiben.
Eine Untersuchung vor Ort, für die der jugoslawische Außenminister zugestimmt hatte, dass eine serbische Richterin in Begleitung der KVM, jedoch ohne Polizeieskorte, nach Račak gehen sollte, kam zunächst nicht zustande. Einer Darstellungsweise zufolge hatte sich die zuständige Richterin, Danica Marinković, geweigert, ohne Polizeischutz diesen Ortstermin durchzuführen, worauf erneute Feuergefechte zwischen der UÇK und den Sicherheitskräften ausbrachen. Nach eigener Angabe hatte Marinković mit ihrem Team schon am 15. Januar ab 14:00 Uhr in Gegenwart einer Polizeieskorte eine Untersuchung versucht, bei der unter anderem Waffen und Ausrüstung mit UÇK-Insignien vorgefunden wurden, wurde aber beschossen und musste die Untersuchung aus Sicherheitsgründen abbrechen. Am 16. Januar habe sie eine Gruppe von OSZE-Vertretern (um General Drewienkiewicz) aufgefordert, sie als Beobachter für eine Fortsetzung der Untersuchung an diesem Tag zu begleiten, doch diese hätten verärgert abgelehnt und versucht, sie und ihr Team am Betreten von Račak zu hindern. Sie und ihr Team hätten es dennoch alleine am 16. und 17. Januar versucht, seien aber an beiden Tagen wieder beschossen und zum Abbruch der Untersuchung gezwungen worden. Am 17. Januar begannen serbische Sicherheitskräfte erneut, mit Waffengewalt die Kontrolle über Račak zu erlangen. Von albanischer Seite wurde die bewaffnete Auseinandersetzung als „Schlacht um Leichen“ bezeichnet und der serbischen Seite vorgeworfen, Beweise für ein Massaker vernichten zu wollen. Walkers Stellvertreter Drewienkewicz, der Marinković aufgefordert hatte, ihre Untersuchungen in Račak ohne Polizeischutz durchzuführen oder damit zu warten, bis er die OSZE-Beobachter abgezogen hatte, bezeichnete das Vorgehen der serbisch-jugoslawischen Seite als „einen sehr provokativen Akt und einen erneuten Bruch des Waffenstillstands von Seiten der jugoslawischen Behörden.“ Zur Zeit der erneuten Einnahme Račaks durch die serbisch-jugoslawische Seite befanden sich etwa hundert Personen im Dorf, darunter internationale Beobachter und Journalisten, die das Dorf bei der Einnahme verließen, so dass die in der Moschee aufgebahrten Leichen nicht mehr unter Kontrolle der internationalen Beobachter standen.
Am 18. Januar 1999 kam Untersuchungsrichterin Danica Marinković zusammen mit dem stellvertretenden Staatsanwalt und mit SUP-Inspektoren nach den am 17. Januar begonnenen bewaffneten Auseinandersetzungen nach Račak und führte eine Vor-Ort-Untersuchung durch. Marinković fand 40 Leichen in der Moschee vor, die alle von dem das Untersuchungsteam begleitenden Direktor des Gerichtsmedizinischen Instituts von Priština, Slaviša Dobričanin, besichtigt wurden. Nach der visuellen Untersuchung erklärte Dobričanin, die Leichen würden keine Anzeichen eines Massakers zeigen. Die Leichen wurden in Leichensäcke gelegt und in Gegenwart von OSZE-Vertretern in einen gekühlten Lieferwagen geladen, während der Lieferwagen unter Mörserbeschuss durch die UÇK genommen wurde, um ihren Abtransport zu verhindern. Nicht mehr unter unabhängiger Kontrolle, gelang es dem Fahrer trotz des Beschusses, den Wagen mit den Leichen zum Gerichtsmedizinischen Institut in Priština zu befördern. Ohne den Beschuss durch die UÇK zu erwähnen, berichtete Human Rights Watch später, schwer bewaffnete serbische Polizei habe die Leichen trotz einer gründlichen vorherigen Untersuchung durch die OSZE aus der Moschee in Račak entfernt und in das Leichenhaus nach Priština verbracht. Die OSZE schloss sich dieser Darstellung an und erklärte, dass ihr „erneut der Zugang nach Račak verweigert“ worden sei, „als die Leichen aus der Moschee entfernt“ wurden. In Račak besichtigte Marinković zusammen mit OSZE-Vertretern, denen sie auf der Fahrt nach Račak begegnet war, auf der Suche nach weiteren Leichen das Dorf, wo sie in dem UÇK-Hauptquartier Waffen, Uniformen und Vorrat vorfanden und Schützengräben im Dorf sahen.
Ebenfalls am 18. Januar 1999 wurde der ICTY-Chefanklägerin Louise Arbour der Zutritt in den Kosovo von der mazedonischen Grenze aus von den serbisch-jugoslawischen Grenzposten verwehrt, nachdem ihr und ihrem Team keine Visa für die Bundesrepublik Jugoslawien ausgestellt worden waren. Filmteams begleiteten sie und setzten ihre Abweisung weltweit in Szene. Arbour hatte noch am 16. Januar, also am Wochenende und offenbar ohne offizielle Beauftragung, ihre Abreise in den Kosovo angekündigt. Der jugoslawische Bundesjustizminister Zoran Knežević sagte Richterin Arbour, es gebe keine rechtliche Grundlage für Beamte des Tribunals in den Kosovo zu kommen, da sich die serbischen Behörden im Kampf gegen Terrorismus befänden.

#### Umstände der Obduktionen
Vor Beginn der Obduktionen am 19. Januar 1999 nahm die Strafverfolgungsbehörde von Priština auf Anordnung der Untersuchungsrichterin Danica Marinković und in Gegenwart von OSZE-Verifikateuren und der forensischen Experten aus Belarus Handflächen- und Fingerabdrücke zur Identifizierung von den 40 Leichen ab. Die Identifikation der 40 Leichen, laut dem Koordinator des jugoslawischen gerichtsmedizinischen Teams Slaviša Dobričanin mit Ausnahme von drei Fällen, wurde über die Fingerabdrücke durchgeführt und die Obduktionen am 19. Januar von serbischen Fachleuten der Universität Priština und belarussischen Spezialisten begonnen, nachdem die KVM dazu aufgefordert hatte, noch auf die Ankunft eines „internationalen“ Pathologenteams zu warten. Sogenannte „paraffin glove tests“ wurden durchgeführt, denen zufolge 37 der 40 Leichen Schmauchspuren aufwiesen.
Am 16. Januar 1999 hatte der jugoslawische Botschafter in Helsinki Helena Ranta angerufen und sie gebeten, mit ihrem finnischen Team forensische Untersuchungen in Račak durchzuführen. Das finnische Team (EU Forensic Expert Team = EU-FET; auch Finnish Forensic Expert Team = FFET) war bereits im Oktober 1998 für eine andere Verwendung eingereist. Am 19. Januar wurde gemeldet, die serbisch-jugoslawischen Behörden hätten das finnische Team eingeladen, an der Untersuchung teilzunehmen. Dessen Leiterin Helena Ranta glaube jedoch nicht, dass Serbien über die nötige Ausstattung verfüge, um eine angemessene forensische Untersuchung durchzuführen. Weiter hieß es, Slaviša Dobričanin bezeichne die Darstellung des Vorfalls durch William Walker als unzutreffend und vermute, dass die Verstümmelungen nach dem Tod erzeugt wurden, um den Anschein einer Exekution zu erwecken. Nicht ein einziger Körper zeige, so Dobričanin, Anzeichen einer Exekution, und es habe sich nicht um ein Massaker gehandelt.
Das jugoslawische und das belarussische Team hatten die Obduktion an 16 der Leichen durchgeführt, bis das finnische Team hinzukam, das am 22. Januar die gerichtsmedizinische Untersuchung am Gerichtsmedizinischen Institut in Priština aufnahm. Nach Meldung von Human Rights Watch verkündete Dobričanin am 25. Januar, dass inzwischen 21 Leichen obduziert worden seien, die alle keine Anzeichen eines Massakers trügen. In ähnlicher Weise wurde Vujadin Otašević zitiert. Daraufhin habe sich das finnische Team von den Äußerungen Dobričanins distanziert und am 26. Januar die Besorgnis geäußert, dass es Verfälschungen an den Beweisen gegeben habe, ohne allerdings klarzumachen, von wem und wann. Die drei Teams, die dicht nebeneinander am Arbeitsplatz arbeiteten, konnten die noch fehlenden Obduktionen der insgesamt 40 Leichen bis zum 27. Januar 1999 abschließen.
Am 30. Januar 1999 besichtigten Mitglieder des finnischen Teams erstmals Račak, konnten aber keine Spurensicherung durchführen, da in der vorangegangenen Nacht Schnee gefallen war.

#### Umstände der Bestattung
Nach mehr als neun Tagen der Verhandlungen zwischen der OSZE und den örtlichen Behörden über die Bedingungen der Freigabe der Leichen an die Familien und über die Art und den Ort des Begräbnisses erfolgte die Übergabe der Toten an die Angehörigen gegen Unterschrift am 10. Februar 1999 in Priština. Am selben Tag wurden die Leichen in mehreren Lastwagen und eskortiert von der OSZE vom Krankenhaus in Priština nach Račak gefahren, wo William Walker zur Bestattung am 11. Februar 1999 vor der anwesenden Menge von 5000 ethnischen Albanern, unter denen sich entgegen der Vereinbarung auch bewaffnete und uniformierte UÇK-Kämpfer befanden, eine Rede hielt, auf der er den Vorfall erneut als Verbrechen gegen die Menschlichkeit verurteilte und sagte: „Der Teufel hat Račak heimgesucht und das Leben wurde ausgelöscht.“ Nach dem Begräbnis, bei dem sich die serbischen Sicherheitskräfte vereinbarungsgemäß außer Sichtweite gehalten hatten, wurde die OSZE von ethnischen Albanern informiert, dass die UÇK etwa zehn Männer albanischer Ethnie im Alter von 15 bis 50 Jahren, die dem Begräbnis beigewohnt hatten, entführt habe. Diese waren nach Petrovo verbracht, von der UÇK verhört und in zwei Fällen misshandelt worden. Die UÇK bestätigte die Festnahme von acht Personen, die am 12. Februar nach einer Intervention der KVM wieder freigelassen wurden.

#### Vorläufiger Obduktionsbericht
Ein erster gerichtsmedizinischer Bericht, der von dem serbischen und dem belarussischen Team Ende Januar 1999 erstellt worden war, wurde vom finnischen Team, das noch histologische, toxikologische und DNA-Analysen in Helsinki durchführen wollte, nicht abgezeichnet. Laut Dobričanin geschah dies trotz voriger Zusage der finnischen Teammitglieder auf Anweisung von Helena Ranta. Die daraus öffentlich gezogene Schlussfolgerung, das finnische Team stimme den Ergebnissen des serbischen und belarussischen Teams nicht zu, wurde später in dem von Helena Ranta am 17. März 1999 vorgelegten Bericht als Irrtum zurückgewiesen. Sie stellte darin ausdrücklich klar, dass ihr Team auch die Obduktionen der 16 vor seinem Eintreffen untersuchten Leichen als sauber ausgeführt bestätigen konnte. Sie habe die Unterschrift für einen Bericht lediglich wegen der ausstehenden und in Helsinki durchzuführenden Laboranalysen sowie wegen der aus Sicherheitsgründen in Helsinki auszuführenden Entwicklung des Filmmaterials als verfrüht und daher unangemessen erachtet. Später (2009) verwies Ranta auf den von Eric Baccard für das Haager Tribunal erstellten Vergleich der Obduktionsberichte. Diese habe keine größeren Unterschiede ergeben, die jeweils gezogenen Schlussfolgerungen seien identisch.

#### Pressekonferenz vom 17. März und Ereignisse vor dem NATO-Angriff
Am 17. März 1999 übergab das finnische Team seinen 1428 Seiten umfassenden (Zwischen-)Bericht über die gerichtsmedizinische Untersuchung, bestehend aus 40 Obduktionsprotokollen, Videobändern, Photographien, Röntgenbildern, toxikologischen Analysen und DNA-Profilen in zweifacher Ausführung dem damaligen EU-Vorsitz (Deutschland, somit Joschka Fischer), der später eine Kopie an das Haager Tribunal weitergab. Je eine Kopie des Berichts erhielten zudem Danica Marinković als Untersuchungsrichterin des Bezirksgerichts Priština und das Gerichtsmedizinische Institut der Universität Priština.
Anlässlich der Übergabe des Berichts wurde ebenfalls noch am 17. März 1999 eine Pressekonferenz in Priština abgehalten, um die der EU-Vorsitz (Deutschland) Helena Ranta gebeten hatte. Ranta erhielt ihre Instruktionen in der Račak-Zeit grundsätzlich vom deutschen Außenministerium. Vor der Pressekonferenz wurde sie von Botschafter Christian Pauls als Vertreter der damaligen deutschen EU-Präsidentschaft instruiert. Noch kurz vor der Pressekonferenz hatte Ranta ein Treffen mit William Walker, bei dem sie sich weigerte, Walkers Sichtweise zu bestätigen.
Bei der Pressekonferenz wurde der 21 kg wiegende Bericht nicht öffentlich zugänglich gemacht, auch keine zusammenfassende Expertise. Der Presse wurde nur ein zusammenfassender Text präsentiert, der zwar den Titel Bericht des EU-Forensischen Experten Teams für den Racak-Zwischenfall hatte, laut Ranta aber ihre persönliche Auffassung darstellte. Ranta sagte, die vorgelegten Ergebnisse seien nur ein Teil der Gesamtuntersuchung. Es habe bei den Untersuchungen keine Behinderungen gegeben. Laut dem Bericht mit der „persönlichen Auffassung“ Rantas waren die untersuchten Toten am 15. Januar 1999 etwa zur gleichen Zeit getötet worden, darunter auch mehrere ältere Männer und eine Frau. Es fanden sich keine nach dem Tod ausgeführten Manipulationen oder Schändungen. Es gebe keine Anzeichen dafür, dass die Leute etwas anderes als unbewaffnete Zivilisten gewesen sind. Es sei aufgrund der medizinischen Untersuchung kein Urteil möglich, so die Pressefassung, ob es ein Gefecht gegeben habe oder die Tötung unter anderen Umständen erfolgt sei. Für ein vollständiges Urteil über die Ereignisse in Račak bedürfe es umfassender kriminalistischer Untersuchungen. In einem Tondokument, das auf der Internetseite zu einem BBC-Bericht vom 17. März verfügbar ist, antwortet Ranta einer Reporterin: „Alles was ich sagen kann, ist, dass die Opfer höchstwahrscheinlich unbewaffnete Zivilisten waren.“
Bei der Pressekonferenz gab Ranta in mehreren Punkten Darstellungen von William Walker oder seinen Mitarbeitern wieder, von denen sie eigentlich hätte distanzieren müssen. Beispielsweise sagte sie zu den 22 Männern, die erschossen im Hohlweg gefunden wurden: „Auf Grundlage der Informationen, die von den KVM und KDOM-Beobachtern erhalten wurden, sind insgesamt 22 Männer in einem Hohlweg [gully] in der Nähe von Racak gefunden worden. Sie wurden höchstwahrscheinlich erschossen, wo sie gefunden wurden.“
Nach der Pressekonferenz sahen die meisten Medien die Version von einem serbischen Massaker an albanischen Zivilisten bestätigt. Sie berichteten, die von Helena Ranta vorgelegten Ergebnisse hätten ergeben, dass es sich bei den untersuchten Toten um unbewaffnete Zivilisten gehandelt habe. In einer ihrer Antworten auf Fragen aus dem Publikum hatte Ranta gesagt, obwohl sie dafür beruflich nicht zuständig war: „Dies ist ein Verbrechen gegen die Menschlichkeit, ja.“ Die Bezeichnung als „Verbrechen gegen die Menschlichkeit“ bestimmte am nächsten Tag die Schlagzeilen in der Presse. Nachträglich sagte sie dazu, sie habe den Begriff „Verbrechen gegen die Menschlichkeit“ nicht im juristischen, sondern im moralischen Sinne verwendet, und verwies darauf, dass es seit März 1998 im Kosovo Verbrechen gegen die Menschlichkeit „von beiden Seiten“ gegeben habe.
Am 18. März 1999, als das finnische Team bereits dabei war, den Kosovo zu verlassen, forderte die EU gegenüber dem Ständigen Rat der OSZE eine umfassende Untersuchung der Geschehnisse, ohne selbst einen Hinweis auf einen Schuldigen zu geben. Dementgegen vertrat der US-amerikanische Botschafter bei dieser Gelegenheit die Ansicht, falls jemals ein Zweifel bestanden habe, dass die Bundesrepublik Jugoslawien Grausamkeiten in Račak begangen habe, seien diese Zweifel nun ausgeräumt.
Die als „Bericht des Ranta-Teams“ von der Öffentlichkeit aufgefasste Pressekonferenz kam, wie Matthias Rüb es ausdrückte, „einem Menetekel gleich, zu einem Zeitpunkt an die Öffentlichkeit, als die Friedensverhandlungen über das Kosovo schon auf eine endgültiges Scheitern zusteuerten.“
Am Abend des 18. März 1999 unterschrieb die kosovo-albanische Verhandlungsdelegation unter Leitung von Hashim Thaçi das Vertrag von Rambouillet genannte Abkommen, nachdem die UÇK von Seiten der USA zur Unterzeichnung überredet worden war und die Balkan-Kontaktgruppe am 16. März das Ende der Konferenz auf den 18. März festgelegt und eine Verlängerung der Verhandlungen als nicht mehr sinnvoll eingeschätzt hatte. Am 19. März gaben die Konferenzvorsitzenden in einer Stellungnahme bekannt, „dass die Verhandlungen von Rambouillet und Paris aufgrund der Haltung der serbisch-jugoslawischen Delegation ausgesetzt“ würden. Der OSZE-Ratsvorsitzende Vollebaek, der in einer Pressemitteilung des OSZE am 17. März in seinem Kommentar zum finnischen forensischen Bericht behauptet hatte, die finnische forensische Teamleiterin Helena Ranta habe die Tötung von mindestens 40 unbewaffneten Zivilisten für den Vorfall von Račak festgestellt und der damit ausdrücklich seine Verurteilung der „Gräueltat an unschuldigen Zivilisten“ vom 16. Januar 1999 wiederholt hatte, teilte am 18. März mit, dass alle 1380 Mitarbeiter der KVM umgehend aus der Provinz in Richtung Makedonien abgezogen würden, da die Sicherheit der Mitarbeiter nach den gescheiterten Gesprächen von Paris nicht mehr gewährleistet werden könne. Gleichzeitig begann auch die Evakuierung des Botschaftspersonals westlicher Vertretungen aus Belgrad.
Am 19. März 1999 mahnte Bill Clinton vor der Weltöffentlichkeit in Erinnerung an das „Massaker“ von Račak, bei dem „unschuldige Männer, Frauen und Kinder“ sich „in den Dreck zu knien“ gezwungen und hingerichtet worden seien, zu unverzüglichem, aktiven Handeln, da nur so weitere Massaker an wehrloser Zivilbevölkerung in den Dörfern des Kosovo wie in Račak verhindert werden könnten.

#### Ereignisse während des NATO-Krieges gegen Jugoslawien
Am 24. März 1999, eine Woche nach der Pressekonferenz Rantas, begannen die NATO-Luftangriffe auf Jugoslawien. Clinton hielt eine Ansprache an die Nation. Darin wiederholte er in einer Passage wörtlich, was er in der Pressekonferenz vom 19. März gesagt hatte: dass die jugoslawischen Sicherheitskräfte im Kosovo begonnen hätten, „von Dorf zu Dorf“ Zivilisten zu bombardieren, ihre Häuser in Brand zu setzen und unschuldige Menschen zu erschießen.
Am 29. März 1999 behauptete Clintons Sprecher, dass Milošević „ethnische Säuberungen“ seit langem geplant habe und auch ohne Eingreifen der NATO ausgeführt hätte. Vom gleichen Tag an übernimmt auch der Pressesprecher der NATO die gleiche, unspezifizierte These. Anfang April versicherte der deutsche Verteidigungsminister, Rudolf Scharping, er verfüge über einen Operationsplan der serbisch-jugoslawischen Führung zur Vertreibung der kosovo-albanischen Bevölkerung aus dem Kosovo. Am 8. April 1999 stellte der Generalinspekteur der Bundeswehr, Hans-Peter von Kirchbach, den „Operationsplan Hufeisen“ in einer Pressekonferenz vor. Demnach soll nach dem Jahreswechsel 1998/1999 die Vertreibung der kosovo-albanischen Bevölkerung im Norden des Kosovo begonnen haben. Der Operationsplan sei schrittweise verwirklicht worden, während in Rambouillet und später in Paris verhandelt wurde, und mit der Ablösung solcher Militärs, die sich dem Einsatz von Soldaten gegen Zivilisten widersetzten, einhergegangen. Der Fraktionsvorsitzende der SPD, Peter Struck, bezeichnete Milošević vor dem Bundestag am 15. April als „wahnwitzigen, machtbesessenen Diktator“, der versuche, „eine ganze Volksgruppe zu vertreiben oder auszulöschen und seinem rassistischen Ziel eines ‚ethnisch reinen‘ Serbiens näherzukommen.“ Er versicherte, diese Beschreibung der Lage werde von allen Mitgliedern seiner Fraktion geteilt und stellte vor Beginn der NATO-Luftangriffe im Kosovo stattgefundene Dorfzerstörungen in einen angeblich systematisch geplanten Zusammenhang mit seit Beginn der Jugoslawienkriege betriebenen „ethnischen Säuberungen“: „Seit 1989 verfolgt Milosevic seine chauvinistische Idee eines ‚ethnisch reinen‘ Großserbiens. Er hat dafür bisher Kriege gegen Slowenien, Kroatien und Bosnien-Herzegowina geführt. […] Seit Frühjahr 1998 führt Milosevic in großem Stil Vertreibungsaktionen und Dorfzerstörungen im Kosovo durch. […] Die NATO-Luftangriffe setzten ein, als alle Versuche der friedlichen Konfliktbeilegung an der fortdauernden Gewaltpolitik der serbischen Führung gescheitert waren.“ Am 19. April gab Scharping an, der Hufeisenplan, der das Ziel habe, den gesamten Kosovo ethnisch zu „säubern“ und die gesamte Zivilbevölkerung zu deponieren, sei „in Belgrad vom Militär, von Milošević und seinem Regime“ geplant, Ende November/Anfang Dezember 1998 organisiert und seit Januar 1999 durchgeführt worden.
Am 22. Mai 1999 unterzeichnete Louise Arbour als Chefanklägerin des Haager Tribunals die Anklageschrift gegen den Präsidenten der Bundesrepublik Jugoslawien Slobodan Milošević und vier weitere Angeklagte: den Präsidenten Serbiens, Milan Milutinović, den Stellvertretenden Premierminister der Bundesrepublik Jugoslawien, Nikola Šainović, den Generalstabschef der jugoslawischen Armee, Dragoljub Ojdanić, und den Minister des Innern Serbiens, Vlajko Stojiljković. Den fünf Angeklagten wurden „Verbrechen gegen die Menschlichkeit“ zur Last gelegt, namentlich des Mordes an 340 Menschen in 16 Dörfern, darunter Račak. Am 24. Mai 1999 bestätigte das Haager Kriegsverbrecher-Tribunal (ICTY) die das „Massaker von Racak“ umfassende Anklageerhebung wegen Mordes, Verfolgung und Deportation im Kosovo. Die USA und Großbritannien, wenngleich unter Vorbehalten, akzeptierten die Anklageerhebung. Frankreich und Russland lehnten sie ab, doch wurde die Anklage fortgeführt. Die Anklage gründete sich ausschließlich auf Verbrechen, die ab Januar 1999 verübt worden sein sollten. Der zeitlich vor dem Beginn der NATO-Angriffe liegende Vorfall in Račak bildete dabei eine wichtige Ausnahme unter der langen Liste von Anklagepunkten, die erst Vorgänge nach dem 24. März 1999 betrafen. Bei Račak orientierte sich die Anklageschrift an den Darstellungen William Walkers. Am 27. Mai erfolgte die Pressemitteilung über die Anklage. Mit Milošević war erstmals ein regierendes Staatsoberhaupt angeklagt. Die Anklage charakterisierte die jugoslawische Regierung als verbrecherisches Regime, ein für eine Anklageschrift außergewöhnliches Vorgehen. Kommentaren von Sprechern des Gerichts nach hatte die NATO „den Weg für eine vergleichsweise bemerkenswert rasche Anklage freigemacht, indem sie Arbour Zugang zu nachrichtendienstlichen und sonstigen Informationen verschaffte, die die westlichen Regierungen ihr lange Zeit verweigert hatten.“ Offizielle Sprecher der USA erklärten, die USA hätten das Gericht weder zu einer Verzögerung noch zu einer Beschleunigung der Anklage gegen Milošević gedrängt, gegen den das Tribunal seit Jahren ermittele. Britische Offizielle brachten die Hoffnung ihrer Regierung zum Ausdruck, dass die Anklage helfen könne, die Clinton-Regierung zu unterstützen, während sie die vom russischen Gesandten Wiktor Tschernomyrdin verfolgten diplomatischen Bemühungen als „unattraktive Variante“ bezeichneten. Der britische Außenminister Robin Cook reagierte auf die Anklage mit der Wiederholung einer der Hauptthesen des Neuen Humanismus: „Es kann keinen Handel, keine Amnestie für Kriegsverbrechen geben“.

#### Fortsetzung der forensischen Untersuchungen nach dem Krieg
Das finnische Team hatte nach der Abgabe des Berichts vom 17. März 1999 weitere Analysen an dem Material aus Račak durchgeführt und entsprechend – kurz nach dem Ende der NATO-Luftangriffe auf Jugoslawien – am 24. Juni 1999 den ersten Entwurf einer vorläufigen Auswertung dem Haager Tribunal vorgestellt. Der Presse gegenüber äußerte Ranta auf die Frage, ob die Kleidung der Toten nach dem Tod gewechselt wurde, dass sich jeder, der den finnischen Bericht liest, eigentlich seine eigene Interpretation aussuchen könne. Sie müsse aus verschiedenen Gründen sehr vorsichtig sein und könne nicht – zumindest noch nicht – offen darüber sprechen, was in Račak geschehen war. Es bestehe eine Wahrscheinlichkeit, dass einige Leichen erst nachträglich nach Racak transportiert wurden. Sie bedaure, Račak nie besucht haben zu können. Sie habe eine vollständige Aufklärung erreichen wollen, was ihr aber damals nicht erlaubt worden sei. Und sie sei sich auch nicht sicher, ob das Haager Tribunal an einer weiteren Untersuchung tatsächlich interessiert sei.
Die im Januar und Februar 1999 unter ungünstigen Wetterbedingungen und bei eskalierender Gewalt unterlassene sorgfältige Spurensicherung am Tatort wurde im November 1999 von dem finnischen Team in dem in der Umgebung von Račak gelegenen Graben wieder aufgenommen, der von Walker „gully“ genannt worden war und in dem nach Angaben der OSZE 23 Leichen gefunden worden waren. Im März 2000 wurde eine zweite Spurensicherung von dem Team an ausgesuchten Orten in Račak durchgeführt. Das gesamte Beweismaterial wurde für weitere Analysen nach Finnland gebracht. Aufgrund der Vertraulichkeit der Ergebnisse wurde ein 194-seitiger, separater, zusätzlicher Bericht (Supplementary Report, Juli 2000) einschließlich ballistischer Analysen dem Haager Tribunal übergeben, der die Arbeit des finnischen Teams im Kosovo zum 30. Juni 2000 abschloss.

#### Ereignisse bis zu Rantas Aussage vor dem Haager Tribunal
Bald erschienen Darstellungen in der Presse und in TV-Reportagen (z. B. BBC Two im März 2000 und WDR im Februar 2001), die davon ausgingen, es habe Manipulationen gegeben mit dem Ziel, die Vorfälle in Račak als Massaker erscheinen zu lassen.
Am 12. März 2000 berichtete die Sunday Times, Agenten US-amerikanischer Geheimdienste hätten vor der Bombardierung Jugoslawiens durch die NATO geholfen, die UÇK auszubilden. CIA-Beamte hätten 1998 und 1999 im Kosovo als OSZE-Beobachter Beziehungen zur UÇK geknüpft und diese mit militärischen Ausbildungsplänen und militärischer Beratung bei der Bekämpfung der jugoslawischen Armee und serbischen Polizei unterstützt. Als die OSZE den Kosovo kurz vor den Luftangriffen der NATO verließ, seien viele Satellitentelefone und GPS-Geräte der UÇK überlassen worden, damit die sezessionistische Organisation mit Persönlichkeiten der NATO- und US-Führung wie General Wesley Clark in Verbindung bleiben konnte. Die am gleichen Tag ausgestrahlte TV-Dokumentation der BBC Moral Combat: NATO At War zeigte eine Reihe von Interviews wie etwa mit Madeleine Albright, James Rubin, Hashim Thaçi, William Walker oder Richard Holbrooke und legte nahe, dass sich die US-Regierung unter Clinton einen Vorwand für einen Krieg mit Jugoslawien unter Milošević verschafft hatte, für den sie sich den Rückhalt weiterer NATO-Mitglieder sicherte. Dafür habe sie die UÇK unterstützt, deren bewaffnete Attacken gegen serbische Sicherheitskräfte und Zivilisten einkalkulierte Gegenschläge der serbischen Seite provoziert hätten, um die Anzahl von Verlusten an Zivilisten und somit die Wahrscheinlichkeit für eine internationale Intervention zugunsten der UÇK erhöhen.
Nachdem die Berliner Zeitung in den Besitz forensischer „Protokolle“ Rantas finnischer Kollegen gekommen war, deckte sie im März 2000 auf, dass es nach diesen Dokumenten noch immer keine bekannten Belege für ein Massaker gab.
Nach Abschluss seiner Arbeit händigte das finnische gerichtsmedizinische Team dem Haager Tribunal am 21. Juni 2000 einen umfassenden und detaillierten Bericht über seine Ergebnisse aus, der zunächst als Verschlusssache eingestuft wurde. Später erklärte Ranta in der schriftlichen Stellungnahme zu ihrer Zeugenaussage von 2003, dass dieser Bericht andere Aspekte als der abgegebene Bericht vom 17. März 1999 behandele und die beiden Berichte als sich gegenseitig ergänzend betrachtet werden müssen. Darüber hinaus würden beide Berichte zusammengenommen nur einen Teil der Untersuchungen abdecken, die notwendig für eine endgültige Auswertung der Ereignisse von Račak seien. Der Rat der Europäischen Union wurde am 22. Juni 2000 von dem finnischen Team durch eine Kurzfassung („Executive Summary“) unterrichtet.
Im Januar 2001 begann gegen den ehemaligen serbischen Polizisten Zoran Stanojević aus Štimlje in Priština als bis dahin erstem und einzigem Angeklagten ein Prozess, unter Leitung einer polnischen UN-Richterin mit albanischen Juristen und Beisitzern anderer Nationalitäten, bei dem den albanischen Untersuchungsrichtern früh vorgeworfen wurde, die Aussage der beiden Zeugen unüberprüft als einzige Beweisgrundlage angeführt zu haben. Im Juni 2001 wurde Stanojević für seine Rolle bei Verbrechen an ethnischen Albanern während der Teilnahme am „Massaker von Račak“ zu 15 Jahren Freiheitsstrafe verurteilt. Die New York Times brachte dazu am 19. Juni einen kurzen Bericht mit der Überschrift „Kosovo: Serbe schuldig am Tod von 45“. Nach dem Urteil warfen Menschenrechtsbeobachter von Amnesty International und Rechtsberater der Vereinten Nationen der UN-Mission im Kosovo „anhaltende ethnische Befangenheit in ihrem Rechtssystem“ und „politisch motivierte Entscheidungen“ vor. UN-Justizbeamte sprachen von Verfahrensverstößen und Zeugenaussagen, die im Widerspruch zu forensischen Ergebnissen und anfänglichen Zeugenaussagen standen. Einer der UN-Justizbeamten sagte, die Richter hätten in Betracht gezogen, das Verfahren aus Mangel an Beweisen einzustellen, dies jedoch aus politischen Gründen nicht gewagt: „Die Leute aus Račak wären wild geworden. Račak ist ein Symbol für das, was allen Albanern während des Krieges widerfahren ist. Sie haben dem Druck nachgegeben, Druck, der über den ganzen Fall hinweg ausgeübt wurde.“
Im Februar 2001 veröffentlichten finnische Team-Kollegen Rantas einen Beitrag in einer Fachzeitschrift für Forensik, der hervorhob, dass die Todesumstände nicht bestimmt werden konnten, da die Spurensicherung und die Beweismittelkette vom Tatort bis zur Autopsie für das Team nicht überprüfbar waren.
Den anhaltend wiederkehrenden Medienberichten über Manipulationen im Zusammenhang mit der Darstellung des Vorfalls in Račak als Massaker wurden im Februar und März 2001 neue Bekanntgaben aus dem forensischen Bericht des finnischen Teams entgegengehalten. Demnach habe das forensische Team keine Beweise gefunden, dass es sich nicht um unbewaffnete Zivilisten handelt, die aufgefundenen Toten seien in Zivilkleidern gestorben und es sei auch auszuschließen, dass die 23 im Graben aufgefundenen Männer an einem anderen Ort gestorben oder aus sehr weiter Distanz erschossen worden seien. Helena Ranta teilte dabei auch mit, sie habe sich seit zwei Jahren nicht mehr über die Untersuchungsergebnisse geäußert, da sie einem möglichen Prozess gegen Milošević nicht schaden wollte, bei dem Račak ein wichtiger Bestandteil sein und sie als Zeugin geladen würde. Die EU sei dann aber kürzlich zur Ansicht gekommen, es solle etwas aus der bisher als geheim eingestuften, forensischen Untersuchung öffentlich gemacht werden. Kollegen Rantas hätten ohne ihre Kenntnis einen wissenschaftlichen Beitrag über die Untersuchung verfasst. Teile von diesem seien noch vor seiner Publikation der Berliner Zeitung bekannt geworden, die herausgefunden habe, dass noch immer keine Beweise für ein Massaker vorlägen. Die EU habe dann entschieden, dass eine Zusammenfassung („Executive Summary“) des forensischen Berichts erstellt und Interessierten offengelegt werden solle. Ranta bekannte sich dazu, dass sie bei dieser vage und unverständlich ausgefallenen Zusammenfassung der Untersuchungsergebnisse bewusst unbestimmt formuliert und keine Urteile gefällt habe, sondern die Erstellung ausschließender Beweise als ihre Aufgabe betrachte und die beurteilende Entscheidung den Richtern überlassen wolle.
Slobodan Milošević war nach seinem Sturz am 5. Oktober 2000 nicht mehr Präsident der Bundesrepublik Jugoslawien. Nach verfassungsrechtlichen Auseinandersetzungen wurde er am 1. April 2001 von der serbischen Polizei verhaftet. Am 28. Juni 2001, dem symbolträchtigen Feiertag Vidovdan, wurde er das Haager Tribunal ausgeliefert. Die Anklageschrift vom 22. Mai 1999 gegen Slobodan Milošević und vier weitere Angeklagte wurde am 29. Juni 2001 durch eine geänderte Anklageschrift und am 16. Oktober 2001 durch eine nochmals abgeänderte Anklageschrift ersetzt. Am 5. September 2002 trennte die Strafkammer das Verfahren gegen Milošević von den Verfahren gegen die übrigen Angeklagten.
Im Juni 2002 veröffentlichte die Weltwoche Aussagen von Ranta, sie verfüge seit Mitte 2001 über überzeugende Belege, dass die Szenerie in Račak nicht manipuliert worden war. Sie könne die Angabe der serbischen und belarussischen Kollegen, die eine zu weite Schussdistanz von 200 m angegeben hätten, widerlegen. Sie wisse, wie viele Waffen abgefeuert wurden, welche Art von Kugeln verwendet worden waren, dass die Opfer in der Kleidung erschossen wurden, in der sie gefunden worden sind, also nicht in UÇK-Uniformen, und dass sie an dem Ort erschossen wurden, wo sie auch gefunden wurden. In der Erde sei eine Kugel gefunden worden mit menschlichen Zahnfragmenten, die an einem Leichnam gefehlt hatten, der genau an dieser Stelle gelegen hatte und eine identische DNA aufwies.
Am 12. Februar 2002 begann der Prozess gegen Slobodan Milošević vor dem Haager Tribunal, in welchem dem Vorfall in Račak eine zentrale Rolle zugewiesen wurde. Er wurde als einziger Vorfall im Kosovo vor dem NATO-Überfall auf Jugoslawien in der Klageschrift zum Kosovokomplex ausdrücklich angeführt: „In dieser Periode haben die Vertreter der internationalen Verifikationsmission und von Organisationen zum Schutz der Menschenrechte eine bestimmte Anzahl von Ermordungen von Kosovo-Albanern dokumentiert. In einem solchen Vorfall, am 15. Januar 1999, wurden 45 unbewaffnete Kosovo-Albaner im Dorf Racak in der Gemeinde Stimlje/Shtima umgebracht.“ Die Forderung des stellvertretenden Chefanklägers Geoffrey Nice, Zeugenaussagen der ehemaligen Untersuchungsrichterin am Bezirksgericht in Priština, Danica Marinković, nicht in das Beweismaterial aufzunehmen, wies der Vorsitzende Richter Patrick Robinson mit der Vorgabe zurück: „Racak ist eines der wichtigen Elemente der Anklage.“
Am 13. November 2002 erging eine vertrauliche Anordnung der Strafkammer des Haager Tribunals an Helena Ranta, bezüglich ihrer Untersuchung in Račak als Zeugin der Anklage gegen Slobodan Milošević vor Gericht zu erscheinen und vorab eine schriftliche Stellungnahme bis spätestens zum 28. Februar 2003 abzugeben. Am 20. Februar 2003 wurde die schriftliche Stellungnahme Rantas im Vorab zu ihrer Zeugenaussage vor dem Haager Tribunal eingereicht.
Auch der Autor des Weltwoche-Artikels vom Juni 2002 wurde als belastender Zeuge vor das Haager Kriegsverbrechertribunal zur Aussage im Verfahren gegen Milošević gebeten. Die UN-Chefanklägerin Carla Del Ponte, las den Artikel vor dem Tribunal und nahm ihn als Beweismaterial auf, nachdem sie würdigte, dass er zahlreiche neue Fakten enthalte, die der Anklage bisher nicht bekannt gewesen seien.
Am 12. März 2003 trat Ranta als Zeugin im Milošević-Prozess vor dem Haager Tribunal auf. Ihrer Zeugenaussage wurde große Bedeutung beigemessen, da die Ereignisse der einzige Fall einer Massentötung waren, für den Milošević direkt angeklagt werden würde. Sie sagte, dass sie bei ihren im Artikel der Weltwoche wiedergegebenen Aussagen bleibe. Sie bekräftigte kategorisch, dass die Szenerie in Račak nicht gestellt worden sei und die Opfer an dem Platz gestorben seien, wo sie erschossen wurden. Sie bestritt ihre vom WDR gesendete Aussage, die gelautet hatte: „Ich bin mir bewusst, dass man sagen könnte, die ganze Szene in diesem kleinen Tal sei arrangiert gewesen. […] Diesen Schluss legen unsere ersten Untersuchungsergebnisse genauso nah wie auch unsere späteren forensischen Untersuchungen, die wir im November 1999 direkt vor Ort vorgenommen haben.“ Dass die meisten Leichen bis zu einem gewissen Grad nach dem Tod bewegt worden waren, erklärte sie damit, dass die Körper mit einem nach unten weisenden Gesicht aufgefunden wurden und identifiziert werden mussten. Auf die Frage, ob die viellagige Bekleidung der Getöteten nicht für ein Leben in den Bergen oder Schützengräben wie bei UÇK-Kämpfern spreche, zumal mehrere Zeugen der Anklage ausgesagt hatten, die Häuser bei der Schießerei in Račak in normaler Kleidung verlassen zu haben, entgegnete sie, dass dieses auch für Leute mit mangelhaft beheizten Räumen im Winter üblich sei. Sie wies Milošević darauf hin, dass sie nicht gesagt habe, dass es sich bei den Toten um Zivilisten handelt, sondern dass sie lediglich gesagt habe, es gebe keine Anzeichen dafür, dass es sich um etwas anderes als Zivilisten handelt. Ranta räumte ein, es könne aus den Befunden nicht geschlossen werden, dass die tödlichen Schüsse aus kurzer Distanz erfolgt sind. Die Abgabe einer eigenen Einschätzung, ob die Getöteten Opfer eines Gefechts oder einer Hinrichtung wurden, lehnte sie ab. Die forensische Untersuchung habe keine Anhaltspunkte dafür geboten, ob die Personen in einem Gefecht, auf der Flucht oder durch eine Hinrichtung gestorben sind. Die Erklärung von Milošević, sie sei bei der Erstellung ihres Untersuchungsberichts beeinflusst worden, den Weg für einen NATO-Angriff auf Jugoslawien zu ebnen, wies sie scharf zurück. Sie stritt ab, „Ziel irgendeiner Art von Manipulationen“ gewesen zu sein.

#### Ereignisse nach Rantas Aussage im Milošević-Prozess
Am 14. März 2006 beendete die Strafkammer des Haager Tribunals die Verfahren gegen den am 11. März 2006 verstorbenen Slobodan Milošević.
In einem russischen Dokumentarfilm von 2007 und in der serbischen Presse erschienen kurze Aussagen von Helena Ranta, die erneut ihre Distanzierung von der Sicht- und Handlungsweise Walkers betonen.
Die seit 1999 bestehenden Vorwürfe, der Vorfall in Račak sei „für eine zusätzliche Verschärfung des Konflikts und als Rechtfertigung für die weitere militärische Eskalation“ instrumentalisiert worden, wurden erneut erhoben, als die Presse meldete, dass Helena Ranta verordnet wurde, Stillschweigen über ihren Abschlussbericht zu wahren. In diesem Abschlussbericht konnte entgegen der verbreiteten Deutung des Zwischenberichts von 1999 nicht mehr geschlossen werden, dass es sich bei den Toten um albanische Zivilisten handelt, die aus nächster Nähe exekutiert wurden, wie Ranta in ihrer von einem Redaktionsleiter der Helsingin Sanomat geschriebenen Biographie (Kaius Niemi, Helena Ranta Ihmisen jälki, Kirjapaja 2008) mitteilte. In dieser Biographie erklärte Helena Ranta auch, es habe von offizieller westlicher Seite Versuche gegeben, Einfluss auf ihre Untersuchungsberichte zu nehmen. Es sei sowohl 1999 vom Leiter der OSZE-KVM, William Walker, als auch 2000 vom finnischen Außenministerium (Außenminister war damals Pertti Torstila) Druck auf sie ausgeübt worden, die serbische Seite für den Vorfall in Račak in schärferer Weise verantwortlich zu machen.
Slaviša Dobričanin, Direktor des Gerichtsmedizinischen Instituts der Universität von Priština und einer der Experten des jugoslawischen Teams, erhob 2008 schwere Vorwürfe gegen Helena Ranta, sie sei keine „gerichtsmedizinische Expertin“, sondern ein „politischer Handlanger“. Obwohl sich das finnische und das jugoslawische Team in keinem einzigen Resultat bezüglich der Todesursachen der 40 obduzierten Leichen uneins gewesen seien, habe Ranta nach der Beendigung der Obduktionen einen von diesen Resultaten abweichenden Bericht vorgetragen. Die tatsächlichen Resultate hätten Darstellungen eines Massakers mit „aufgeschlitzten Kehlen und sichtbaren Messerschnitten“, wie es von Madeleine Albright und William Walker behauptet worden sei, widerlegt. Alle Getöteten seien außerordentlich warm bekleidet gewesen, mit mehreren Lagen von Unterwäsche, von Jacken und von Hosen. Die Obduktionen hätten klar ergeben, dass sie alle in der Bewegung getötet wurden, entweder in den Gräben oder daneben oder beim Laufen. Die Richtungen der Wundkanäle und die Flugbahnen der ein- und austretenden Projektile hätten ein Hinrichtungsszenario absolut ausgeschlossen. Alle „Terroristen“ seien im Kampf getötet worden, was auch die finnischen Pathologen bestätigt hätten. Es habe keine sonstigen Anzeichen für Gewalteinwirkung vor oder nach dem Tod gegeben. Er warf die Frage auf, wenn nur 40 Leichen obduziert wurden, warum Walker von 45 spreche, wo die übrigen fünf seien. Von den 40 untersuchten Leichen seien 39 männlich gewesen und von ihnen wiederum 36 von der serbischen Polizei identifiziert. Nur die drei nicht Identifizierten seien nicht beschnitten, also nicht muslimisch. Möglicherweise seien diese drei ausländische Söldner oder Instrukteure gewesen, die die Terroristen ausgebildet haben und mit ihnen gestorben sind. Möglicherweise hätten sie zu den fünf fehlenden Leichen gehört, interessanterweise habe vor dem Haager Tribunal niemand auf eine Klärung bestanden. Die jüngste der 40 untersuchten Leichen sei ein 17-jähriger junger Mann gewesen, die einzige, darunter befindliche Frau sei die 22 Jahre alte Tochter des UÇK-Kommandeurs der sogenannten Račak-Einheit gewesen, die an der Seite ihres Vaters gestorben sei und an deren Händen sich Schmauchreste gefunden hätten. Der Zugang zu der Pressekonferenz am 17. März 1999 sei den Mitgliedern des jugoslawischen forensischen Teams nicht erlaubt worden. Dort habe Helena Ranta einen gefälschten Bericht vorgetragen, den sie in undenkbarer Weise nicht im Namen ihres Teams, sondern als ihre persönliche Meinung abgegeben habe. Auch die finnischen Experten, so Dobričanin, hätten in zwei wissenschaftlichen Journalen ihre Meinung kundgetan und entgegen der Darstellung von Ranta genau die von ihm aufgeführten und 1999 von den verschiedenen Teams gemeinsam erstellten Resultate bestätigt.
Am 23. Februar erging das Urteil des ICTY im Prozess gegen Vlastimir Đorđević, der unter anderem bezüglich des Vorfalls in Račak angeklagt war. Das Urteil beinhaltet Schilderungen über Ereignisse bei dem Vorfall in Račak aus Sicht des Gerichts, die weitgehend auf Aussagen von OSZE-Mitarbeitern wie John Drewienkiewicz und Joseph Michel Maisonneuve beruhen. Die Anklagepunkte, in denen Đorđević für schuldig befunden wurde, enthalten keine Hinweise auf den Vorfall in Račak.

### Details zu den forensischen Untersuchungen
- Mitglieder des finnischen Experten-Teams in Račak (European Union Forensic Expert Team, Teamleitung: Helena Ranta): Forensische Pathologie: Antti Penttilä, Kaisa Lalu, Juha Rainio; Forensische Dontologie: Matti Turunen.[181] Auch bei den späteren Spurensicherungen war Helena Ranta Leiterin des finnischen Teams. An diesem waren ein leitender Investigator und fünf weitere forensische Investigatoren beteiligt. Es gab einen Experten für Topografie, einen für Dokumentation, einen Experten für Ballistik und zwei weitere für Dokumentation.[188]
- Mitglieder des jugoslawischen Experten-Teams in Račak: Slaviša Dobričanin (Koordinator, Pristina), Miloš Tasić (Novi Sad), Vujadin Otašević (Niš), Dušan Dunjić (Belgrad).[181]
- Mitglieder des belarussischen Experten-Teams in Račak: Vladimir Kuzmichov, Oleg Levkovich.[181]

- Insgesamt waren von den 40 Obduktionen 16, vom 19. bis zum 21. Januar 1999, vom jugoslawischen Team begonnen oder durchgeführt und vom finnischen äußerlich nachgeprüft worden. 14 Obduktionen waren, vom 22. bis zum 29. Januar, von einem der vier jugoslawischen Professoren durchgeführt worden, unter Beobachtung eines der finnischen Pathologen und der zwei belarussischen forensischen Pathologen. Und 10 Obduktionen waren, am 23., 26. und 27. Januar, von zwei finnischen forensischen Pathologen durchgeführt worden, unter Beobachtung der zwei belarussischen und eines der jugoslawischen forensischen Pathologen.[56][181]

- Vor Beginn der Obduktionen hatten jugoslawische Behörden den Leichen Untersuchungsnummern gegeben, die nicht mit der Reihenfolge der Obduktionen übereinstimmen. Für die 16 Obduktionen, die vor Teilnahme des EU-FET durchgeführt wurden, ergab sich daher eine teilweise springende Nummerierung als RA-1, RA-12, RA-13 etc. Das EU-FET verwendete ebenfalls die behördliche Nummerierung, ergänzt durch einen fortlaufenden Zusatz, so dass die Nummern RA-12-7025F – RA-13-7040F die Reihenfolge ihrer eigenen Untersuchungen anzeigen. In entsprechender Weise wurden die 24 Körper, die in Anwesenheit des EU-FET von den anderen Experten obduziert wurden, als RA-27-7001F – RA-3-7024F nummeriert.[56]

- Die 40 untersuchten Getöteten weisen eine variierende Anzahl von Schussverletzungen (von 1 bis zu 20) und keine weiteren bedeutenden Verletzungen auf. Todesursache sind in allen Fällen Schussverletzungen.[56][242] In sechs Fällen wurde eine einzelne Schussverletzung gefunden, in zwei Fällen über 16.[56]
- 39 der Untersuchten waren männlich, einer war weiblich. Das durchschnittlich geschätzte Alter betrug 43 Jahre. Einer wurde jünger als 15 Jahre geschätzt, acht älter als 55 Jahre.[56]
- Die meisten Eintrittswunden der 40 Untersuchten hatten Durchmesser unterhalb von 15 mm. In elf Fällen war ein anhaltender Beschuss wahrscheinlich. Kugeln oder Kugelfragmente waren in einigen Körpern vorhanden. Die verwendeten Waffen müssen mächtig, von verhältnismäßig kleinem Kaliber und für Dauerfeuer geeignet gewesen sein, höchstwahrscheinlich ein Sturmgewehr.[56]
- Bei 39 der 40 Untersuchten fand sich kein Beweis für Nahdistanz- oder aufgesetzte Schüsse.[243]
- Sechs der 40 Untersuchten hatten nachhaltige postmortale Beschädigungen, höchstwahrscheinlich von Tieren zugefügt. Die postmortale Enthauptung zweier der Untersuchten ist vermutlich von Tieren nach einer schweren Beschädigung des Kopfes bewirkt worden. Es gab keinerlei Anzeichen von postmortalen Verstümmelungen.[56]
- Die seit dem Tod vergangene Zeit ist für alle Untersuchten als gleich eingeschätzt worden.[56] Eine genauere Eingrenzung, ob der Tod bei den 40 Untersuchten beispielsweise innerhalb einer Zeitspanne von Stunden oder am selben Tag eingetreten ist, konnte nach Angabe Rantas vor dem Haager Tribunal nicht gegeben werden.[244]
- Das EU-FET hat Daten für die Identifikation der Leichen erhoben. Die örtlichen Behörden waren verantwortlich für die Bestätigung der Identifikation der Untersuchten und für die Auslieferung an die Familien.[56]
- Nach den anfänglichen Berichten über die Ereignisse in Račak betrug die Anzahl der Getöteten 45. Dennoch wurden nur 40 Körper im Gerichtsmedizinischen Institut der Universität von Pristina eingeliefert. Die EU-FET war nicht in der Lage, die Beweismittelkette in Bezug auf die Lokalisation der Leichen am Tatort und ihren Transport zum Gerichtsmedizinischen Institut der Universität von Pristina zu erhärten.[56] Das finnische Team konnte daher nicht bestätigen, dass es sich bei den untersuchten Leichen überhaupt um die Getöteten aus Račak handelt.[56][163] Auch der Tathergang konnte nicht bestätigt werden.[56]
- Der getötete Junge (RA-13-7040F, laut Identifikation der 13-jährige Halim Beqiri), der nach dem OSZE-Bericht einen Schuss ins Genick aufgewiesen haben soll und nach Presseberichten durch Genickschuss getötet worden war, wurde nach den Ergebnissen der forensischen Untersuchung durch einen nicht aus Nahdistanz abgegebenen Schuss in den Rücken getötet.[80][245]

### Details zu Zeugenaussagen vor dem Haager Tribunal
Bei den Prozessen vor dem Haager Tribunal gegen Slobodan Milošević und andere serbisch-jugoslawische Führungsspitzen wurden für den Fall Račak unter anderem die Frage nach der Verantwortlichkeit für die serbisch-jugoslawische Operation (dem Ministerium für Innere Angelegenheiten (MUP) unterstellte Polizeieinheiten oder jugoslawisches Militär etc.), die Frage nach der Identität der Opfer (Namensermittlung nach behördlicher Identifikation, gerichtsmedizinischer Identifikationsdaten, Zeugenaussagen etc.) oder die Frage nach dem Status der Opfer (Zivilisten, UÇK-Angehörige etc.) berührt.
Der kanadische General und KVM-Verifikateur Joseph Michel Maisonneuve, der in seinem Bericht vom 16. Januar von dem Tod von acht Račak-Kämpfern ausgegangen war, sagte als Zeuge aus, nach seiner Einschätzung sei Račak schwach verteidigt gewesen. Die Angreifer hätten Zivilisten unter schweres Feuer genommen. Die militärische Operation sei aus seiner Sicht nicht legitim gewesen, da er am 16. Januar unter den Leichen eine vermutlich 18-jährige junge Frau und einen zwölfjährigen Jungen gesehen habe. Laut Maisonneuve waren die meisten Opfer Zivilisten, darunter vor allem ältere Männer. Sie hätten eher wie Bauern ausgesehen, nicht wie UÇK-Mitglieder.
Danica Marinković, die zuständige serbische Untersuchungsrichterin sagte vor dem Haager Tribunal aus, die von ihr in der Moschee untersuchten Körper seien nicht identisch mit den Körpern, die ihr in einer Videoaufnahme von der KVM vor Gericht gezeigt wurden. Die Leichen in der Moschee hätten keine Schüsse in den Kopf aufgewiesen, es seien keine geköpften Leichen darunter gewesen. Das Gericht lehnte 2011 im Urteil gegen Vlastimir Đorđević die Aussagen Marinkovićs mit Hinweis darauf ab, dass sie in einigen Punkten den Angaben internationaler Beobachter widersprachen, von deren „Aufrichtigkeit und genauen Berichten“ sich das Gericht „beeindruckt“ zeigte. Die Strafkammer befand, in Bezug auf den 18. Januar 1999 sei dem Gericht eine „inszenierte Szene vorgestellt worden, vorbereitet von der Polizei, ausgelegt dazu, einen falschen Eindruck von den wahren Begebenheiten zu vermitteln“. Sie bemängelte unter anderem, dass sich laut Marinković kein Kind unter den Toten befunden haben soll, dass die Bekleidung der Leichen ihrer Beschreibung nach Militärutensilien enthalten haben soll, und dass sie ein UÇK-Hauptquartier gesehen haben will, während die internationalen Beobachter keines gesehen hätten. In der serbischen TV-Dokumentation Račak – laži i istine wird zu der Schilderung von Slaviša Dobričanin über sein Eintreffen in der Moschee in Račak am 18. Januar 1999 eine dort ankommende Untersuchungsgruppe gezeigt. Entgegen ihrer später vor dem Haager Tribunal getätigten Aussage, in der Moschee in Račak 40, bis auf eine Ausnahme männliche, Leichen vorgefunden zu haben, erklärt Marinković in diesen Filmaufnahmen vom 18. Januar nach offenbar oberflächlicher Inspektion, es seien 45 Leichen vorhanden, darunter weder Frauen noch Kinder oder Massakrierte, die nun in das Institut für Pathologie in Priština transportiert würden.
Weiter sagte Danica Marinković vor dem Haager Tribunal im März 2005 als Zeugin aus, dass sie die Toten am 18. Januar 1999 in der Moschee von Račak anhand der Fingerabdrücke identifiziert und am 10. Februar 1999 im Institut für Gerichtsmedizin in Priština den Angehörigen gegen Unterschrift übergeben habe, wonach sie durch Vergleich festgestellt habe, dass von den 40 von ihr in der Moschee in Račak vorgefundenen und identifizierten Toten vier in der Anklageschrift nicht mehr aufgeführt, sondern zum Teil durch völlig andere Namen ersetzt worden seien, so dass nur 36 der 40 in der Moschee in Račak vorgefundenen Leichen mit denen der 45 in „Schedule A“ der Anklageschrift genannten Namen übereinstimmten. Marinković gab vor Gericht auf Anfrage sowohl die Namen der neun in der Anklageschrift genannten Toten an, die nach ihren Ergebnissen nicht in der Moschee in Račak vorgefunden worden waren, als auch die der vier in der Moschee in Račak vorgefundenen Toten, die demnach in der Anklageschrift fehlten.
Der Körper einer Frau (Ljuta Aslani bzw. Lute Asllani), die laut der Anklageschrift auf ein Alter von 30 Jahren geschätzt wurde, hatte sich demnach laut Marinković nicht unter den Leichen in der Moschee in Račak befunden.
Über die zweite der beiden Frauen auf der Todesopferliste der Anklageschrift (Hanumshah Mehmeti) sagte Marinković im März 2005 aus, dass sie die einzige weibliche Person unter den 40 in der Moschee in Račak vorgefundenen Leichen gewesen sei. Sie sei Mitglied der UÇK in Račak gewesen, ebenso wie ihre drei Brüder und ihr Vater, der Kommandeur des UÇK-Stabes in der Region gewesen sei. Nach der Zeugenaussage eines Cousins, Agron Mehmeti, vom Juni 2002 wurden die 22-jährige Hanumshah Mehmeti und ihr Vater beim Beschuss von verschiedenen Seiten getötet, als sie auf der Straße gingen.
Bo Adam, Reporter der Berliner Zeitung, der am 23. März 2000 nach Račak gekommen war, sagte vor dem Haager Tribunal im Januar 2005 aus, dass er am selben Tag auch den Friedhof in Malopoljce aufgesucht habe. Der dortige UÇK-Wachsoldat habe seinem Fahrer gesagt, dass es sich bei den Bestatteten auf dem Friedhof um „UÇK-Soldaten“ handele, die in Račak gestorben sind. Adam habe sich zehn Namen der Bestatteten von den Gräbern notieren können.
Dragan Jasović, Polizeikommissar in der Polizeiwache von Uroševac (alban.: Ferizaj), in dessen Zuständigkeitsbereich Račak damals fiel, hatte nach eigener Angabe am 16. Januar 1999 90 ethnische Albaner „befragt“ und ihre Stellungnahmen tippen und unterschreiben lassen. Er legte dem Gericht im April 2005 Dokumente vor, um zu belegen, dass 30 der 45 Getöteten als UÇK-Kämpfer ermittelt wurden (darunter 14 bereits vor und 16 erst nach dem Vorfall in Račak) und dass die Leichen von fünf UÇK-Kämpfern nicht in der Moschee vorgefunden wurden. Gegen Dragan Jasović als Zeuge vor dem Tribunal wurde vorgebracht, in der Polizeiwache in Uroševac habe man das Ziel verfolgt, ein Massaker zu verschleiern. Im Juni 2005 bezeugte Jasović vor dem Haager Tribunal im Milošević-Prozess Aussagen in einem Dokument seines Vorgesetzten Bogoljub Janićijević: dass die bei der Aktion getötete junge Frau die Tochter Hanumshah von Sadik Mujota gewesen sei. Vater und Tochter seien beide aktive Mitglieder der UÇK gewesen und am 15. Januar 1999 „liquidiert“ worden. Der Richter O-Gon Kwon und der Chefankläger Geoffrey Nice stellten fest, dass der Name der Frau weder auf der Liste Schedule A der Anklageschrift noch auf den Listen „Fallen Heroes“ oder „Phoenix“ stehe. Geoffrey Nice erklärte, dass sie nicht identisch mit der in der Anklageschrift aufgeführten Hanumshah Mehmeti sei und dass sie als möglicherweise eine von neun Toten fortgebracht worden sei.
Laut Bericht des Spiegels von 2001 war der Funkverkehr der UÇK um die Jahreswende 1998/1999 aufgrund technischer Beschränkung nicht verschlüsselt. Die wenigen von der UÇK verwendeten Funktelefone, über die alle wichtigen Einsatzbefehle der UÇK liefen und die aus Kostengründen in Frankreich angemeldet waren, seien vom französischen Geheimdienst abgehört worden. Der französische Geheimdienst habe an das Haager Tribunal einige Abhörprotokolle weitergegeben, die einen der wichtigsten, potentiellen Zeugen der Anklage diskreditierten und die UÇK auch in Bezug auf Račak kompromittieren. Demnach soll sich ergeben haben, dass die Bürgerwehr, die von dem ursprünglich von der Anklage als Belastungszeuge eingeplanten Kosovoalbaner in Račak mit organisiert wurde, in den Tagen vor dem Vorfall in Račak eng mit UÇK-Kämpfern zusammenarbeitete. Dem Spiegel nach haben entgegen den Beteuerungen vieler Dorfbewohner einige der späteren Opfer noch wenige Tage vor dem Vorfall gegen die anrückenden Serben gekämpft. Als der Zeuge der Verteidigung Bo Adam auf den Bericht im Spiegel, auf eine parallel zur UÇK im Dorf bestehende, nichtuniformierte Miliz und die geheimdienstlichen Abhörprotokolle in seiner Zeugenaussage vor dem Haager Tribunal im Januar 2005 Bezug nahm, erklärte Chefankläger Geoffrey Nice, dass der Anklage keine solchen Informationen zur Verfügung stünden.
Shukri Buja, der UÇK-Kommandeur über die gesamte Nerodimlje-Zone (Nerodime-Zone) zur Zeit des Vorfalls, war der wichtigste Zeuge der Anklage zum Vorfall in Račak. Am 8. und 10. Januar 1999 hatte er in der unmittelbaren Umgebung von Račak Angriffe auf Polizeipatrouillen durchgeführt, bei denen es mehrere Opfer unter den Polizisten gab. Er sagte im Juni 2002 vor dem Haager Tribunal aus, dass der Stab des Hauptquartiers der UÇK in Malopoljce (alban.: Mullopolc) verortet war. In Račak habe sich neben Schützengräben auch ein Bunker und ein wichtiger Stützpunkt der UÇK, der sogenannten Račak-Einheit (Bataillon 2 der Brigade 161) mit mehreren Häusern befunden. Die Befestigungsarbeiten an Schützengräben, Unterständen, Beobachtungspunkten und dem Bunker für schwere Waffen seien von einer aus Dorfbewohnern rekrutierten „Zivilverteidigung“ verrichtet worden. Entgegen der Anklageführung und Zeugen der Anklage berichtete Buja weiter, dass die UÇK-Kämpfer in der Nerodimlje-Zone nicht nur über automatische Gewehre wie AK-47 und M48, sondern auch über tragbare „Granatwerfer“ Kaliber 60 mm und Mörser Kaliber 500 mm verfügten. Die UÇK habe die Polizei bei dem Vorfall in Račak auch mit Mörser (500 mm) und schwerem Maschinengewehr (Browning, 12,7 mm) beschossen. Buja erklärte, er habe fest mit einem Angriff auf Račak gerechnet und am 13. Januar 1999 die noch im Dorf verbliebenen Zivilisten gewarnt, damit sie rechtzeitig das Dorf verlassen könnten, was die meisten getan hätten. In einem Haus seien 47 „UÇK-Soldaten“ untergebracht gewesen. Gleich nach Beginn der Kämpfe am 15. Januar hätten die UÇK-Kämpfer versucht, die Schützengräben und geschützten Stellungen zu besetzen. Dabei seien acht Kämpfer ums Leben gekommen, davon zwei schon beim Verlassen des Hauses. Buja bestätigte, dass zwei über 60-jährige Männer, die auf einem Foto unter den Račak-Opfern zu sehen sind, der UÇK angehört und am Kampf in Račak teilgenommen hatten. Der Tod dieser beiden älteren Männer war zuvor von der Anklage als Beweis dafür betrachtet worden, dass es sich bei dieser Gruppe um umgebrachte Zivilisten gehandelt haben müsse.
Drei Zeugen der Anklage, die am 15. Januar 1999 in Račak gewesen waren, bestritten, dass es in Račak UÇK-Kämpfer gegeben habe. Sie sagten, im Dorf seien alle unbewaffnet gewesen, und UÇK-Kämpfer hätten nur Jagdgewehre gehabt. Alle drei bezeugten, Gräueltaten wie herausgerissene Herzen und ausgestochene Augen gesehen zu haben.

### Opfer und Verluste
Zur Zahl der Toten auf der kosovo-albanischen Seite und deren Verteilung auf Zivilisten und bewaffnete Kämpfer existieren widersprüchliche Angaben. In verschiedenen Publikationen wird die Zahl von 45 Opfern genannt. Laut den forensischen Experten wurden „40 bis 45“ Leichen in Račak und in der Nähe des Dorfes gefunden; 40 Leichen wurden obduziert. Die OSZE-Verifikateure stellten vor Ort 40 Tote fest, darunter eine Frau und ein Kind. William Walker gab 45 Tote an, darunter drei Frauen und ein Kind. Human Rights Watch berichtete von 45 Toten, darunter mindestens zwei Frauen, ein zwölfjähriger Junge und neun UÇK-Soldaten. In der Anklageschrift des Haager Tribunals werden 45 Todesopfer namentlich aufgeführt, darunter zwei Frauen und ein etwa 13-jähriger Junge. Laut Judith Armatta waren sich Anklage und Verteidigung darüber einig, dass „am Ende des Tages 50 Kosovaren, darunter ein 12-jähriger Junge und ein 15-jähriges Mädchen“, tot gewesen seien. Die Anklage behauptete, 42 der Toten seien unbewaffnete Zivilisten gewesen. Die in der Anklageschrift verwendete Formulierung „in Račak“ muss in einem weiteren Sinn verstanden werden.
Zur Frage der Verluste auf serbisch-jugoslawischer Seite am 15. Januar 1999 in und um Račak finden sich nur wenige und oft nur vage Hinweise in den Medienberichten. Laut dem Polizeichef (SUP) von Uroševac, Bogoljub Janićijević, wurde ein Polizist am 15. Januar verwundet. Im Zuge der weiteren Auseinandersetzungen mit der UÇK um den Ort wurden am 18. und 19. Januar zwei Polizisten und ein weiteres Mitglied der Polizei getötet, darunter auch der Leiter der Polizeiaktion vom Morgen des 15. Januar, Milo Mikić, der am 19. Januar umkam. 17 Serben sollen bei dem „Kampf um die Leichen“ am 18. Januar 1999 vor der Moschee in Račak getötet worden sein.

### Gedenken
In Račak wurde eine Gedenkstätte geschaffen (Kompleksin Përkujtimor të Reçakut oder Kompleksi Përkujtimor „Masakra e Reçakut“, sinngemäß „Mahnmalsanlage von Račak“ oder „Mahnmalsanlage ‚Massaker von Račak‘“). Entwürfe waren im Jahr 2004 vorgestellt worden. Ab 2008 wurde die Anlage realisiert, finanziert vom „Ministerium für Umwelt und Raumplanung des Kosovo“ (Ministria e Mjedisit dhe Planifikimit Hapsinor e Kosovës). In der Gedenkstätte befindet sich eine Mauer, an der 44 Tafeln jeweils mit Name, Geburtsdatum und Todesdatum angebracht wurden, die die Opfer des „Massakers von Račak“ repräsentieren sollen. Einer der Zugangswege zu dem Komplex ist nach dem Leiter der OSZE-KVM, William Walker, benannt worden.
Zum 15. Januar 2009 führte die PTK („Post- und Telekommunikationsgesellschaft Kosovos“) je eine 50-Cent- und 70-Cent-Briefmarke mit dem in Albanisch, Englisch und Serbisch aufgedruckten Text „10. Jahrestag des Massakers von Reçak“ ein. Auf der Internetseite der Post des Kosovo hieß es dazu, die Briefmarken sollten an die Märtyrer, ihre Familienmitglieder und an die schwere Tragödie erinnern, „die nicht nur den Einwohnern von Reçak, sondern dem ganzen Kosovo widerfahren“ sei. Der Chief Executive Officer der PTK sagte bei der Vorstellung der Briefmarken, das Datum des Massakers sei für die ganze Menschheit von hoher Bedeutung. Die 50-Cent-Marke zeigt ein Porträt von William Walker. Auf der Hauptkundgebung in Štimlje wurde William Walker eine Plakette mit der Marke, die sein Porträt trägt, überreicht.
Die in Priština ansässige Kosovo-News erinnerte zum 14. Jahrestag an die 45 in der Anklageschrift des Haager Tribunals genannten Opfer und listete sie namentlich auf. Der Bericht stellte sie als „45 unbewaffnete Zivilisten“ dar.

## Kritik zur Untersuchung und Aufklärung des Vorfalls
Objektivität und Effektivität bei der Untersuchung und Aufklärung der Ereignisse vom 15. Januar 1999 in Račak werden in der Literatur unterschiedlich eingeschätzt. Die Stichhaltigkeit und Vollständigkeit in der Öffentlichkeit präsentierter Ergebnisse und die Angemessenheit daraus abgeleiteter Bewertungen, Folgerungen und Reaktionen wurden vielfach in Frage gestellt oder bestritten. Insbesondere die Vorgehensweise von Teilen der OSZE-KVM, die Präsentation der gerichtsmedizinischen Ergebnisse, die Prozesse vor dem Haager Kriegstribunal gegen Mitglieder der jugoslawischen Führung und die mediale Aufbereitung der Vorgänge sind Gegenstand zum Teil heftiger Kontroversen, die nicht nur zwischen den (ehemaligen) Kriegsparteien geführt wurden.

### Vorwürfe zur Rolle von William Walker und OSZE-KVM
Gegen den Leiter der OSZE-KVM, William (Graham) Walker, wurden von westlicher wie auch von serbischer Seite schwere Vorwürfe erhoben, die neben seiner persönlichen Vorgeschichte sowohl seine generelle Vorgehensweise während der Mission im Kosovo als auch seine Betätigung in Bezug auf den Vorfall in Račak betreffen:
Zweifel an der allgemeinen Glaubwürdigkeit Walkers in Bezug auf Menschenrechtsfragen wurden laut, die auf die berufliche Vergangenheit Walkers anspielen, der unter anderem 1988 bis 1992 US-Botschafter in Honduras und El Salvador gewesen war, hohe diplomatische Posten in Brasilien, Honduras, Peru, Bolivien, Japan und Panama bekleidet hatte und von 1985 bis 1988 zudem stellvertretender Unterstaatssekretär im US-Außenministerium gewesen war, bis er Mitte 1997 auf dem Balkan zum Einsatz kam und 1998 von den USA, persönlich ausgewählt durch Madeleine Albright, als Chef der OSZE-Mission durchgesetzt wurde. Sein Ansehen war beschädigt, seit er in den 1980er Jahren dafür verantwortlich gemacht wurde, Menschenrechtsverletzungen in Mittelamerika gedeckt oder geduldet zu haben, wo er im Rahmen der US-amerikanischen Politikführung gegenüber den sogenannten Bananenrepubliken in die illegale Bewaffnung der Contras verwickelt war, während der Regierungszeit Ronald Reagans als Botschafter in El Salvador blutige staatliche Sicherheitsmaßnahmen vertuscht und für die US-amerikanische Zusammenarbeit mit einem repressiven Diktatorialregime in Guatemala verantwortlich gewesen sein soll, für die US-Präsident Clinton etwa zur Zeit des Kosovokriegs auf einer Reise in Mittelamerika öffentlich um Entschuldigung bat. Walkers Funktion als Botschafter in El Salvador zu einer Zeit, als die USA die dortige Regierung während eines Massenmords an 40.000 linksgerichteten Oppositionellen unterstützt hatte, ließ die serbische Seite von Beginn an enge Verbindungen seiner Person zum US-amerikanischen Geheimdienst vermuten und seine Einsetzung zum Leiter der KVM mit Argwohn betrachten. Walkers französischer Stellvertreter, Gabriel Keller, demgegenüber als ehemaligem Geschäftsträger der französischen Botschaft in Belgrad eher die kosovo-albanischen Seite skeptisch gegenübergestanden haben soll, berichtete von einer „weitverbreiteten Überzeugung in der serbischen öffentlichen Meinung, dass die OSZE verdeckt für die NATO arbeitete“, dass sie nach einer „versteckten Agenda“ vorgehe. Viele Mitglieder der KVM sollen den Eindruck gehabt haben, dass Walkers Handlungsweise während der Mission genau diesen Eindruck verstärkte.
Nach Michael Mandel täuscht die Vorstellung, bei dem Leiter einer OSZE-Mission, die durch eine UN-Resolution bestätigt ist, müsse es sich um einen europäischen Technokraten handeln, der die „Internationale Gemeinschaft“ vertrete. Walker sei im Gegenteil vor, während und nach der Zeit in Račak ein amerikanischer Karrierediplomat und Vollzeit-Beschäftigter des US-Außenministeriums gewesen, der sein Leben lang US-amerikanische Interessen vertreten habe, wobei er Verbrechen gegen die Menschlichkeit nicht angeklagt, sondern zu der nächtlichen Ermordung der sechs Jesuiten-Priester, ihrer Haushälterin und deren 15-jährigen Tochter durch salvadorianische Soldaten des US-trainierten Batallón Atlácatl gesagt habe: „Ich dulde es nicht stillschweigend, aber in Zeiten wie dieser von großer Emotion und großer Wut, geschehen solche Dinge.“ Eine Woche vor dem Vorfall in Račak erklärte Walker bei einem Briefing: „Lassen sie mich beginnen, indem ich jeden im Raum daran erinnere, dass ich, obwohl ich als Leiter der OSZE vorgestellt wurde, ein im Dienst befindlicher Berufsbeamter im Außendienst bin; aber in meiner jetzigen Eigenschaft, schätze ich, spreche ich im Namen der OSZE in Vienna und der KVM Mission in Pristina.“
Captain Roland Keith (KVM) urteilte über Walker, dass dieser nicht einfach für die OSZE arbeitete, sondern „Teil der US-amerikanischen, diplomatischen Politik“ gewesen sei, die „Milošević verunglimpft hatte, die serbische Regierung dämonisiert hatte und allgemein diplomatische Unterstützung für die UÇK oder UÇK-Führung bereitstellte“.
Tim Judah geht davon aus, dass eine große Anzahl der KVM-Verifikateure, von denen viele, wenn nicht die meisten, entweder im Dienst befindliche oder außer Dienst gestellte Militärs waren, über gute Verbindungen zu den Geheimdiensten ihrer Länder verfügten. Während aber andere Nationen ihre KDOM-Beobachter als KVM-Verifikateure einsetzten, taten die USA dies nicht, was zu Vermutungen führte, die USA-Verifikateure wollten sich bei ihren Aktivitäten nicht von Freunden und Alliierten beobachten lassen. Die KVM-Verifikateure traten wie auch die US-KDOM-Monitore in unverwechselbar orange lackierten Fahrzeugen in der Provinz auf.
Auch KVM-Kollegen selbst warfen Walker und seinem britischen Stellvertreter John Drewienkiewicz vor, jegliche Zusammenarbeit mit serbisch-jugoslawischen Behörden zurückgewiesen zu haben, diplomatische Mittel zum Schutze der Menschenrechte blockiert zu haben, den Informationsfluss der Mission kontrolliert zu haben und vor allem, die Mission dazu benutzt zu haben, Kontakte mit der UÇK herzustellen und sie dazu ausgebildet zu haben, die NATO zu Zielen für die nachfolgenden Luftangriffe zu leiten. Ende 1998 und Anfang 1999 war eine zunehmend vernehmbare Aufspaltung innerhalb der KVM zwischen Walker und deren meisten europäischen Mitgliedern zu Tage getreten. Während Walker und das US state department sämtliche Vorfälle zum Anlass nahmen, die Serben und Milošević zu bezichtigen, den Waffenstillstand zu brechen und ihre Verpflichtungen nicht einzuhalten, provozierten nach Meinung der europäischen KVM-Mitglieder die UÇK-Rebellen unter US-amerikanischer Ermutigung serbische Angriffe, um eine Einmischung der NATO in den Konflikt zu rechtfertigen. Mit dem Vorfall in Račak brachte er trotz der zu dieser Zeit gegen ihn gewandten europäischen Kritik an seiner Vorgehensweise die Weltmedien auf seine Seite. Walkers französischer Stellvertreter Keller hatte schon am 16. Januar 1999, also einen Tag nach dem Vorfall, gegenüber Le Monde die Bemerkung gemacht, dass mit dem Massaker anscheinend etwas nicht stimme, was als Meinungsverschiedenheit innerhalb der KVM ausgelegt wurde und woraufhin Journalisten und Wissenschaftler sich möglicherweise bestätigt fühlten, Zweifel anzumelden und Nachforschungen einzufordern. Ob es sich um ein Massaker gehandelt hatte, blieb in der OSZE umstritten. Keller zeigte sich verärgert darüber, dass Walker sofort die jugoslawische Führung beschuldigt hatte, ohne einen Untersuchungsbericht abzuwarten.
Als unglaubwürdig wurde Walkers Reaktion nach dem Vorfall in Račak auch mit Hinweis auf sein Verhalten im Dezember 1998 dargestellt. Am 14. Dezember 1998 waren über 30 UÇK-Kämpfer bei einer bewaffneten Auseinandersetzung an der albanischen Grenze getötet worden, als eine Gruppe von etwa 100 Waffen schmuggelnden und von Albanien in den Kosovo eindringenden UÇK-Kämpfern und in einen Hinterhalt jugoslawischer Grenzsoldaten geraten war. Am Abend desselben Tages überfielen Maskierte die vorwiegend von serbischen Studenten und Schülern besuchte Panda-Bar in Peć und erschossen vier serbische bzw. montenegrinische Schüler des Gymnasiums von Peć, zwei weitere Jugendliche starben später im Krankenhaus von Priština. Die KVM untersuchte den Überfall auf die Kaffeebar in Peć nie, was Polónyi als möglichen Hinweis dafür ansieht, dass die KVM Gewalttaten der UÇK teilweise ausblendete. Neutrale Beobachter und Serben hielten den Anschlag auf die Bar in Peć für einen unmittelbaren Racheakt für die an der Grenze getöteten UÇK-Kämpfer, doch das UÇK-Hauptquartier beschuldigte dafür den serbischen Geheimdienst. In dieser Situation verurteilte Walker beide Vorfälle in gleicher Weise. Auf den Vorwurf, damit den Tod von zivilen Jugendlichen durch unbekannte vermummte Täter mit den Verlusten aus einer legitimen militärischen Auseinandersetzung gleichgesetzt zu haben, entgegnete Walker: „Ich denke, der Punkt ist, dass wir wirklich nicht wußten, was in Peć passiert ist. Ja, die Regierung sagte, es waren UÇK-Verbrecher, die hineingekommen waren und die Bar mit Kugeln überschüttet haben. Wenn man nicht weiß, was passiert ist, ist es viel schwieriger sich in Worte zu fassen.“ Alan Little sieht in dieser Haltung Walkers zu dem Anschlag in Peć einen schroffen Widerspruch zu seinem Vorgehen einen Monat später, als der Leiter der KVM dem Vorfall in Račak unmittelbar und noch vor Ort öffentlich als Massaker bezeichnete und ohne entsprechende Untersuchung konkrete Anschuldigungen erhob. Auch Noam Chomsky stellt Walkers Reaktion als unglaubwürdig dar. Walker habe im November 1989 auf die Ermordung jesuitischer Intellektueller in El Salvador ebenso schnell wie auf den Vorfall in Račak reagiert. Doch habe er dabei im Interesse der Täter „beaufsichtigt“, wie die Hauptzeugin von der US-Botschaft und ihrem „salvadorianischen Klienten“ eingeschüchtert wurde, worauf ihre Aussage zurückgezogen wurde. Lange nachdem ein salvadorianischer Oberst einem US-Major bereits berichtet hatte, dass die Armee für die Morde verantwortlich gewesen sei, habe Walker noch versucht, von der offensichtlichen Schuld der Militärs abzulenken und ihre Verantwortung abzustreiten. Als Walker 1999 dann für sein Verhalten in Račak als „Held“ geehrt wurde, äußerte er, er „habe in der Vergangenheit vielleicht nicht genug getan, um Gräueltaten ein Ende zu setzen“ und bedaure sein „Schweigen“ über die Ermordung der Jesuiten, die ihn – wie die Washington Post schrieb – „sprachlos“ gemacht habe.
Der als OSZE-Vertreter und KVM-Verifikateur zu unparteiischer Haltung verpflichtete Walker konnte sich in einem TV-Interview mit der BBC, das im Jahr 2000 ausgestrahlt wurde, und auch als Zeuge der Anklage im Milošević-Prozess vor dem Haager Tribunal nicht daran erinnern, ob er über Račak mit dem NATO-Oberkommandierenden für Europa, Wesley Clark, und anderen wichtigen NATO-Vertretern gesprochen habe, während Clark bereits in der BBC-Dokumentation berichtete, Walker habe ihn noch aus Račak angerufen und den Vorfall aus eigenem Anschein als „Massaker“ beschrieben.
Dem Walker in Hinblick auf die Tataufklärung von verschiedenen Seiten erhobenen Vorwurf, das Gelände nicht zur Beweissicherung abgesperrt zu haben, entgegnete er später: „Ich muss leider zugeben, dass es zu erheblichen Schlampereien kam, doch ich war machtlos. Wir hatten keine Autorität, die Journalisten auf Distanz zu halten. Das hat die Beweislage natürlich kompromittiert. Was soll ich tun, wenn Fernsehreporter mich drängen, mich über eine enthauptete Leiche zu bücken und ernst dreinzuschauen, damit sie dann knackige Bilder ausstrahlen können?“.
Auf die Frage, wie der Widerspruch zwischen dem auf seinen Angaben erstellten OSZE-Sonderbericht über ein angebliches Hinrichtungsszenario und den Ergebnissen der von der EU beauftragten forensischen Untersuchung zu erklären sei, erwiderte Walker: „Ich gebe als Erster zu, dass ich kein Gerichtsmediziner bin. Doch ich sah bei einigen Einschusswunden an der Schläfe, bei anderen an der Stirn und am Hinterkopf. Zu beurteilen wo die Kugeln nun ein- und austraten, dazu fehlt mir die fachliche Kompetenz.“
In ihrer Biographie von 2008 soll Helena Ranta William Walker beschuldigen, sie unter Druck gesetzt zu haben, die serbische Seite schärfer zu bezichtigen. Laut Agence France Presse soll sie darin behaupten: William Walker „wollte, dass ich sage, dass die Serben hinter [den Tötungen] stünden, damit der Krieg beginnen könne“. In einem Dokumentarfilm (2009) kritisierte Ranta, dass Walker als Laie gleich zu Beginn den juristischen Begriff „Massaker“ verwendet habe. Walker sagte dazu, Ranta habe in privaten Gesprächen nichts gegen seine Schlussfolgerung einzuwenden gehabt, dass es sich um eine Hinrichtung Unbewaffneter gehandelt habe.
Während Walker selbst betonte, er habe am 16. Januar 1999 in Račak nur eine einzige Person getroffen, die sich als UÇK-Angehöriger zu erkennen gegeben hat, berichtete der an diesem Tag unter den Walker begleitenden Journalisten befindliche Renaud Girard, es seien sehr viele uniformierte UÇK-Leute, darunter wichtige Personen, vor Ort gewesen. Er habe beobachtet, dass sich Walker etwa 20 Minuten lang in wie privat erscheinenden Gesprächen mit UÇK-Kommandeuren befunden hat. Mit der Veröffentlichung seiner Zweifel an der Version des Tathergangs von Walker habe sich Girard den Zorn Walkers zugezogen, dem an einer „Hollywoodisierung“ der Berichterstattung über Račak gelegen gewesen sei, nach der „böse Leute gute Leute töten und der Westen nur zuschaut, ohne etwas dagegen zu tun“. Als Zeuge der Anklage im Milošević-Prozess vor dem Haager Tribunal, in dem Walkers Aussagen ein bedeutender Platz eingeräumt wurde, wiederholte er auf die Frage, warum er in seiner damaligen Erklärung für die Öffentlichkeit nicht mitgeteilt habe, dass sich unter den Toten in Račak Angehörige der UÇK befanden, dass er das nicht gewusst habe. Darauf ließ der Angeklagte einen Video-Film im Gericht zeigen, auf dem zu sehen ist, dass Walker bei seiner Besichtigung der Toten von Račak von UCK-Kämpfern umgeben war. Auch zu dem Vorwurf, bereits am 16. Januar 1999 die NATO-Führung bereits angerufen und ihr gegenüber den Vorfall als Massaker dargestellt zu haben, antwortete Walker mehrfach, sich nicht erinnern zu können, das getan zu haben. Er blieb auch bei dieser Darstellung, als ihm im Kreuzverhör als Zeuge der Anklage ein BBC-Video vorgespielt wurde, das Wesley Clark zeigt, der aussagt, dass Walker ihn noch am 16. Januar 1999 über ein Mobiltelefon angerufen und ihm mitgeteilt habe, dass er vor den Leichen eines Massaker in Račak stehe.
Vor dem Haager Tribunal warf der Berliner Journalist Bo Adam als Zeuge der Verteidigung der OSZE im Januar 2005 vor, in ihren Berichten seien die UÇK-Präsenz, die Existenz der Kämpfe mit der UÇK und die von der UÇK gemeldeten Verluste an Kämpfern vom 15. Januar 1999 in Račak ausgespart worden. Die OSZE habe diese Informationen zurückgehalten, obwohl sie den Führungsleuten bekannt gewesen seien und auch von den noch bestehenden Strukturen der ECMM (später: EUMM) oder EU-KDOM (EU-Kosovo Diplomatic Observer Mission) weitergeleitet wurden. Zumal am 15. Januar anfangs über die Kämpfe in Račak von Nachrichtenagenturen wie Reuters auch noch berichtet worden sei.
Im März 2005 sagte auch Oberstleutnant Dietmar Hartwig vor dem Haager Tribunal als Zeuge der Verteidigung von Slobodan Milošević für den von ihm beurteilbaren Zeitraum von Ende 1998 bis Mitte März 1999 aus, dass das öffentliche Bild über den Kosovo eindeutig weit von den tatsächlich vor Ort ermittelten Tatsachen abgewichen sei und sich durch eine starke Polarisierung und Einseitigkeit zu Lasten der serbischen Seite ausgezeichnet habe. Hartwig war seit November 1998 für die von der Überwachungsmission der Europäischen Gemeinschaft (ECMM) gestellte EU-KDOM im Kosovo im Einsatz gewesen und hatte in der Zeit vom 1. Januar 1999 bis zur Evakuierung am 19. März 1999 das Regionalbüro der EU-KDOM in Priština geleitet, das über weitere Außenteams in Kosovska Mitrovica, Prizren, Orahovac und in Peć verfügte und für die Lageberichterstattung über die politischen, wirtschaftlichen und religiösen Aspekte in der gesamten Region Kosovo zuständig war. Nach den Ergebnissen seiner Organisation seien die Aggressionen in der Regel von der UÇK ausgegangen oder provoziert worden. Konkrete Hinweise, dass die serbisch-jugoslawische Polizei Zivilisten misshandelt hat, hätten ihm nicht vorgelegen. Seiner Einschätzung nach hätten sich die jugoslawischen Sicherheitskräfte bei der Bekämpfung der UÇK unter den Bedingungen des aus der Deckung der Zivilbevölkerung ausgehenden Partisanenkrieges im Gegensatz zum Meinungsbild im Westen zurückgehalten, um das Holbrooke-Milošević-Abkommen nicht zu gefährden. Angaben des KVM-Leiters Walker und auch von Nichtregierungsorganisationen über Ereignisse und Zahlen seien zum Teil vorschnell gewesen bzw. ganz erheblich von der Realität abgewichen. Der Vorfall in Račak habe dem Bild der Serben in der Weltöffentlichkeit zu einem Zeitpunkt geschadet, als ihnen seit Ende 1998 gerade zunehmend weltweite Sympathien erwuchsen.
Wolfgang Kaufmann, der 1998 das EU-KDOM-Team in Peć aufgebaut hatte, als Leiter des Teams tätig war und bis zur Evakuation am 19. Januar 1999 für das Team in Peć die Lage im Kosovo beobachtet hatte, gibt in seinem Buch von 2004 an, die OSZE sei speziell im Kosovo mit der KVM an der Spitze mit US-amerikanischen Stabsoffizieren besetzt gewesen. Die KVM habe eine „simple“, von ihrem Chef, William Walker, herrührende „Ideologie“ vertreten, die dem „amerikanischen Motto“ gefolgt sei: „Albaner gut, Serben schlecht.“ Nach den Ergebnissen des EU-KDOM-Teams sei die UÇK jedoch selbst kompromisslos gegen die Dorfbevölkerung vorgegangen. Wenn ein kosovo-albanisches Dorf nicht mit der UÇK kooperierte, habe sie zum Beispiel die Dorfältesten oder deren Verwandten ermordet, um Zugeständnisse zu erpressen. Walkers Stellvertreter, General Drewienkiewicz, habe die EU-KDOM indes in herablassender Weise aufgefordert, sich der KVM unterzuordnen, nur nach vorheriger Absprache in das Gelände zu fahren und Gespräche mit hochrangigen Ansprechpartnern der UÇK in Zukunft zu unterlassen, da diese fortan der KVM vorbehalten seien. Die Führung der EU-KDOM in Sarajevo untersagte den Mitarbeitern der EU-KDOM jegliche Form der Kritik an der OSZE in ihren Tagesberichten. Kaufmann selbst halte eine Einschleusung von CIA-Offizieren, wie sie in der englischen Presse für die OSZE-KVM berichtet worden sei, in der „unpolitischen Organisation EUMM“ (also im Kosovo: EU-KDOM) für „völlig undenkbar“. Kein einziges der EU-KDOM-Teams habe von einer Abzeichnung planmäßiger „ethnischer Säuberungen“ des Kosovo vor Kriegsbeginn berichtet. Kaufmann geht von einer „willkürlichen“ oder gar „gezielt verfälschenden Bewertung des Geschehens der späteren Kosovowirren“ von Seiten der USA aus, von der die EU mit Teilen der NATO in einen Krieg geführt wurde. Gegenüber der Möglichkeit, dass die Kriegsführenden lediglich aufgrund einer „oberflächlichen“ Bestandsaufnahme von falschen Voraussetzungen ausgegangen waren, führt er an, dass der Nordatlantikrat noch im Dezember 1998 nach einer Beratung mit William Walker zu dem Ergebnis kam, dass die Provokation in dem Konflikt von der UÇK als Hauptanstifter der Gewalt ausging. Auch direkt nach Abzug der Beobachter am 19. März 1999 habe die UÇK OSZE-Berichten nach Angriffe gestartet.
Franz-Josef Hutsch, bis 1995 Oberleutnant der Bundeswehr, der in den Jahren 1998 und 1999 im Kosovo als Kriegsreporter gearbeitet und im Oktober 2004 als einer der wenigen Zeugen der Verteidigung im Milošević-Prozess nicht an dem Zeugenboykott teilgenommen hatte, bestätigte in einem Interview mit der serbischen Journalistin Mira Beham im November 2004, dass das private US-amerikanische Sicherheits- und Militärunternehmen DynCorp auch das US-Kontingent der OSZE-KVM im Herbst 1998, also kurz vor Beginn der NATO-Luftangriffe stellte und dass nach seinen Recherchen 150 von 200 Beobachtern Mitarbeiter dieser Firma waren. Die meisten US-amerikanischen und britischen Beobachter hätten nicht als neutrale Verifikateure gearbeitet, sondern vor allem Aufklärung für die US-amerikanische Militärzielplanung betrieben und keinerlei internationalen Kontrolle unterstanden. Auch die westlichen Medien hätten die Rolle der privatisierten Kriegsführung nicht untersucht. Die meisten Journalisten seien „1999 willfährige Helfer der NATO“ gewesen. In diesem Zusammenhang sei es aufschlussreich, dass die Verifikateure der OSZE, die Račak untersucht haben, nahezu allesamt Amerikaner und Angestellte der DynCorp waren. Dies zeuge von einem absolut ungewöhnlichen Verfahren, da Beobachter, die zu einem Einsatz aufbrechen – ob von der UNO, der OSZE oder der EU beauftragt – üblicherweise prinzipiell aus mindestens zwei Nationen stammen würden. In Račak aber habe es seinerzeit rein amerikanische Patrouillen gegeben.
Diana Johnstone kritisiert die Qualität des ersten Teils des OSZE-Reports Kosovo/Kosova As Seen, As Told, der von der von William Walker geleiteten KVM für den Gebrauch der Anklagebehörde des Haager Tribunals erstellt worden sei. Dieser erste OSZE-Band, dessen Vorwort von der ICTY-Hauptanklägerin Louise Arbour geschrieben wurde und der unter Beratung und Hilfe des ICTY entstanden sei, verfolgt nach Ansicht von Johnstone und Noam Chomsky die Absicht, belastendes Material für die Anklage jugoslawischer Führungspersonen vor dem Haager Tribunal zu schaffen. Der erste Teil des OSZE-Berichts Kosovo/Kosova As Seen, As Told sei in der Absicht geschaffen worden, als dritte Hauptquelle für den Nachweis „serbischer“ Verbrechen zu dienen, neben Arbours Anklageschrift vom 27. Mai 1999 selbst und dem dieser Anklageschrift vorangegangenen Bericht des US-Außenministeriums „Erasing History“. Für die entscheidende Phase, die zu den NATO-Luftangriffen geführt hätte, sei weder der der Anklagebehörde noch der KVM gelungen, auch nur ein einziges belastendes Ereignis außer dem ungeklärten, aber berühmten „Massaker von Račak“ zu benennen, das laut Chomsky als „isoliertes Ereignis“ untypisch für die serbischen Aktionen vor den NATO-Luftangriffen sei und im Zusammenhang mit einer erheblichen Anzahl gewalttätiger und in verschiedenen internationalen Berichten der Zeit belegten Provokationen von Seiten der UÇK stattgefunden habe. Alle anderen Gewalttaten, die im Bericht Kosovo/Kosova As Seen, As Told wie in der Anklageschrift den Serben zur Last gelegt wurden, hätten dagegen erst nach dem Abzug der KVM-Verifikateure und dem Beginn der NATO-Bombardierung stattgefunden. Daraus folge zum einen, dass sie diese Ereignisse aus Gründen der Logik nicht als Ursache der Luftangriffe angeführt werden dürften. Zum anderen würden die belastenden Angaben aus dem KVM-Bericht aus kosovo-albanischen Quellen stammen und seien unter Bedingungen entstanden, die Manipulation durch die UÇK nicht unwahrscheinlich machten, welche ein Interesse daran gehabt habe, durch die Streuung von Gerüchten serbischer Gräueltaten eine Militärintervention zu rechtfertigen. Die enthaltenen Berichte über die Menschenrechtssituation stammen von Interviews mit Flüchtlingen. Im zweiten Teil des Reports, der erst nach der am 9. Juni 1999 erfolgten Auflösung der KVM von der am 1. Juli 1999 unter Leitung des niederländischen Diplomaten Daan Everts etablierten OMiK („OSCE Mission in Kosovo“) erstellt wurde, stammen die Berichte dagegen von Beobachtern vor Ort.

### Verwirrung um die Schmauchspuren
In dem am 17. März 1999 vorgestellten Bericht des finnischen Teams steht zum Nachweis von Schmauchspuren Folgendes:

“Traditionally, a paraffin test has been used in gunshot residue analysis (GSR). To remove residues from the hand, casting with paraffin has been suggested. This test lacks specificity, however, and at the Interpol meeting in 1968 it was officially stated that it no longer should be used. The most successful technique to date for the analysis of GSR analysis is without doubt the Scanning Electron Microscope with an Energy Dispersive X-Ray Analyzer (SEM-EDX). […] Paraffin test was for the above reasons not used by the Finnish Team. Test samples for SEM-EDX were taken and they proved to be negative.”

„Traditionell wurde ein Paraffin-Test für den Nachweis von Schmauchspuren verwendet. Um Rückstände von der Hand zu entfernen, wurde ein Abguss mit Paraffin vorgeschlagen. Diesem Test fehlt es jedoch an Spezifität, und auf dem Interpool-Treffen 1968 wurde offiziell erklärt, dass er nicht länger verwendet werden sollte. Die erfolgreichste Technik für die Auswertung von Schmauchspuren-Nachweisen ist bislang ohne Zweifel das Rasterelektronenmikroskop mit einem energiedispersiven Röntgenmikroanalysator (SEM-EDX). […] Paraffin-Tests wurden aus den oben genannten Gründen nicht von dem finnischen Team verwendet. Proben für das SEM-EDX wurden genommen und erwiesen sich als negativ.“

Rantas Aussagen bei der Pressekonferenz am 17. März 1999 wurden in der Öffentlichkeit so verstanden: Die finnischen Untersuchungen mithilfe der SEM-EDX-Tests hätten ergeben, dass keine Schmauchspuren an den Händen der Toten nachweisbar waren. Somit habe es sich bei den Getöteten um Zivilisten oder zumindest nicht nachweisbar um Kämpfer gehandelt. Die mit Paraffin-Tests erzielten Befunde des jugoslawischen und des belarussischen Teams, nach denen 37 der Getöteten vor ihrem Tod anscheinend noch geschossen hatten, seien von Rantas Team widerlegt worden.
Im März 2000 gab Ranta gegenüber der Berliner Zeitung an, dies sei ein Missverständnis gewesen. Ihr Team habe die Hände der Opfer gar nicht nach Schmauchspuren untersucht. Es habe nach Schmauchspuren an anderen Körperteilen gesucht, um gegebenenfalls Hinrichtungen durch aufgesetzte oder Nahdistanzschüsse nachweisen zu können. Auf diese anderen Körperteile habe sich das Fehlen von Schmauchspuren bezogen, von dem in der Pressekonferenz die Rede war.
Jürgen Elsässer bezweifelte diese nachträgliche Erklärung des folgenreichen Missverständnisses. Er wies darauf hin, dass die irreführende Aussage zu den negativen Testergebnissen in dem sorgfältig erarbeiteten schriftlichen Bericht stand. Darüber hinaus war auch Rantas mündliche Aussage zum Ergebnis der Tests bei der Pressekonferenz am 17. März 1999 unverständlich. Bo Adam, Journalist der Berliner Zeitung, sagte im Januar 2005 vor dem Haager Tribunal, Rantas mündliche Formulierung zu den Schmauchspuren sei vermutlich von „99 Prozent der Medien“ weltweit missverstanden worden.
Michael Mandel wies darauf hin, dass der Satz „Proben für das SEM-EDX wurden genommen und erwiesen sich als negativ“ auch aus einem anderen Grund höchst missverständlich war. Laut einer schriftlichen Mitteilung Rantas an Mandel vom 12. Juli 2001 bezog sich der Satz nicht auf die Leichen in Račak, sondern auf Proben, die sich Ranta von ganz anderen Tatorten und somit von ganz anderen Leichen hatte zusenden lassen. Mit den „Proben“ habe sie nur eine testweise Anwendung des SEM-EDX-Verfahrens gemeint, nicht die Anwendung des Verfahrens auf die Leichen von Račak. Als Ranta am 12. März 2003 vor dem Haager Tribunal als Zeugin der Anklage auftrat, wurde deutlich, dass sie dieses wichtige Detail nicht einmal der Anklagebehörde vermittelt hatte. Selbst im Zeugenstand holte sie dies nicht nach.
Als der stellvertretende Chefankläger Geoffrey Nice Ranta auf den modernen Test ansprach, antwortete sie, ihr Team habe keinerlei Schmauchspurentests an den Händen der Leichen durchgeführt. Es habe nur einige Proben von Kleidung und Knochenstücken genommen und daran Tests mit negativen Ergebnissen durchgeführt. SEM-EDX-Tests wären nicht sinnvoll gewesen, wie Ranta erklärte. Solche Tests hätten schon einige Stunden nach den Schüssen durchgeführt werden müssen, nicht eine Woche danach.

### Vorwürfe zur Rolle von Helena Ranta und EU-FET
Helena Ranta Ranta war schon 1995 in Ostbosnien bei der Identifikation von muslimischen Opfern des Massakers von Srebrenica zum Einsatz gekommen und 1996–1997 als Projektmanagerin des Finnish Forensic Expert Teams (Tuzla) unter dem Mandat der Vereinten Nationen tätig gewesen. Schon damals hatte sie nach eigener Aussage die Erfahrung gemacht, dass Politiker versuchten, ihre forensische Arbeit für eigene politische Zwecke zu missbrauchen und dass Wissenschaftler „Teil des Spiels“ seien, die es vermeiden müssten, je einen falschen Schritt zu machen oder ein falsches Wort zu sagen. 1998 kam die finnische Mission durch eine bilaterale Initiative zwischen Österreich und Jugoslawien auf Betreiben des Botschafters Wolfgang Petritsch zustande. Das finnische Team reiste im Oktober 1998 zur Untersuchung von sechs vermuteten Massakern im Kosovo ein, von denen drei den Serben und drei den Albanern zugerechnet wurden. Ranta war in den Jahren 1998 bis 2000 Teamleiterin des European Union Forensic Expert Teams (EU-FET) in Kosovo und Leiterin der forensischen Ermittlungen in Klečka, Račak und Volujak. 2000 war sie als forensische Odontologin für das Haager Tribunal in Rahovec) im Kosovo beschäftigt.
In Bezug auf die Aufklärung des Tathergangs in Račak oder seiner öffentlichen Darstellung wurden gegenüber Ranta als Leiterin des finnischen Teams von serbischer Seite schwere Vorwürfe erhoben, vereinzelt jedoch auch von westlichen Autoren:
Carl Polónyi erachtet es als „seltsam“, dass Ranta trotz der Befunde aus ihrer Untersuchung, die aufgesetzte und Nahdistanzschüsse für 39 der 40 untersuchten Leichen ausgeschlossen hatten, sich nicht vor Gericht dazu äußern wollte, ob die Schüsse aus Nahdistanz abgefeuert wurden, da dies „kein exakter Begriff“ sei.
Jürgen Elsässer, der Ranta eine Schlüsselrolle bei der Vorbereitung des NATO-Kriegseinsatzes gegen Jugoslawien im Frühjahr 1999 zuschreibt, wirft der Sachverständigen vor, jeweils zu politisch entscheidenden Zeitpunkten der kriegsbefürwortenden Partei zugearbeitet zu haben, indem sie sich zunächst im Vorfeld des Kriegsbeginns und später erneut während des Prozesses gegen Milošević vor dem Haager Tribunal für einseitige Schuldzuweisungen an die Serben instrumentalisieren lassen habe. Mehrfach habe Ranta zwar den offiziellen Versionen widersprechende Informationen durchblicken lassen, sich aber immer dann von solchen Aussagen wieder distanziert, „wenn diese – wie im Frühjahr 2001 – für Aufsehen außerhalb eines kleinen Fachpublikums sorgten“. Sie habe offenbar auf erheblichen Druck reagiert, indem sie „zurückrudert und laviert und es sich auf jeden Fall nicht mit ihren Förderern im Auswärtigen Amt und der EU verderben will“.
Elsässer betont, Ranta habe es auf ihrer Pressekonferenz als gesichert dargestellt, dass alle Opfer Zivilisten gewesen seien, und damit die serbische Fassung einer Tötung in einer bewaffneten Auseinandersetzung entkräftet, obwohl sie später selbst angab zu wissen, dass damals „UCK-Kämpfer in der Nähe von Racak begraben wurden“, und obwohl sie angab, sie habe „schon seinerzeit Informationen erhalten, die beweisen, dass dort auch mehrere serbische Soldaten erschossen wurden“. Er kritisiert, sie habe zwar in der WDR-Sendung Monitor zugestanden, dass die Szenerie in Račak als Massaker ebenso gut gestellt gewesen sein könnte, sich dann aber von den Äußerungen wieder distanziert, behauptet, sie seien zusammengeschnitten worden und mit einer Klage gegen den Film gedroht. Bei ihrer Aussage vor dem Haager Tribunal gegen Milošević habe sie dann auf die zuvor öffentlich schon geäußerten Klarstellungen verzichtet und im gesamten mehrstündigen Kreuzverhör die Verteidigung der These von den zivilen Opfern in Račak betrieben.
Der Direktor des Gerichtsmedizinischen Instituts in Priština und Koordinator des jugoslawischen forensischen Teams, Slaviša Dobričanin, warf Ranta vor, mit ihrer, von ihr selbst als persönliche Meinung bezeichneten und seiner Ansicht nach in den Ergebnissen gefälschten, Pressefassung vom 17. März 1999 durch den offiziell klingenden Titel „Bericht des EU-Forensischen Experten Teams für den Racak-Zwischenfall“ der Öffentlichkeit suggeriert zu haben, im Namen des gesamten finnischen Teams zu sprechen, welches seiner Meinung nach in Wirklichkeit zu anderen Resultaten gekommen war, die denen des jugoslawischen und des belarussischen Teams entsprachen. Die Verweigerung der Unterschrift unter den Ende Januar 1999 von dem jugoslawischen und dem belarussischen Team vorgelegten, vorläufigen Bericht der Obduktionen, die nach Rantas eigenen Angabe zu der falschen öffentlichen Schlussfolgerung geführt hatte, das finnische Team habe von diesem vorläufigen Bericht abweichende Resulte erzielt, war nach Aussage Dobričanins trotz vorangegangener Zusage der Mitglieder des finnischen Teams zur Unterschrift erst auf Anweisung von Helena Ranta erfolgt. Dobričanin ging in seinen Vorwürfen soweit, Ranta, die selbst an den Obduktionen nicht teilgenommen hatte, ihren Rang als gerichtsmedizinische Expertin abzusprechen und sie als „politische Handlangerin“ zu bezeichnen.

### Vorwürfe zur Rolle von Medien
Die jugoslawischen Staatsmedien hatten unter der Regierung Miloševićs in den Jugoslawienkonflikten massiv Propaganda betrieben.
Petritsch und Pichler sehen den Vorfall in Račak als einen Faktor an, der für die internationale Gemeinschaft „das Fass zum Überlaufen“ brachte und das „Erzwingen“ einer Lösung erforderte. Es sei dabei ein „durch die mediale Aufbereitung der Ereignisse rund um Račak/Reçak“ verstärkter Druck entstanden, dass die Lösung schnell erzwungen werden müsste, angesichts einer, so Petritsch und Pichler, „außer Kontrolle geratenen Entwicklung“. „Die Bilder von den Opfern des Massakers“, wie Petritsch und Pichler den Vorfall trotz der forensischen Ergebnisse 2004 nennen, „lösten in der westlichen Welt heftige Empörung aus. Sofort wurden Erinnerungen an die Ereignisse in Bosnien und Herzegowina wach, an den Angriff auf den Marktplatz in Sarajevo, an die Leiden der Zivilbevölkerung, die Massaker und ethnischen Säuberungen, die von den Krieg führenden Parteien begangen wurden.“ Sie stehen auf dem Standpunkt, dass der Vorfall in Račak in „zahlreichen politischen Analysen zur Krise im Kosovo […] fälschlicherweise zu einem Symbol für die Legitimität des Luftkrieges gegen Jugoslawien hochstilisiert“ wurde. Dabei hätten die „häufig ausgesprochen ideologisch geführten Auseinandersetzungen um die Hintergründe von Račak/Reçak […] weniger zur Aufklärung als zur Polarisierung der Standpunkte“ beigetragen.
Loquai, der „das Krisenmanagement im Kosovo-Konflikt in mancher Hinsicht als eine Art politische Generalprobe für die Vorbereitung des zweiten Krieges gegen den Irak“ ansieht, betrachtet „Massaker und Flüchtlingszahlen“ als die medial wirkungsvollen Mittel, die die politische und militärische Eskalation angeheizt und die politischen Entscheidungsprozesse zum Krieg gegen Jugoslawien gelenkt haben. Die Medienberichterstattung in Zusammenhang mit dem sogenannten „Massaker von Račak“ sei dabei ein wichtiges Beispiel für die Instrumentalisierung der Medien und „wohl eine der entscheidendsten Weichenstellungen zum Krieg gegen Jugoslawien“ gewesen. Obwohl trotz der internationalen gerichtsmedizinischen Untersuchung keine Klärung des Tatvorgangs erreicht wurde, hätten „als seriös geltende deutschsprachige Tageszeitungen“ als „Wegbereiter und Weichensteller zum Krieg“ fungiert, indem sie inhaltlich von unbelegten und sogar widerlegten Gräueltaten der Serben wie Verstümmelungen oder Schändungen der Leichen und Hinrichtungen durch Genickschüsse berichtet hatten. In der Folge sei es auch inhaltlich und sprachlich zu Ausschmückungen der Art des Todes und der angeblichen Verstümmelungen gekommen, die geeignet waren, eine besondere „Bestialität“ der Täter und die Authentizität der Berichte suggerieren. Die OSZE sei in inhaltlicher Weise und sprachlicher Weise diffamiert und abgewertet worden. Beispielsweise schrieb der Balkan-Korrespondent der FAZ, Matthias Rüb, die OSZE „müsse als Handlanger der Serben erscheinen“, und nach dem Massaker stehe die OSZE „hilflos mit blutbefleckten Händen da“. Statt einer diplomatischen Lösung habe die Presse nach dem angeblichen Scheitern der OSZE-Mission den Ruf nach militärischem Eingreifen der NATO verkündet, wie z. B. in der NZZ vom 20. Januar: „Eine Lösung könnte nur ein Krieg gegen Milosevic bringen … Gerecht wäre ein Krieg gegen Milosevics menschenverachtendes Regime, weil die Verbrechen gegen Menschenrechte nur zu zähmen sind, wenn ihr Urheber von der Macht verjagt ist.“ Loquai fasst zusammen:

„Medien bauten einen Handlungszwang für die Politik in mehrfacher Weise auf: Die journalistische Ausschmückung eines Verbrechens, die Bestialisierung von Tätern, das angebliche Versagen einer nichtmilitärischen Konfliktlösung und die Diffamierung der dafür stehenden Organisation, die Konstruktion einer »Keine-Alternative-Situation« zur militärischen Intervention, zum Krieg. Diese von den Medien aufgebaute Weichenstellung zum Krieg war eine Wende hin zum Krieg im Kosovo-Konflikt.“

Dabei hätten führende deutsche Tageszeitungen den Weg zum Luftkrieg gegen Jugoslawien geebnet, indem sie gewalttätige Auseinandersetzungen und ihre Folgen dramatisiert hätten. „Der Umfang von Kampfhandlungen“, so Loquai, „die Flüchtlingszahlen, das Ausmaß von Operationen der Sicherheitskräfte wurde z. T. maßlos übertrieben. Serbische Gewalttätigkeiten wurden aufmerksam registriert, nicht selten überzeichnet, die der Kosovo-Albaner oft ignoriert. In ihrer Berichterstattung über Racak transportierten Medien nicht nur die teilweise unrichtigen Vorgaben der OSZE, sondern sie erzeugten fiktive Tatbestände, die geeignet waren, ein emotionales Feindbild zu schaffen bzw. ein bereits vorhandenes emotional zu festigen. Medien wurden zu Weichenstellern für den Krieg, indem sie ‚Zwangsläufigkeiten‘ konstruierten und den politischen Handlungsspielraum auf die Option Krieg einschränkten. Sie erzeugten in der Bevölkerung ein Gefühl der Zerrissenheit und Ohnmacht gegenüber geradezu zwangsläufigen Entwicklungen.“ Nach dem Bonner Professor der Rechtswissenschaft Christian Hillgruber hätten die Medien eine zum Krieg hin eskalationsfördernde Wirkung entfaltet: „Die von den Medien geschürte öffentliche Meinung verlangte unerbittlich moralisch begründeten Aktionismus. Sie erhielt, was sie einforderte. blutigen an eine von den Medien erzeugte öffentliche Meinung.“ Die untersuchten Tageszeitungen hätten sich dabei, so Loquai, in ihrer Berichterstattung zum Kosovo-Konflikt trotz ihrer im Allgemeinen sehr unterschiedlichen Positionierung im politischen Spektrum sehr ähnlich ausgerichtet und eine Meinungsvielfalt der Medienwelt vermissen lassen. Der Medienwissenschaftler, Karl Prümm, sprach in seinem Beitrag zu den Mainzer Tagen der Fernsehkritik im Jahr 2000 von „Korpsgeist und Denkverbot“ sieht in der weiteren Folge eine weitere Verstärkung der Gleichausrichtung durch eine „Anpassungsbereitschaft“ der Medien und zieht eine Verbindung zu einer Kriegspolitik nach dem Scheitern des Vertrags von Rambouillet, in welcher das „Deutsche Fernsehen“ zu einem „Verlautbarungsorgan von Politik und Militär“ geworden sei. Die deutsche Presse habe, so Loquai, insbesondere die Bundesminister Rudolf Scharping und Joschka Fischer, die sich „geradezu als Aktivisten an der Medienfront“ betätigt hätten und Račak als kriegsentscheidendes Ereignis sahen, regelrecht zu „Kriegshelden“ stilisiert.
Olaf Müller beklagt, dass schon vor Kriegsbeginn in Deutschland die Tendenz vorgeherrscht habe, „die Ereignisse im Kosovo unter dem Blickwinkel anti-serbischer Werthaltungen zusammenzufassen“. Dies zeige sich unter anderem „an der beachtlichen Bereitschaft […], ohne genauere Beweise fast alle Berichte über serbische Greueltaten unhinterfragt zu glauben“. Andererseits habe eine „vergleichsweise kleine Gruppe von NATO-Kritikern“ in ihrem „vehementen Widerstand“ gegen die vorherrschende Sichtweise „auf dem Boden anti-amerikanischer oder anti-faschistischer Werthaltungen geurteilt“, indem sie beispielsweise die überwiegend von US-Amerikanern gestellten KVM-Beobachter als „Vorhut der NATO-Truppen“ dargestellt habe oder indem sie auf bis zur nationalsozialistischen Zeit zurückreichende Ursprünge des deutschen Ressentiments gegen Serbien verwiesen habe.
Herman und Peterson (2010/2011) werfen Medien vor, den Vorfall in Račak in Kollaboration mit der NATO zur Schaffung eines casus belli gewendet zu haben. Die Medien hätten es nahezu einheitlich verfehlt, den Hintergrund der serbischen Offensive zu erwähnen: die Ermordung eines serbischen Polizeibeamten an dem vorangegangenen Wochenende durch die UÇK, die von jugoslawischer Seite eingeladene Anwesenheit der OSZE-Verifikateure, das AP-Kamerateam, die scheinbare Inkompetenz der serbischen Sicherheitskräfte, die die Leichen über den Boden verstreut liegen gelassen hatten, bis in der Nacht die UÇK in das Dorf zurückkehrte, die Vergangenheit von William Walker als Verwalter der Auslandskriege seiner Regierung, die unwahre Behauptung Bill Clintons, die Serben hätten ethnische albanische Frauen und Kinder aufgrund ihrer ethnischen Zugehörigkeit getötet, den Druck, der auf das EU-FET-Team und Helena Ranta ausgeübt wurde oder die Dienlichkeit („convenience“), die ein „Massaker“ für die US- und NATO-Politik jener Zeit darstellte, um mit Hilfe der Medien ein politisches Artefakt zu erstellen, dass die Realisierung bestehender Pläne zur Bombardierung der Bundesrepublik Jugoslawien ermöglichte.
Cathrin Schütz kritisiert die Medienberichterstattung im Zusammenhang mit dem sogenannten Milošević-Prozess vor dem Haager Tribunal. Ihrer Ansicht nach wurde über die Medien die Erwartungshaltung eines Schuldspruchs, nicht eines Urteils, über den jugoslawischen Präsidenten verbreitet, der als „Massenmörder“, „Diktator“, „Schlächter“ und „Tyrann“ und als Hauptverantwortlicher an den Jugoslawienkriegen dargestellt wurde. Gerade von Seiten derer, die den Prozess gegen Milošević jahrelang gefordert und seine Auslieferung an das Haager Tribunal begrüßt hatten, seien die inhaltlichen Ergebnisse im Laufe des Prozesses in der Folge ignoriert und sei entgegen den tatsächlichen Prozessergebnissen an der getroffenen Vorverurteilung festgehalten worden. Die Berichterstattung in den westeuropäischen Medien sei auf den Prozessbeginn beschränkt und dabei zudem sporadisch und einseitig gewesen, wie etwa bei der Bewertung von Miloševićs Krankheitsausfällen als „Verzögerungstaktik“. Inhaltlich sei dagegen kaum Information übermittelt worden, besonders seit Beginn der Verteidigung Miloševićs, in der er seine Argumentation von einer zentralen Rolle der westlichen Staaten, insbesondere der USA und Deutschlands, bei der Verstärkung ethnischer Konflikte und bei der militärischen und diplomatischen Unterstützung sezessionistischer Kräfte aufbaute. Während zur Eröffnung des „Medienspektakels“ stundenlange Ausführungen der Ankläger auf den großen Nachrichtenkanälen live gesendet wurden, stellten die großen Medienhäuser wie CNN und BBC die Übertragung am folgenden Tag zum Eröffnungsplädoyer Miloševićs unvermittelt und fortbleibend ein. Der gegen den Protest Miloševićs und gegen die Statuten des Tribunals erfolgte Einsatz von Pflichtverteidigern für Milošević sei dann von den Medien nochmals stark unterstützt worden, über den in der Justizgeschichte einzigartigen Zeugenboykott, mit dem die Zeugen der Verteidigung gegen die Pflichtverteidigung protestieren wollten, berichteten die Medien dagegen nicht. Einseitigkeit und Parteilichkeit zugunsten der Anklagebehörde sieht Schütz auch in der Berichterstattung der beiden Organisationen, die mit einer Art exklusiver Prozessberichterstattung hervortraten: Das Institute for War and Peace Reporting (IWPR) und die Coalition for International Justice (CIJ). Beide unterhielten während des Verfahrens gegen Milošević Büros in Den Haag. Das CIJ, das neben dem Büro in Washington über eines im Foyer des Haager Tribunals verfügt hatte und gleich nach dem Tod Miloševićs im März 2006 aufgelöst wurde, war laut Christopher Black von den Open Society Foundations von George Soros und einer halboffiziellen US-Juristen-Vereinigung (z. B. Central and East European Law Institute = CEELI) gegründet und finanziert worden, eingerichtet unter anderem mit dem Ziel, das sozialistische Rechtssystem durch Freie Marktwirtschaft zu ersetzen. Zwischen dem IWPR und dem CIJ herrschte wiederum eine enge Kooperation. Judith Armatta arbeitete als Prozessberichterstatterin für beide Organisationen und zeichnete sich durch starke Kommentierung ihrer Berichte aus, wie bei ihrer Befürwortung der Einsetzung der von Milošević abgelehnten Pflichtverteidiger. Das CIJ mit Judith Armatta, Edgar Chen und Kollegen sah sich als Interessenvertretung zur „Unterstützung“ des ICTY an und wurde dafür von der ehemaligen Präsidentin des Tribunals, Gabrielle Kirk McDonald, besonders gewürdigt. Das IWPR zitierte für seine Berichte als „unabhängige Stimme“ neben dem CIJ häufig Richard Dicker von Human Rights Watch. Zu den leitenden Persönlichkeiten der bekannten Menschenrechtsorganisation zählten jedoch Lloyd Axworthy, kanadischer Außenminister während des NATO-Angriffs auf Jugoslawien, Patricia M. Wald, ehemals Richterin beim Haager Tribunal, Richard Goldstone, einer der Vorgänger Carla del Pontes im Amt als Chefanklägers beim Haager Tribunal, sowie George Soros, der mehrere Nichtregierungsorganisationen (NGOs) finanzierte, die sich in Jugoslawien besonders aktiv hervorgetan haben. Einige seiner NGOs, zu deren Sponsoren unmittelbar das US-Außenministerium zählte, finanzierten wiederum unmittelbar sowie über andere Organisationen die Arbeit des ICTY. So nutzte die Anklage z. B. einen Bericht der International Crisis Group (ICG), die um George Soros herausgegebenen worden war und die mit Wesley Clark den NATO-Oberbefehlshaber für Europa zur Zeit des NATO-Angriffs auf Jugoslawien und mit Louise Arbour die Vorgängerin Carla del Pontes als Chefanklägerin des Haager Tribunals zum Kreis ihres Verstandes zählte. Das IWPR erhielt seinerseits finanzielle Unterstützung durch das CIJ, durch die Außenministerien der USA und anderer europäischer Staaten und durch die US-Organisation International Research and Exchanges Board (IREX). IREX und damit mittelbar auch die über den Milošević-Prozess berichtenden Journalisten wurden wiederum von Soros’ Open Society Institute, von dem CNN, von dem US-Außenministerium und der NATO finanziert. Diese zahlreichen personellen, strukturellen und finanziellen Verflechtungen von Haager Tribunal, Geldgebern des Haager Tribunals und Berichterstattern über die Prozesse des Haager Tribunals stellt Schütz in Zusammenhang mit den inhaltlichen Konsequenzen auf die mediale Berichterstattung, die über Niederlagen und Rückschläge der Anklageführung gegen Milošević vor dem Haager Tribunal, das der NATO-Sprecher Jamie Shea als „Freundin der NATO“ bezeichnet hatte, praktisch nicht informierte.
Mit der Entscheidung des Internationalen Gerichtshofs (IGH), dem Human Rights Watch-Report „Under Orders: War Crimes in Kosovo“ seine Beweisfähigkeit abzusprechen, ist die Objektivität und Stichhaltigkeit einer wichtigen Nachrichtenquelle sowohl des Haager Tribunals als auch der Medien nachträglich in Frage gestellt worden. Der nach eigenen Angaben von der Menschenrechtsgruppe nach einer „ausführlichen Untersuchung“ erstellte Bericht vom 29. Januar 1999 über den Vorfall in Račak beruhte auf einem Bericht von Gordana Igrić, die nach ihrer Tätigkeit für Human Rights Watch von 1999 bis 2005 als Projekt-Managerin für das IWPR berichtete und Mitbegründerin des Balkan Investigative Reporting Network (BIRN) ist. Die auf den Bericht von Gordana Igrić gegründete Anschuldigung von Human Rights Watch vom 29. Januar 1999 an die serbische Spezialeinheiten und die jugoslawische Armee, wahllos Zivilisten angegriffen, Gefangene gefoltert und standrechtliche Exekutionen verübt zu haben, beruhte auf Aussagen einer Reihe von Zeugen und berücksichtigte nicht die Ergebnisse der zu diesem Zeitpunkt abgeschlossenen Obduktionen der forensischen Teams, nach denen keine Anzeichen von Folterungen, Verstümmelungen oder Hinrichtungen bestätigt werden konnten.
Jacky Rowland, damalige BBC-Reporterin, äußerte als Zeugin der Anklage im Februar 2002 vor dem Haager Tribunal ihre Überzeugung, sie selbst und höchstvermutlich auch der BBC allgemein habe die wohl objektivste und ausgewogenste Berichterstattung in der Zeit des Kosovokonflikts geboten. Dazu habe auch gezählt, dass sie selbst im Gegensatz zur vorherrschenden Darstellung auf die komplexe Konfliktsituation hingewiesen und einige Tage vor Beginn der NATO-Bombardierung im „Today“-Programm auf BBC Radio 4 über die „Dämonisierung von Serben“ und des serbischen Volks („race“) berichtet habe. Rowland bezeichnete nach dem Kreuzverhör Milošević, dem die Anklagebehörde mit dem Vorwurf der Unfähigkeit zur Verteidigung einen Pflichtverteidiger zuweisen lassen wollte, als „würdigen Prozessgegner, wenn es zu einer Diskussion und Argumentation kommt“. Sie habe große Achtung vor dem von Miki Mihajlovič und Radovan Urošević betriebenen Media Centre in Priština, das auch als Serbian Media Centre bezeichnet wurde. Dieses habe sein Möglichstes getan, die Informationen aus Quellen der VJ und aus dem Ministerium für Innere Angelegenheiten (MUP) mehrfach zu überprüfen und sei als akkurat und unabhängig einzustufen. Zur Vervollständigung der Informationen habe sie betreffend der Verhältnisse auf der kosovo-albanischen Seite das Kosovo Information Centre (KIC) genutzt. Für die Filmaufnahmen ihrer BBC-Berichte habe man Material griechischer Kamerateams verwendet, die den serbischen Behörden angenehmer waren als andere, und dazu die Tonspuren selbst erstellt.
Carl Polónyi bezeichnet es als „auffällig“, dass die Rolle der UÇK, die die NATO-Staaten in ihrem politischen Konzept von Strafandrohungen laut Petritsch und Pichler „als zweiten Urheber der Gewalt […] beinahe vollständig ausgeblendet“ hatten, auch in der Literatur über den Kosovo-Konflikt ausgeblendet worden sei: „Deren Rolle wird zwar immer wieder einmal erwähnt, aber kaum in die Bewertung einbezogen. […] ‚Der Westen‘ hat stattdessen unbeirrbar die Schuld bei Milošević gesehen und dabei ausgeblendet, dass es seine Regierung mit einem von Separatisten geführten Guerillakrieg zu tun hatte.“ Der Einfluss der deutschen Medien zuungunsten der serbischen Interessen ist zudem nach Polónyi bereits im Vorfeld des Kosovo-Konflikts „nicht unerheblich“ gewesen. Vor allem die Frankfurter Allgemeine Zeitung habe in ihren Leitartikeln die der Haltung der kroatischen Regierung Franjo Tuđmans ähnelnde Meinung vertreten, „dass Jugoslawien von Anfang an eine willkürliche Schöpfung gewesen sei, dass der Zerfall des Landes in eine ‚orthodoxe östliche‘ und eine ‚katholische westliche‘ Hälfte logisch sei und die bereits mit der römischen Reichsteilung eingeleitete Trennungslinie in Europa widerspiegele.“ Besonders die Frankfurter Allgemeine Zeitung habe in dieser Frage Einfluss auch auf Bundespolitiker und ihre wissenschaftlichen Mitarbeiter ausgeübt.
Der Balkanexperte der FAZ, Matthias Rüb hatte bereits am 18. Januar 1999, wenige Tage nach Bekanntwerden des Vorfalls, detailliert und plakativ von Verstümmelungen der Opfer berichtet, die durch serbischen Gräueltaten entstanden seien. Nachdem die Frage der Verstümmelungen gerichtsmedizinisch spätestens seit dem 17. März 1999 geklärt war, behielt Rüb seine Darstellung ohne Rücksicht auf die Autopsiebefunde bei. Rüb wurde vorgeworfen, er habe seine Darstellungen im fernen Budapest verfasst und dabei journalistische Authentizität vorgetäuscht. Rüb ging noch im Jahr 2005 so weit, die gerichtsmedizinischen Untersuchungen als eindeutigen Beleg für ein serbisches Massaker an 45 Toten darzustellen.

### Vorwürfe zur Rolle des Haager Tribunals
Dem Kriegsverbrecher-Tribunal (ICTY) in Den Haag, vor dem ein Prozess gegen Milošević auch über seine mögliche Verantwortung für in Račak begangene, mögliche Verbrechen geführt wurde, wurde von verschiedenen Seiten einseitige Vorgehensweise gegenüber der serbischen Seite vorgeworfen.
Der Tod Slobodan Miloševićs, dem vom Haager Tribunal eine Herzbehandlung in Moskau verweigert worden war, löste verschiedene Verschwörungstheorien beider Seiten und heftige Kritik an der Vorgehensweise des Haager Tribunals aus.
Die Chefanklägerin der Vereinten Nationen, Carla Del Ponte, die auch im Fall Račak Klage gegen Milošević führte, erklärte 2006 nach dem Tod Miloševićs, es habe Versuche gegeben, ihre Arbeit zu beeinflussen: „Oft wurde versucht, aus politischen Gründen auf den Zeitpunkt der Veröffentlichung einer Anklage Einfluß zu nehmen“. Weiter überraschte Del Ponte mit ihrer Würdigung der Verteidigung des ehemaligen Angeklagten, obwohl ihre Behörde durch den Hauptankläger Geoffrey Nice zuvor noch mit der ausdrücklichen Begründung, Milošević sei unfähig sich selbst zu verteidigen, ihm einen Pflichtverteidiger aufzwingen hatte wollen. Nun erklärte sie aber im Juli 2006, Milošević sei den Dutzenden anderer Tatverdächtiger auf der Anklagebank des Tribunals überlegen gewesen: „Wie er gewisse Zeugen verhört hat, war faszinierend. Er wußte schon, wie man die Leute nimmt. Ich habe das bewundert.“ Er sei der einzige Angeklagte gewesen, so Del Ponte, der seine eigene Verteidigung selbst aufgebaut habe, er habe immer ausgesprochen, er sei der Präsident Jugoslawiens gewesen, der Kopf und die Schultern über dem Rest. Weiter hob Del Ponte die Unterstützung des Tribunals insbesondere durch die USA hervor, nannte es aber „schwierig und bedauerlich, dass die Amerikaner beim Internationalen Strafgerichtshof nicht mitmachen“. 2008 erhob Del Ponte schwere Anschuldigungen an das Haager Tribunal, es habe sein Augenmerk einseitig auf von serbischer Seite begangene Verbrechen gerichtet, während es Verbrechen, in die Kosovo-Albaner verwickelt waren, trotz hinreichend vorliegender Beweise nicht verfolgt habe.
Auch Helena Ranta warf in Bezug auf den Fall Račak „einer ganzen Reihe von Regierungen“ ein Interesse an einer Version der Ereignisse vor, die allein die serbische Seite verantwortlich machte, und sagte dazu: „Diese Version konnte ich ihnen aber nicht liefern.“ Sie beanstandete auch, dass die Anklageschrift des Haager Tribunals gegen Milošević im Fall Račak weitgehend der von William Walker überlieferten Tatversion folge. Das Haager Tribunal habe kein Interesse an Befunden gezeigt, die belegten, dass bei den Kämpfen in Račak auch Serben erschossen wurden.
Sir Geoffrey Nice, Chefankläger im Milošević-Prozess, der 2007 nach seiner Tätigkeit in der Anklage gegen Milošević für seine Verdienste in den Adelstand erhoben wurde, bezichtigte seine ehemalige Vorgesetzte am Haager Tribunal, Carla Del Ponte, in einem offenen Brief, der über die kroatische Tageszeitung Jutarnji am 14. April 2007 bekannt wurde, sie habe eine Übereinkunft mit der Führung in Belgrad geschlossen und einen Schuldspruch des Internationalen Gerichtshofs (IGH) in der Völkermordanklage Bosnien-Herzegowinas gegen Jugoslawien verhindert. Die Chefanklägerin des Haager Tribunals, der 2002 als „eiserner Engel der Gerechtigkeit und Jeanne d’Arc des internationalen Rechts“ besonders für ihre Anklageführung gegen Milošević der Westfälische Friedenspreis verliehen worden war, habe nach dieser Absprache mit Belgrad, die jeder rechtlichen Grundlage entbehre, dem obersten Gerichtshof der UNO entscheidende Beweisstücke verheimlicht. Auch Serbien habe demnach gegen den Willen von Nice die Genehmigung zur Geheimhaltung wichtiger Schlüsseldokumente vor dem IGH ausgerechnet von der Chefanklägerin des Tribunals erhalten. Der IGH hatte danach am 26. Februar 2007 Jugoslawien bzw. Serbien aus Mangel an Beweisen von der Beschuldigung freigesprochen, am Völkermord und anderen Verbrechen in Bosnien beteiligt gewesen zu sein.
Die Führung der Kosovo-Albaner konnte zwar jahrelang beim IGH keine Klage wegen Völkermords und Kriegsverbrechen gegen Jugoslawien bzw. Serbien einreichen, da dem Kosovo der Status als unabhängiger Staat fehlte, doch kann der Wechsel in der Bewertung der möglichen Beweismittel daran ersehen werden, dass zum Beispiel zwei der wichtigsten Beweisstücke in der Anklage gegen Milan Milutinović und fünf weitere Politiker und Generäle, die wegen Kriegsverbrechen im Kosovo angeklagt wurden, schon zu Beginn des Prozesses durch die Richter abgelehnt wurden, obwohl dieselben beiden Schriftwerke noch als eine Art Fundament für die Kosovo-Anklage gegen Milošević vor dem Haager Tribunal gedient hatten, dementsprechend auch von den Richtern des ICTY gewürdigt worden waren und Gegenstand Dutzender Zeugenverhöre gewesen sind: der OSZE-Report Kosovo/Kosova As Seen, As Told von 1999 und der Sammelband der Menschenrechtsorganisation Human Rights Watch (Koordinator des Projekts war der für die Anklage vor dem ICTY als Zeuge aufgetretene Fred Abrahams = Frederick Cronig Abrahams) unter dem Titel „Under Orders – War Crimes in Kosovo“ von 2001 galten nunmehr laut den Richtern für die Beweisführung als unannehmbar, da die darin enthaltenen Dokumente (oft anonyme) Erzählungen aus zweiter und dritter Hand waren. In ähnlicher Weise wurde auch Wesley Clark, dem als Zeuge im Prozess gegen Milošević vor dem Haager Tribunal noch unter Mitspracherecht der USA über die Konditionen der Zeugenbefragung eine tragende Rolle beigemessen wurde, am 6. März 2007 vom Vorsitzende Richter Iain Bonomy verweigert, als Zeuge gehört zu werden. Abrahams war nicht nur 2002 als Zeuge der Anklage im Prozess gegen Milošević vor dem Haager Tribunal aufgetreten, sondern hatte als „Research Analyst“ von April bis Juni 2000 und im August 2001 für die Anklagebehörde (The Office of the Prosecutor = OTP) Untersuchungen durchgeführt und Analysen für die Kosovo-Anklage gegen Milošević eingereicht, also selbst der Anklageschrift zugearbeitet, für die er später als Belastungszeuge auftrat.
Anlässlich des Umstandes, dass die Anklagebehörde in stiller Missachtung der Obduktionsbefunde die Falschaussagen mehrerer Belastungszeugen (Bilall Avdiu, Xhemajl Beqiri und Nusret Shabani) von Verstümmelungen und Schändungen der Opfer und ihrer Leichen für ihre Beweisführung verwendete, wirft der Prozessbeobachter Germinal Civikov der Anklage den Versuch vor, trotz fehlender Beweise eine Verurteilung erwirken zu wollen.
Ferner wurde die Art der Verwendung von „geschützten Zeugen“ des Gerichts kritisiert. Zeugen, die selbst Täter von Straftaten gewesen sind, traten dabei meist nicht unter ihrem Namen, sondern unter einer Chiffre vor Gericht auf. Ihr Gesicht wurde für die Bildschirmübertragen oft unkenntlich gemacht, manchmal auch ihre Stimme. Laut Aussage des Zeugen Dragan Vasiljković (Pseudonym „B-073“) garantierte die Anklagebehörde ihren Zeugen Straffreiheit für verübte Kriegs- und andere Verbrechen, wenn sie bereit waren, Milošević zu belasten. Vasiljković selbst legte die Regelung so aus, dass die Anklage ihren Zeugen zusicherte, dass keinerlei Gespräche oder Stellungnahmen der Zeugen während ihrer Vorbereitung zur Zeugenaussage im Fall gegen Milošević gegen sie selbst verwendet werden können, einschließlich von Falschaussagen. Ihm sei gegen seinen ausdrücklichen Willen und in seiner Unkenntnis der Status als „geschützter Zeuge“ verliehen worden. Milošević warf der Anklagebehörde vor, den Status als „geschützte Zeugen“ für viele ihrer Zeugen gegen deren erklärten Willen zu verwenden, so dass die Verteidigung in der Möglichkeit beschnitten werde, Informationen über die anonymisierten Zeugen, deren geschützter Status häufig erst im Nachhinein aufgehoben werde, für das Kreuzverhör zusammenzutragen. Den „geschützten Zeugen“ wurde für ihre Kooperation mit der Anklagebehörde eine „neue Identität“ mit einer neuen und gesicherten Existenz im westlichen Ausland zugestanden. Es kam dabei, oft in „geschlossenen Sitzungen“, also unter Ausschluss der Öffentlichkeit, zu Falschaussagen „geschützter Zeugen“ der Anklage, die weder für die Zeugen, noch für die Anklagebehörde rechtliche Konsequenzen hatten. Der journalistische Beobachter Civikov wirft dem Gerichtshof Parteilichkeit vor, indem er beschreibt, „wie der vorsitzende Richter sich während des Kreuzverhörs vor den Lügner schob, seine Antworten für das Protokoll zurechtbog und das Mikrophon des Angeklagten ausschaltete, wenn ihm dessen Fragerei zu lästig wurde“. Auch im Fall des von der Anklage als „Insider“, also als Mitglied eines von der Anklage vorausgesetzten „joint criminal enterprise“, dargestellten Zeugen K-3, der bei seiner Vernehmung im Mai 2002 unter seinem tatsächlichen Namen Ratomir Tanić auftrat, habe es „keiner der Richter für nötig [befunden], zu den evidenten Falschaussagen des Belastungszeugen Ratomir Tanić auch nur Stellung zu nehmen, geschweige denn ihm Strafverfolgung anzudrohen oder den Ankläger zur Verantwortung zu rufen.“ Ausgerechnet bei dem voreilig als „star witness“ und Insider angekündigten Zeugen der Anklage, dessen Aussage in den Medien in Zusammenhang mit den Geschehnissen in Račak als wichtig für die Beweiskette gegen Milošević eingeschätzt wurde, dem im Rahmen des Anklageschutz eine Existenz in Italien aufgebaut wurde und der Gelder vom britischen Geheimdienst für die Erstellung einer „Studie über den Konflikt“ erhalten hatte, habe es sich um einen bekannten und vorbestraften Belgrader Hochstapler gehandelt, dessen Falschaussage zu Wirbel in den Medien geführt habe. Tanić wurde dagegen auch in den Prozessen gegen Milan Milutinović und Nikola Šainović von der Anklagebehörde weiterhin aufgeboten. In mehreren Fällen fanden die Zeugen der Anklage durch ihren „geschützten“ Status möglicherweise auch gegen die Verfolgung anderer, unter anderem in Friedenszeiten verübter, Kriminaldelikte Schutz (z. B. die Zeugen mit den Chiffren K-5 oder K-41). Nachdem der Zeuge „K-2“ im Januar 2003 im Kreuzverhör durch Milošević überraschend zugegeben hatte, an dem Mord an Željko Ražnatović („Arkan“) beteiligt gewesen zu sein, und nachdem der Bezirksgerichtshof Belgrad das Haager Tribunal daraufhin ersucht hatte, den Zeugen „K-2“ aufgrund dieses zu jener Zeit als politisch brisant und nicht vollständig aufgeklärt erachteten Dreifachmordes verhören zu können, teilte der Belgrader Richter Dragoljub Đorđević Anfang März 2003 mit, das Haager Tribunal habe auf das Ersuchen geantwortet, „K-2“ bleibe ein „lebenslang geschützter Zeuge“, der somit von keiner anderen Behörde mehr vernommen werden dürfe. Seine Zeugenaussagen wurden zum Teil in „geschlossener Sitzung“ geführt, das entsprechende Transkript wurde „redaktionell“ bearbeitet. Im Zusammenhang mit „geschützten Zeugen“ wurde dem Gericht auch Manipulation vorgeworfen. Der Zeuge „K-12“ gab an, über zwei Tage von der Anklage unter Druck gesetzt worden zu sein, eine Aussage abzugeben, die er nicht abgeben könne. Trotz der Ermahnung des Richters, dass er im Falle einer Nichtaussage wegen „Missachtung des Gerichts“ verklagt werde, blieb er bei seiner Verweigerung. Eine weitere Besonderheit im Zusammenhang mit „geschützten Zeugen“ bestand darin, dass sich das Haager Tribunal mehrfach eines Novums in der strafrechtlichen Zeugenbefragung bedient hat, das darin bestand, dass der Zeuge nicht am Gerichtsort anwesend war und auch nicht auf dem Bildschirm gesehen werden konnte, sondern dass ihm das Verhör über Videolink abgenommen wurde (z. B. Zeuge „K-41“). Carla del Ponte stritt allerdings in einem Interview im bulgarischen Fernsehen am 16. Mai 2004 ab, dass das Haager Tribunal jemals eine Zeugenbefragung über Videolink durchgeführt hat.
Der Journalist Bo Adam, der sich über einen Zeitraum von mehreren Jahren mit dem Fall von Račak befasst hatte, kommt zu dem Schluss, dass das Haager Tribunal „im abschließenden Urteil den Punkt Racak der Anklageschrift als sachlich unbewiesen zurückweisen“ hätte müssen, dass jedoch unter dem „enormen Erwartungsdruck der Politik und der Medien“ „Milosevic wegen Racak nicht schuldig zu sprechen […] schlicht unvorstellbar“ gewesen sei. Adam hatte eine Reihe von Widersprüchen recherchiert. Im April 2000 erschien ein Artikel von Adam, indem er vier Getötete namentlich aufzählte, die sich nicht in der Liste der Getöteten in der Anklageschrift befanden, in Widerspruch zu der ausdrücklichen Angabe des Haager Tribunals, alle namentlich bekannten Toten in der Anklageschrift aufgelistet zu haben. Das Grab eines dieser vier Männer, Kadri Syla, hatte Adam auf dem UÇK-Friedhof in Malopoljce gefunden. Die Leiche von Kadri Syla war jedoch mit der seines Vaters Shiceri Syla und der seines Bruders Sheremet Syla unter den 23 Toten im Hohlweg oder Graben gefunden worden, wo 15 der Leichen eng neben- und übereinander gelegen hatten. Walker und der OSZE hatten diese Leichen in besonderer Weise als Beleg für eine Gräueltat angesehen und für Zivilisten erklärt. Weitere drei aus Račak stammende Männer, Shaqir Berisha, Mehmet Mustafa und Enver Rashiti, seien alle namentlich als UÇK-Kämpfer ausgewiesen und am 15. Januar 1999 getötet, aber nicht in Račak begraben worden und fehlen ebenfalls auf der Anklageliste des Haager Tribunals. Die Leichen dieser Männer seien auch dem forensischen Team unter Helena Ranta nicht zur Untersuchung zur Verfügung gestellt, sondern in den OSZE-Reporten verschwiegen worden. Für mindestens 13 der 45 Personen, so Adam, die das Haager Tribunal als „in Racak ermordet“ auflistet, fehlten auf dem Friedhof von Račak die Gräber, zumindest unter den Namen, die das Tribunal für die Toten angab. Stattdessen standen auf den insgesamt 43 Gräbern fast ein Dutzend Namen, die nicht auf der Liste des Tribunals verzeichnet worden seien, wofür allenfalls in einigen Fällen eine Namensverwechslung Ursache sein könne. Im Jahr 2006 stellte Adam für die genannte Gruppe im Hohlweg oder Graben die Mitgliedschaft von mindestens drei der Getöteten zur UÇK fest, darunter auch Sadik Osmani. Auf diese Gruppe war in den forensischen Ausführungen Rantas vor Gericht besonderes Augenmerk in Hinblick auf Belege für eine mögliche Exekution gelegt worden. Die von dem Human Right Watch-Bericht „Yugoslav Government War Crimes in Račak“ von Gordana Igrić vermittelte Version war gewesen, dass Sadik Osmani zusammen mit 22 anderen Männern, die sich bei seinem großen Haus versammelt hatten, von der Polizei festgenommen, geschlagen und auf dem Bebushi-Hügel exekutiert worden war. Der Human Rights Watch-Report hatte zwar die Möglichkeit eingeräumt, dass einige der Männer an der „Verteidigung ihres Dorfes“, also an der morgendlichen Schießerei, teilgenommen hatten, hatte es aber aufgrund von Zeugenaussagen und Inspektion von KVM und Journalisten als bewiesen erachtet, dass die Männer allesamt unbewaffnet gewesen waren und ohne Gegenwehr zu leisten getötet wurden. Weiter hatte der Bericht entgegen den Obduktionsbefunden behauptet, dass die meisten Männer dieser Gruppe aus kurzer Distanz erschossen wurden, einige seien zuvor nach Zeugenaussagen oder Einschätzung von Journalisten gefoltert oder misshandelt worden (ausgerissene Fingernägel, mit dem Messer durchschnittene Kehle und halb durchschnittenes Gesicht, Prügel mit Holzstöcken, Tritte mit Stiefeln). Adam verweist darauf, dass nicht nur keinerlei solche Verletzungen bei der Obduktion festgestellt wurden, sondern auch die Belastungszeugen vor dem Haager Tribunal die Darstellung der Anklage nicht stützten, dass die 23 Männer von der Polizei zu dem Hügel zur Exekution gebracht wurden. Adam resümiert, die Behauptungen der Ankläger, was tatsächlich am 15. Januar 1999 in Račak geschah, seien „mehr als erschüttert“ worden. Auch sei der Anklage im Verlauf des Verfahrens nicht gelungen, „irgendeine direkte Verbindung zwischen Slobodan Milosevic und dem Tod der etwa 45 Albaner in Racak nachzuweisen“.
Im Zusammenhang mit der Zeugenaussage des UÇK-Kommandanten in der Region von Račak, Shukri Buja, wurde dem Haager Tribunal vorgeworfen, Falschaussagen von Zeugen der Anklage gegen Milošević nicht erkennbar als strafbare Handlung zu behandeln und die Verfahrensregeln gezielt zum Erlangen spezieller Bedürfnisse umzuändern. So widersprach die Schilderung von Šukri Buja von schweren Kämpfen mit der serbischen Polizei um das Dorf Račak und auch von den schweren Waffen, die die UÇK eingesetzt habe, einschließlich großkalibriger Maschinengewehre und Minenwerfer, den Angaben mehrerer westlicher Politiker und hoher Offiziere, die Milošević in aller Schärfe die Verantwortung für ein Kriegsverbrechen vorgeworfen hatten, indem er mit schweren Waffen gegen kaum bewaffnete Rebellen vorgegangen sei. Diese der Anklage zuwiderlaufende Aussage des eigenen Zeugen, die dieser teilweise in ähnlicher Form schon 2001 gegenüber dem Stern geäußert hatte, nahmen die Richter nicht zum Anlass einer Verfolgung möglicher Falschaussagen anderer Zeugen der Anklage, sondern werteten sie vielmehr als Beleg für die Zuständigkeit des Gerichts, indem es sich der Aussage nach bei der UÇK also sehr wohl um eine militärisch voll ausgebildete und gut bewaffnete Truppe gehandelt hat und somit der Begriff Kriegshandlungen gerechtfertigt sei, es sich im Falle von Verbrechen also um Kriegsverbrechen handeln würde.
Ebendiese Zuständigkeit des Haager Tribunals im Fall der Vorfälle in Račak war von offizieller jugoslawischer Seite von Beginn an mit dem Hinweis bestritten worden, dass es sich bei den Auseinandersetzungen nicht um einen Krieg handeln würde. Im Laufe des Prozesses sprachen sich auch die amici curiae, Steven Kay, Branislav Tapuškovic und Timothy McCormack, in einem Antrag gegen die Kompetenz des Haager Tribunal aus, über die Ereignisse im Kosovo vor Beginn des Luftkriegs der NATO Gericht zu halten, da es sich bis zu diesem Zeitpunkt um eine innerstaatliche Auseinandersetzung gehandelt habe, die nicht Gegenstand der Genfer Konventionen sei. Das Gericht verwarf jedoch den Antrag der drei Juristen. Zudem hatten die drei amici curiae am 3. März 2004 in ihrer 95 umfassenden „Amici Curiae Motion for Judgement of Acquittal Pursuant to Rule 98bis“ vor dem Gerichtshof beantragt, die wichtigsten Anklagepunkte gegen Milošević wegen Mangels an Beweisen fallen zu lassen. Im Kosovo hätten die Auseinandersetzungen bis zum Angriff der NATO bis zum 24. März 1999 den Charakter von „Räubertum, unorganisierter und kurzzeitiger Rebellion und terroristischen Aktionen“ gehabt. Daher solle man unter anderem die Anklage wegen des angeblichen Massenmordes an 45 Albanern in Račak vom 15. Januar 1999 fallen lassen.
Diana Johnstone sieht das ICTY als ein Instrument an, das einer neuen Weltordnung nach der „Clinton-Doktrin“ dient. Diese „Clinton-Doktrin“ war bekanntgeworden als Argumentation zur Rechtfertigung militärischer Interventionen, die ohne Mandat der UN erfolgten, „humanitäre Katastrophen“ als Legitimation angaben und die militärischen Maßnahmen entsprechend als sogenannte „humanitäre Interventionen“ darstellten, im Völkerrecht und in den Vereinten Nationen aber sehr kontrovers diskutiert werden. Aufgrund der fehlenden völkerrechtlichen Autorisierung der NATO im Kosovo berief sich Clinton auf emerging international law. Anstelle der von George Bush sen. angekündigten „Neuen Weltordnung“ in Unterwerfung unter die Vereinten Nationen und das Völkerrecht zeichnete sich die Gangart unter Clinton nach Ansicht Johnstones durch Entpolitisierung und Kriminalisierung der internationalen Beziehungen aus. Anders als etwa das Regime von Saddam Hussein bei der Intervention im Irak war die jugoslawische Regierung im Fall Kosovo durch Wahlen legitimiert und hatte nicht gegen internationales Recht verstoßen, so dass die Intervention der NATO in Jugoslawien ohne UN-Mandat erfolgte. Kriminalisiert wurde jedoch, so Johnstone, nicht die das Völkerrecht brechende NATO, sondern der jugoslawische Staat, der auch im amtlichen US-Sprachgebrauch als „terroristischer Staat“ bezeichnet wurde, sowie dessen Präsident Slobodan Milošević, der von der US-amerikanischen und britischen Führung während der NATO-Luftangriffe regelmäßig mit Hitler verglichen wurde. Dass Verbrechen in dieser neuen Weltordnung eine hohe Bedeutung zukommt, sieht Johnstone durch die Schaffung des Internationalen Strafgerichtshofs für das ehemalige Jugoslawien (ICTY) 1993 unterstrichen. Das Tribunal war ohne Einbeziehung der betroffenen Staaten auf Basis der UN-Resolution 827, Artikel 29, des UN-Sicherheitsrates gegründet worden. Da das „Haager Tribunal“ (englisch: ICTY oder kurz ICT) wie der Internationale Gerichtshof (IGH, englisch: ICJ) in Den Haag ansässig ist, wird es sehr häufig auch von gut Informierten mit dem IGH verwechselt oder zumindest als gleichermaßen unabhängig und unparteiisch angesehen, betont Johnstone. Die nach den Satzungen des Tribunals vorgesehene, reguläre Finanzierung durch die Vereinten Nationen werde jedoch beharrlich missachtet. Das Tribunal habe erhebliche Geldmittel von einzelnen Staaten, privaten Stiftungen und Gesellschaften erhalten (z. B. von George Soros Open Society Foundations, der Rockefeller Foundation und dem United States Institute of Peace). Während der Luftangriffe der NATO erwirkte Clinton beispielsweise besondere Fördermittel von 27 Millionen US-Dollar, um dem Tribunal zu helfen, speziell Zeugenaussagen albanischer Flüchtlinge an den Grenzen des Kosovo zur Belastung der serbischen Seite zu sammeln. Während der NATO-Luftangriffe gegen Jugoslawien sagte die vorsitzende Richterin des ICTY, Gabrielle Kirk McDonald, dass das Tribunal von der intensiven Unterstützung betroffener Regierungen und bestimmter Personen wie Madeleine Albright profitiere, die von McDonald und anderen oft als „Mutter des Tribunals“ bezeichnet werde.
Nach Edward S. Herman und David Peterson (2010/2011) soll das ICTY eine Schlüsselrolle in den westlichen Plänen gespielt haben, die Bundesrepublik Jugoslawien anzugreifen und zu zersetzen, dafür die Serben zu dämonisieren und ihre Tötungen zu überhöhen, um ex ante und ex post Rechtfertigungen für den NATO-Bombenkrieg, die Okkupation und die neokoloniale Kontrolle über den Kosovo vorzubereiten. Das ICTY sei von Beginn an als pseudo-rechtliches Instrument („faux judicial instrument“) einer NATO-Politik organisiert worden, die Krieg für ihre Vollendung benötige, zusammen mit der Beschuldigung und Verfolgung der NATO-Hauptangriffsziele.
Schon 2002 wurde der Prozessführung gegen Milošević vor dem Haager Tribunal vom US-amerikanischen Abgeordneten Ron Paul vorgeworfen, sie zeige hinter einer „Fassade von Rechtsstaatlichkeit“ den Charakter eines Schauprozesses. Dem Angeklagten werde vielfach das Mikrofon in der Mitte des Satzes abgestellt, es würden anonyme Zeugen vorgeführt und geheime Aussagen zugelassen. Zeugen der Anklage wie z. B. Besnik Sokoli stünden regelrecht auf der „Gehaltsliste des Tribunals“. Aufgrund der Schwäche der Anklage im Fall Kosovo, wegen der Milošević ursprünglich ausschließlich angeklagt und unter illegalen Umständen ausgeliefert worden sei, habe das Gericht unter Missachtung der Auslieferungsbedingungen weitere Anklagen aus anderen Ländern angehängt. Aufgrund der erfolgreichen Führung von Kreuzverhören durch Milošević versuche die Anklageseite, seine Möglichkeiten seitens des Gerichts einzugrenzen. Cathrin Schütz, deren Doktorvater Dieter Lutz zu den bekannten Gegnern des Kosovokrieges zählte, betrachtet als Grund für die scharfen Angriffe Pauls gegen das Haager Tribunal „als korruptes Gericht ohne Gerechtigkeitssinn“ die Sorge von Seiten der US-amerikanischen Politik, „der Milošević-Fall könnte als Präzedenzfall für den neuen IStGH herangezogen und amerikanische Staatsführer oder Militärs vor Gericht gestellt werden“. Da „alle amerikanischen Präsidenten“, so Schütz mit einem Zitat von Noam Chomsky, „seit dem Zweiten Weltkrieg entweder ausgesprochene Kriegsverbrecher oder in ernsthafte Kriegsverbrechen verwickelt“ gewesen seien, habe sich die US-amerikanische Politik mit ihrem Eintreten für die Aburteilung Miloševićs selbst in Gefahr gebracht, wobei es sich bei dem 2002 gegründeten Internationalen Strafgerichtshof (IStGH) im Gegensatz zum ad hoc eingerichteten ICTY um eine völkerrechtlich legale Institution handele. So kritisiert Schütz, dass die USA, die den ICTY als Instrument für eigene Zwecke gegen Serbien eingesetzt hätten, sich selbst beziehungsweise seine Bürger nicht der Gerichtsbarkeit des ICTY, des IStGH oder des IGH unterwerfen. Auch gegen andere NATO-Mitglieder wurde vor dem ICTY keine Anklage geführt, „obwohl neben zahlreichen Völkerrechtlern auch Amnesty International den NATO-Staaten für ihren Angriff auf die Bundesrepublik Jugoslawien 1999 Kriegsverbrechen“ attestiert hätten. Die Anklagebehörde des ICTY gab in diesem Zusammenhang an, dass „die Pressemeldungen der NATO und NATO-Staaten allgemein verläßlich seien und Erklärung wahrheitsgetreu abgegeben wurden“. Die Zuständigkeit des ICTY auch für die Verfolgung von Seiten der NATO vergangener Verbrechen hatte NATO-Sprecher Jamie Shea noch während der Luftangriffe der NATO auf Jugoslawien mit Hinweis auf die Verbundenheit des Haager Tribunals zur NATO zurückgewiesen: „Wie sie wissen, gäbe es ohne die NATO-Staaten keinen Internationalen Gerichtshof [IGH], noch gäbe es irgendeinen Internationalen Strafgerichtshof für das ehemalige Jugoslawien [ICTY], denn die NATO-Staaten stehen an der Spitze derer, die das Tribunal gründeten, die es finanzieren und die auf täglicher Grundlage seine Arbeit unterstützen. Wir sind die Erhalter, nicht die Verletzer des internationalen Rechts.“
Herman und Peterson (2010/2011) sprechen von einer „globalen Kultur der Straffreiheit“, da die USA und ihre Alliierten über „Freibriefe“ für ihre „höchsten internationalen Verbrechen“ verfügen würden. Als etwa die Bundesrepublik Jugoslawien noch 1999 den IGH angerufen habe, eine gerichtliche Verfügung gegen zehn Mitgliedstaaten der NATO zu erlassen, die Jugoslawien in der Folge bombardieren, hätten die Vereinten Nationen vor Gericht geantwortet, dass sie in die Zuständigkeit des Gerichts in diesem Fall nicht eingewilligt hätten und das Gericht daher nicht rechtsprechen könne. Schon am 2. Juni 1999, während die NATO-Angriffe auf Jugoslawien noch liefen, habe der IGH entschieden, dass er eindeutig nicht zuständig sei, auf die Klage Jugoslawiens gegen die USA einzugehen, und dass er nicht über die Berechtigung verfüge, dem Aggressor die Fortsetzung der Angriffe zu untersagen. Der IGH könne keinen Streit zwischen Staaten klären, ohne dass diese Staaten seiner Zuständigkeit zustimmen würden. Da aber die USA anmerken würden, dass sie „der Zuständigkeit nicht zugestimmt haben […] und es nicht tun werden“, bleibe dem IGH keine Alternative: „in der Abwesenheit einer Zustimmung durch die Vereinigten Staaten […] kann das Gericht keine Rechtsprechung durchführen“. Die „internationale Rechtsprechung“ diene den „großen weißen, nördlichen Mächten“ und trotz allem Gerede über „Verantwortung zum Schützen“ und „Ende der Straflosigkeit“ sei sie nicht ein einziges Mal im Dienste der Opfer der „großen weißen, nördlichen Mächte“ angewendet worden, unabhängig davon, wie „ungeheuerlich“ die Verbrechen an ihnen gewesen seien. Während das „westliche Establishment“ eilig „Genozide“ in Bosnien-Herzegowina, Ruanda, Kosovo und Darfur proklamiert habe, schweige es über die Verbrechen, die von den „eigenen Regimen“ gegen Völker in Südostasien, Zentralamerika, dem Mittleren Osten und dem Subsahara-Afrika verübt wurden. Es werde somit mit dem Thema „Genozide“ Interessenpolitik betrieben.
Noam Chomsky vertritt die Ansicht, die außergewöhnlich schnell erfolgte Anklage von Louise Arbour gegen Milošević vom Mai 1999 folge „demselben Muster“ wie ein ebenfalls im Mai 1999 erschienener Bericht des US-amerikanischen Außenministeriums, der dazu dienen sollte, die NATO-Angriffe als Reaktion auf begonnene „ethnische Säuberungen“ des „Regimes“ von Milošević im Kosovo darzustellen und die Vorwürfe zu entkräften, nach denen die „ethnischen Säuberungen“ bzw. die „humanitäre Katastrophe“ Folge der NATO-Bombardierungen waren. Obwohl in dem Bericht des US-Außenministeriums erst Vorgänge ab dem 19. März 1999 dargestellt werden, also nach dem gegen die Einwände der jugoslawischen Führung erfolgten Abzug der KVM-Beobachter aus dem Kosovo, wird in seiner einleitenden Zusammenfassung behauptet, dass die ethnischen Säuberungen im Kosovo „Mitte März 1999 dramatisch zugenommen“ hätten, also bereits rund zehn Tage vor Beginn der NATO-Luftangriffe. Für „gemeldete Verstöße der Menschenrechte und des Völkerrechts“ gibt die Executive Summary von Mai 1999 „seit spätem März 1999“ an. Der Schlussbericht des US-Außenministeriums von Dezember 1999 bezieht sich vage auf „späten März“ und „nach März“, bis auf eine einzige Ausnahme einer Hinrichtung nach Flüchtlingsberichten am 23. März 1999, also bereits zwei Tage, nachdem die Luftangriffe angekündigt wurden und einen Tag nachdem die NATO offiziell erklärt hatte, dass beginnen würden. So bleibe, folgert Chomsky, nach offizieller Angabe des US-Außenministeriums als einzige und bemerkenswerte Ausnahme der Vorfall in Račak als vor Beginn der Luftangriffe den Serben zur Last gelegtes Verbrechen, der als Auslöser der Luftangriffe gewertet werden solle. Eine entsprechende Absicht, so Chomsky, verfolge auch die Anklage Arbours. Obwohl gegen Milošević bereits seit Jahren ermittelt wurde, sei die Anklage vor dem Haager Tribunal, die die jugoslawische Regierung in außergewöhnlicher Weise als „verbrecherisches Regime“ bezeichnete, erst durch „zuvor zurückgehalten[es]“, nachrichtendienstliches Material der USA und Großbritanniens ermöglicht worden. Aufgrund dieser Initiativen der USA und Großbritanniens sei das Gericht in die Lage versetzt worden, den politischen Widerstand in westlichen Hauptstädten gegen eine Anklage zu überwinden. Der zeitlich vor dem NATO-Angriff liegende Vorfall von Račak spiele dabei als Anklagepunkt eine besondere Rolle, da er eine Ausnahme unter den vielen sonstigen Anklagepunkten bildet, die erst nach den im März begonnenen NATO-Luftangriffen betreffende Vorgänge betreffen. Das Ziel der Anklage sei es, so Chomsky, „das NATO-Bombardement als Reaktion auf Verbrechen zu interpretieren, die beinahe drei Monate zuvor begannen, während sie lediglich Beweismaterial für Verbrechen vorlegt, die nach Beginn der Bombardierungen begangen wurden.“ Das „Massaker von Račak“ könne aber kein Motiv für die Luftangriffe sein, da OSZE- und andere internationale Beobachter, auch solche der NATO, berichtet hätten, „es habe sich dabei um ein isoliertes Ereignis gehandelt, auf das in den darauffolgenden Monaten bis zum Bombardement der NATO nichts Vergleichbares gefolgt sei“.
Heftige Anschuldigen wurden gegen das Haager Tribunal laut, nachdem dieses dem Angeklagten Milošević am 2. September 2004 das vom Gericht selbst als „fundamentales Menschenrecht“ bezeichnete und in den Statuten des Haager Tribunals festgeschriebene Recht entzog sich selbst zu verteidigen. Dies geschah unmittelbar nach Beendigung Miloševićs Eröffnungserklärung, in der er angekündigt hatte, westliche Führer als Zeugen laden zu lassen. Als Begründung für den Entzug des Rechts führte das Gericht an, Milošević sei zu krank, um sich selbst zu verteidigen. Die bisherigen Prozessbeobachter, die amici curiae Steven Kay und Gilian Higgins wurden ihm gegen seinen ausdrücklichen Willen als Pflichtverteidiger zugewiesen. Darauf kam es zu einem großangelegten Zeugenboykott. Über 260 Zeugen erklärten, sie wollten unter solchen Umständen nicht als Zeugen auftreten und verlangten, dass der Angeklagte sein Recht auf eigene Verteidigung zurückerlange. Der frühere Botschafter Kanadas in Jugoslawien, James Bissett, schrieb in einem Brief an die Pflichtverteidiger von einem „stalinistischen Schauprozess“ und einer „Pervertierung des Rechts“ in Den Haag und weigerte sich, unter diesen Umständen als Zeuge zu erscheinen. George Kenney, früherer Balkan-Experte des US-Außenministeriums, nannte den Prozess in Den Haag in einem Brief an den Angeklagten einen „politischen Schauprozess“ und verweigerte ebenfalls den Auftritt als Zeuge unter den geltenden Bestimmungen. Yves Bonnet, ehemaliger Chef des französischen Geheimdienstes, erklärte vor Journalisten in Paris, es sei nicht wahr, dass er sich geweigert habe, als Zeuge aufzutreten. Er werde zugunsten Miloševićs aussagen und seine Unschuld beweisen. Am 23. September 2004 begründeten die Richter schriftlich ihre Entscheidung, wonach das Recht der „Selbstverteidigung“ des Angeklagten dem Recht auf einen fairen Prozess untergeordnet sei. Sie warnten den Angeklagten, er werde die Konsequenzen tragen müssen, wenn er die Kooperation mit den Pflichtverteidigern weiter ablehnt. Darauf legte der Pflichtverteidiger Steven Kay am 29. September 2004 seine Berufung ein, in der er unter anderem das Argument der Richter bestritt, das Recht des Angeklagten sei dem Recht auf einen fairen Prozess untergeordnet. Es sei, so Kay, vielmehr die minimale Bedingung für einen fairen Prozess. Zudem bezeichnete er es als Widerspruch, den Angeklagten einerseits als verhandlungsfähig zu erklären, andererseits aber für zu krank, um sich selbst zu verteidigen. Anfang November 2004 revidierte das Appellationsgericht des ICTY mit einem Doppelbeschluss die Entscheidung der Richter. Danach durfte der Angeklagte seine Verteidigung selbst führen, doch blieben die Pflichtverteidiger in Bereitschaft für den Fall, dass er erneut wegen Erkrankung verhandlungsunfähig werden sollte. Als Milošević im April 2005 für wenige Tage die Teilnahme an der Verhandlung aufgrund Bluthochdrucks untersagt wurde, beriefen sich die Richter auf diesen Beschluss von November 2004 und entschlossen sich, den Prozess in absentia fortzusetzen. Erneut weigerten sich Zeugen, in Abwesenheit des Angeklagten auszusagen, weshalb das Gericht den Zeugen Kosta Bulatović wegen Missachtung des Gerichts anklagte. Der eingesetzte Pflichtverteidiger Steven Kay, der selbst vor der niederländischen Anwaltskammer unter Anklage stand, dass er gegen den ausdrücklichen Wunsch des Angeklagten zugestimmt habe, als sein Anwalt aufzutreten, warnte darauf das Gericht eindringlich vor schwerwiegenden Verfahrensfehlern. Namhafte Den Haager Juristen warfen dem Haager Tribunal solche Fehler vor. Sie sprachen dem nach seiner Aussageverweigerung wegen Missachtung des Gerichts angeklagten Kosta Bulatović das verbürgte Recht auf einen unabhängigen Gerichtshof zu, der daher nicht derselbe Gerichtshof sein dürfe, der sich von der Missachtung betroffen fühlt. Zudem sei die Prozessführung in absentia zweifelhaft und verstoße gegen mehrere völkerrechtliche Bestimmungen und gegen Art. 21.4 (D) der Statuten des Tribunals. Weiterhin sei ein Verfahren in absentia im Beschluss der Berufungsinstanz von November 2004 nicht eindeutig festgelegt worden und die Anklage gegen Bulatović könne demnach unter Umständen gegenstandslos werden. Das Haager Tribunal führte das Verfahren gegen Bulatović jedoch in der Folge trotz dieser Einwände selbst durch. Es verurteilte ihn nach der Anklage vom 20. April 2005 wegen Missachtung des Gerichts zu einer aus ernsten Gesundheitsgründen auf zwei Jahre ausgesetzten Freiheitsstrafe von vier Monaten und bestätigte das Urteil im Berufungsverfahren am 29. August 2005 mit dem Hinweis, es sei für den Tatbestand der Missachtung des Gerichts irrelevant, ob eine Durchführung des Verfahrens in absentia des Angeklagten rechtmäßig gewesen ist oder nicht.
Branislav Tapušković, Belgrader Rechtsanwalt und amicus curiae im Milošević-Prozess vor dem Haager Tribunal, trägt mit Hinweis auf seine über 40-jährige Erfahrung mit schwerwiegenden Verbrechen und mit Gerichtsverfahren in einer serbischen Fernsehdokumentation von 2009 vor, dass Sachbeweise weit bedeutender als Personenbeweise seien und dass die Sachbeweise während des Milošević-Prozess seiner Ansicht nach unzweifelhaft gezeigt hätten, dass die Getöteten, ob nun Zivilisten oder Soldaten, nicht an dem Platz getötet wurden, wo sie als Opfer gefilmt wurden. Die Frage, wie sie ums Leben gekommen sind, sei eine getrennte zu klärende Frage. Er behauptet, dass das zur Verfügung stehende Bildmaterial Manipulationen an den Leichen belege und verweist darauf, dass zum Beispiel eine Leiche auf einem der „Tatort“-Fotos vollständig isoliert liegend fotografiert wurde, während sie auf einem anderen „Tatort“-Foto an einer völlig anderen Stelle, in einer dichten Gruppe von Leichen und in einer Körperhaltung, in der sie nicht gestorben sein kann, liege. Die Anklage habe sich im Milošević-Prozess auf den Fall Račak konzentriert, zu dem die meisten Zeugen und Experten befragt im Prozess wurden. So sei es unerfindlich, wieso der Fall Račak unvermittelt vor dem Prozess gegen Milutinović und Andere aus den Anklageschriften entfernt wurde. Nerma Jelačić, seit 2008 Sprecherin am Haager Tribunal, die als 15-Jährige vor einer „ethnischen Säuberung“ durch Serben aus ihrer bosnischen Heimatstadt Višegrad geflohen war, 2003 Leiterin des bosnischen Büros des IWPR, 2005 Leiterin des BIRN-Büros in Sarajevo und Herausgeberin von Balkan Insight und Justice Report wurde antwortete auf die Frage, warum der Fall Račak aus der Anklage entfernt wurde, dass dies laut den Beschlüssen des Gerichts nicht wegen fehlender Bedeutung oder Beweise für die Belastung der sechs Angeklagten geschehen sei, sondern weil die Art des Verbrechens nicht mit der Kernthese der Anklage der aktuellen Anklageschrift kompatibel sei, da alle sechs der Deportation und Verfolgung von Menschen beschuldigt würden. Račak betreffe Tötungen und falle nicht in die Gruppe der 13 Bezirke, auf der die laufende Anklage beruhe. Eine Entscheidung, ob der Fall Račak wieder aufgenommen werde, habe die Strafkammer unter Leitung von Richter Bonomy zu treffen. Tapušković entgegnet dieser Argumentation, dass Račak das Schlüsselereignis sei, das das Gericht zu beurteilen habe. Die unerlässliche Bestätigung oder Widerlegung der in der Anklageschrift erhobenen Vorwürfe habe das Haager Tribunal geschickt mit der Ausgliederung des Falles Račak umgangen, so dass sich niemand mehr mit dem Fall Račak beschäftigen werde und eine Antwort über die Frage der Berechtigung des NATO-Angriffs unmöglich werde.
Nach Ansicht von Olaf Müller „krankt [der Milošević-Prozess] an einer ganzen Reihe methodischer Schwächen, auf die Milošević und seine Anhänger werden verweisen können, um das Ergebnis zu diskreditieren“. Müller kritisiert den „notorischen Zeitmangel“ bei der Behandlung von Zeugenaussagen im Milošević-Prozess und seine misslichen Folgen. Das Gericht habe die von Milošević selbst vorgenommene Verteidigung „immer wieder davon abgehalten, Zeugen der Anklage ausführlich ins Kreuzverhör zu nehmen; am Ende des Prozesses“, so Müller, „wird der Angeklagte behaupten können, er sei unfair behandelt worden.“ Andererseits seien vor dem Haager Tribunal im Fall Račak Meta-Zeugen, also Zeugen, die ihrerseits Augenzeugen gehört haben und deren Evidenz vor dem ICTY zusammenfassen, vernommen worden. Derartige Zusammenfassungen seien jedoch nicht nur bei juristischen, sondern auch bei moralischen Bewertungen von Kriegen gegen Kriegsverbrecher methodisch bedenklich. So hatte Milošević es gegenüber dem Gericht als unangemessen dargestellt, wenn Zeugen, die keine Augenzeugen waren, über drei Tage hinweg vernommen wurden, die Zeit für die Vernehmung und das Kreuzverhör des KVM-Beobachters Maisonneuve als einzigem, der am 15. Januar selbst vor Ort gewesen sei, beschränkt werde. Müller bemängelt, die von der Anklage ausgewählten Zeugen hätten laienhafte Schlüsse von Gräueltaten formuliert, die sich gerichtsmedizinisch nicht halten ließen.

### Vorwürfe zur Rolle von Joschka Fischer, Rudolf Scharping und rot-grüner Regierung
Debatten im Deutschen Bundestag rückten im Jahr 2000 den angeblichen Hufeisenplan und das sogenannte „Massaker von Račak“ in das Zentrum der Kontroverse um die westliche Informationspolitik im Kriegsjahr 1999. Karl Lamers warf der rot-grünen Regierung von 1999 als außenpolitischer Sprecher der CDU vor dem Bundestag vor, dass der sogenannte Hufeisenplan und der Vorfall in Račak vor allem deshalb eine so große Bedeutung erlangt hätten, weil Vertreter der rot-grünen Bundesregierung diese Themen 1999 in „moralisch so überhöhter Form“ gebraucht hätten. Christian Schmidt von der CSU hob hervor, dass diese moralische „Überhöhung“ in den Bundestagsdebatten der Regierung vor allem dazu gedient habe, die Linken im eigenen Regierungslager von einer Notwendigkeit des NATO-Einsatzes zu überzeugen. Den Vorwürfen gegen die rot-grüne Regierung, den Vorfall in Račak bewusst überhöht und instrumentalisiert zu haben, um eine moralisch begründete Kriegslegitimation für den kriegsablehnenden Teil der rot-grünen Regierung oder ihrer Wählerschaft zu schaffen, hielt Joschka Fischer in einer Rede entgegen, dass Račak nicht direkt zu den Luftangriffen geführt habe, sondern zunächst zu Verhandlungen in Rambouillet. Dem Vorwurf aus Reihen seiner eigenen Partei, mit dem kaum verhandelbaren Vertragsentwurf von Rambouillet und den in ihm enthaltenden Bedingungen wie dem Annex B der serbisch-jugoslawischen Seite ein unannehmbares Ultimatum gestellt zu haben, das lediglich als Alibi für die Luftangriffe dienen sollte, hatte Fischer schon in seiner Rede auf dem Sonderparteitag in Bielefeld im Mai 1999 erwidert, der Vertrag von Rambouillet sei an der Person Milošević gescheitert. Milošević habe den Kosovokrieg unter Verfolgung einer großserbischen Strategie als Fortsetzung der jugoslawischen „Erbfolgekriege“ und in Form eines „ethnischen Vernichtungskriegs“ mit Vergewaltigungen und „Terror“ an der Zivilbevölkerung beabsichtigt und sei an keiner friedlichen Lösung interessiert gewesen. In Bezug auf das sogenannte „Massaker von Račak“ stritt Fischer in seiner Rede im Jahr 2000 ab, den NATO-Krieg gegen Jugoslawien unter Vorspiegelung falscher Tatsachen begonnen und Fakten manipuliert zu haben und warnte vor einer „Mythenbildung“. Fischers Parteikollegin Annelie Buntenbach forderte darauf eine gründliche Aufklärung über den Vorfall in Račak und den sogenannten Hufeisenplan. Wenn beides, wie im Jahr 2000 gesagt werde, nicht so wichtig für die Kriegsentscheidung gewesen sein solle, frage sie sich, warum dies im Jahr 1999 ganz anders geklungen habe.
Ludger Volmer, Staatssekretär im Außenministerium, der den politischen Werdegang von Joschka Fischer über einen langen Zeitraum begleitet hatte, hatte zwei Tage nach dem Beginn der NATO-Luftangriffe gegen Jugoslawien, am 26. März 1999, den Vorfall in Račak als ausschlaggebendes Moment für die aktive Unterstützung der pazifistisch beeinflussten Partei der Grünen für den, so Volmer, „völkerrechtlich umstrittenen“ militärischen Angriff dargestellt. Es habe sich am 15. Januar in Račak um ein Massaker an Zivilisten gehandelt, das in Zusammenhang mit einer geplanten Vertreibung und Vernichtung der kosovo-albanischen Bevölkerung durch die Serben zu sehen sei: „Das Hinschlachten von Zivilisten durch die Serben im Januar in Racak erforderte eine deutliche Reaktion des Westens. Alle Analysen deckten sich in dem Befund, dass ohne Reaktion die Serben glauben würden, sie hätten nun freie Bahn für ihre Vertreibungs- und Vernichtungspolitik.“ Der grüne Außenminister Joschka Fischer habe „unter großem persönlichen Einsatz“ und zusammen mit den Beamten des deutschen Auswärtigen Amtes die übrigen Außenminister nach dem Vorfall von Račak von einer „schnellen Bombardierung“ abbringen und zur Ausrichtung eines „Verhandlungsprozesses“ in Rambouillet bringen können. Dieser sei aber ausschließlich an der Persönlichkeit von Milošević, der sich wie Adolf Hitler verhalte und keinen Frieden wolle, gescheitert: „Das, was Milosevic betreibt, ist Völkermord. Und er bedient sich der gleichen Kategorien, derer Hitler sich bedient hat. […] Der Friedensprozess ist ausschließlich an Milosevic gescheitert, weil dieser Mann keinen Frieden will.“ „Die grüne Vorstellung, mit Verhandlungen und auf friedlichem Wege auch die schwierigsten Konflikte lösen zu können, brach sich am Charakter Milosevics. Mehreren Gesprächspartnern gegenüber betonte M., er sei der Stärkere in diesem Konflikt, denn er sei bereit, über Leichen zu gehen, während der Westen Rücksicht zu nehmen habe auf die Sensibilitäten der zivilisierten Welt.“
Die in Volmers Aussagen über die Bedeutung des Vorfalls in Račak auch erwähnte und Milošević zugeschriebenen Äußerung, dass Milošević seinen Vorteil darin sehe, über Leichen gehen zu können, der Westen dazu aber nicht in der Lage sei, war über die Vermittlung der Medien als berüchtigtes zynisches Zitat von Milošević geradezu historisches Allgemeingut geworden. Weitere etwas voneinander abweichende Fassungen waren zum Beispiel in der FAZ (26. Mai 1999, von Peter Scheider), in Der Spiegel (10. Januar 2000) und in Scharpings „Tagebuch“ zum Kosovokrieg (als – allerdings nachträglicher – Eintrag zum 24. März 1999, dem Tag der ersten NATO-Luftangriffe) erschienen. Zweifel an der Urheberschaft des Milošević unterstellten Zitats wurden im Mai 2000 von der Zeitschrift konkret und 2004 in Jürgen Elsässers „Kriegslügen“ laut. Sie machen den Widerspruch zu einer Version in der Die Zeit (12. Mai 1999, von Gunter Hofmann) geltend, nach der nicht Milošević den Ausspruch getätigt, sondern lediglich Joschka Fischer ihn selbst erdacht und auf Milošević projiziert hatte: „Ziemlich erschrocken erinnerte Joschka Fischer sich später einmal an diesen Moment. Milosevic sei ihm vorgekommen wie einer, der ihm in die Augen sieht und schweigend mitteilt: ‚Ich gehe über Leichen, und das kannst du nicht!‘“ Polónyi kommt (2010) zu dem Schluss, dass das angebliche Milošević-Zitat vermutlich schon vor seiner ersten Veröffentlichung unter den Politikern kolportiert wurde, wahrscheinlich lediglich auf eine Projektion von Joschka Fischers eigenen Gedanken auf die Person von Milošević zurückgeht und von Fischer möglicherweise in verschiedenen Versionen verbreitet wurde.
Wie Fischer hatte auch der Verteidigungsminister Rudolf Scharping den Vorfall in Račak öffentlich als entscheidendes und auslösendes Ereignis dargestellt. Noch in höherem Maße als Fischer begründete auch Scharping mit „hoch-emotionalen Reden im Bundestag“ die der Meinung der beiden verantwortlichen Bundesminister nach notwendige Entscheidung für den Krieg und plädierte auf dieser Grundlage zusammen mit Fischer für die erstmalige militärische Beteiligung der Bundeswehr an einem Krieg. Als das sogenannte „Massaker von Račak“ und das Scheitern des Vertrags von Rambouillet sich gegenüber der westlichen, insbesondere der deutschen, Öffentlichkeit als unsichere Basis für die Rechtfertigung des fortdauernden Krieges erwiesen, trat Scharping mit der Vorstellung verschiedener Gräueltaten im Kosovo an die Öffentlichkeit, die seiner Meinung nach von den Serben verübt worden seien und die Existenz eines schon vor dem sogenannten „Massaker von Račak“ entworfenen und teilweise bereits umgesetzten Plans zur systematischen Vertreibung oder Vernichtung der Kosovo-Albaner durch die Serben belegen sollten. Dazu zählten unter anderem das angebliche Konzentrationslager im Norden von Priština, die angebliche Operation Hufeisen, das angebliche „Massaker von Rogovo“ oder das angebliche Aufschlitzen der Bäuche schwangerer Frauen und anschließende „Grillen“ ihrer Föten. Dabei hatten sich besonders Rudolf Scharping und Joschka Fischer wie „Aktivisten“ in den deutschen Medien präsentiert. Thomas Deichmann urteilt: „Wie in kaum einem anderen Land wurde in Deutschland von der politischen Elite das Vokabular des Holocaust instrumentalisiert.“ Moralisierende Begründungen des Krieges seien in den Mittelpunkt gerückt worden. Die westlichen Kriegsführer hätten sich weitgehend aus dem Informationspool der NATO bedient. Deren Strategen seien von US-amerikanischen PR-Firmen und der „International Public Information Group“ (IPI) unterstützt worden, einer von der US-Regierung eigens eingerichtete Arbeitsgruppe aus Militärs, Diplomaten und Geheimdienstleuten mit dem Auftrag, „Emotionen, Motive, objektives Hinterfragen und letztlich das Verhalten ausländischer Regierungen, Organisationen, Gruppen und Individuen zu beeinflussen“.

## Bewertung
Als „Massaker von Račak“ bekanntgeworden, führte der Vorfall unter dem gewonnenen Eindruck der Verletzung der Menschenrechte zu einem internationalen Aufschrei und hatte bedeutende Konsequenzen für eine schärfere Haltung der internationalen Gemeinschaft gegenüber der serbisch-jugoslawischen Bundesrepublik und ihrer Führung. Er bildete den Ausgang für den Entwurf des Vertrags von Rambouillet, für die Gangart der NATO bei der Steigerung der militärischen Drohungen gegenüber der BRJ und wurde zum Sinnbild eines Wendepunkts von einer ferner rückenden friedlichen Konfliktlösung zu einem als Notwendigkeit erachteten militärischen Eingreifen.
Während die Bedeutung des „Massakers von Račak“ auf die Meinungsbildung der internationalen Öffentlichkeit weitgehend übereinstimmend als außerordentlich hoch eingeschätzt wird, bestehen diametrale Unterschiede in der Bewertung der Angemessenheit der Reaktion von NATO und EU auf das Ereignis und seine Rahmensituation. Auch in der Beurteilung der Stichhaltigkeit der gegen Jugoslawien erhobenen Vorwürfe blieben gegensätzliche Positionen bestehen. Führende Politiker der westlichen Allianz stellten – teilweise mit Bezug auf den Vorfall in Račak – für die Situation im Kosovo den Aspekt der humanitären Situation und des regierenden Regimes in Jugoslawien in den Vordergrund (z. B. Bill Clinton, Gerhard Schröder) und verwendeten dafür auch Vergleiche mit dem nationalsozialistischen Dritten Reich und dessen Genozid an den Juden (z. B. Joschka Fischer, Rudolf Scharping, Peter Struck, US-Botschafter David Johnson). Der ohne UN-Mandat erfolgte Eingriff in die staatliche Souveränität Jugoslawiens wurde dabei minder thematisiert oder in den Zusammenhang einer aus Verletzung von Menschenrechten resultierenden Schaffung eines neuen Verantwortungskonzeptes (z. B. Wolfgang Petritsch) gestellt. Auf der anderen Seite sehen Gegner des NATO-Krieges gegen Jugoslawien (z. B. Edward S. Herman, Diana Johnstone, Willy Wimmer, Noam Chomsky) die Frage der Menschenrechtsverletzungen als vorgeschobene Legitimation für die Aushebelung völkerrechtlicher Grundlagen durch die westliche Allianz an. Dabei wird teilweise auch das berichtete Ausmaß oder grundsätzliche Vorliegen einer „humanitären Katastrophe“ für die Situation im Kosovo insbesondere vor Beginn des NATO-Krieges gegen Jugoslawien in Frage gestellt, das eine militärische Intervention hätte rechtfertigen können.

### Račak als Teil des Hufeisenplans
William Walker, der Leiter der OSZE-KVM, sah Račak als das erste von der OSZE-KVM dokumentierte Massaker an. Schon vorher hätten aber mehrere Massaker stattgefunden. In diesem Sinne ordnete eine TV-Dokumentation des Bayerischen Rundfunks die Ereignisse in Račak als Teil der Umsetzung des Hufeisenplans ein:

„Im Dezember 1998 beginnt die jugoslawische Armee offenbar mit der Umsetzung jenes Plans, der später unter dem Namen ‚Operation Hufeisen‘ bekannt werden soll. Das Ziel: die endgültige Vernichtung der UÇK und die Vertreibung der albanischen Bevölkerung. […] Bei ihren Aktionen treten jugoslawische Polizei und paramilitärische Einheiten nun immer offener auf. Die unbewaffneten Beobachter, gerade erst seit einigen Wochen im Einsatz, stehen hilflos zwischen den Fronten. Ihnen bleibt nur Buchhalten über den Tod. Die Beobachter unter William Walker werden selber bedroht und angegriffen. Ihre Mission droht zu scheitern. Und dann der 16. Januar 1999. In dem Dorf Račak finden OSZE-Beobachter 46 Leichen.“

### Račak als Muster für nachfolgende Ereignisse im Kosovo
Die OSZE sah die Vorfälle in Račak als Muster für eine Reihe nachfolgender Aktionen der serbisch-jugoslawischer Seite gegen Kosovo-Albaner, bei denen die Zivilbevölkerung schwer misshandelt wurde.
Das Massentöten bei Račak am 15. Januar 1999 sei ein Präzedenzfall für zahlreiche andere Gräueltaten geworden. Zu diesen weiteren Ereignissen zählten Tötungen von Kosovo-Albanern bei Rakovina und der Rogovo-Vorfall noch im Januar, der Beschuss von Dörfern der Gemeinde Vushtrria und die Vertreibung ihrer Bewohner im Februar und März, das Abbrennen und Zerstören ziviler Häuser in Kaçanik durch Militär und Polizei im Februar sowie eine Polizei-Razzia in einem albanischen Stadtteil von Priština Anfang März.
Laut William Walker setzte sich das Muster nach dem Abzug der OSZE-KVM fort: „Als wir das Kosovo mit Ziel Mazedonien verließen, war die serbische Armee direkt hinter uns. Sie begann sofort, nach dem Muster von Račak vorzugehen: Sie umzingelte ein Dorf, bombardierte es, tötete und vertrieb die Bewohner. Dann plünderten sie alles und steckten die Häuser in Brand.“

### Račak als Wendepunkt internationaler Interventionsparadigmen
Nach Wolfgang Petritsch, dem österreichischen Botschafter und EU-Beauftragten für den Kosovo und die Kosovo-Verhandlungen, führte die Anwesenheit und die „ausgewogene“ Berichterstattung der KDOM im Kosovo durch einen „jener seltenen Fälle, in denen bereits während eines Konflikts mit Berichten durch vor Ort tätige Vertreter der internationalen Gemeinschaft Menschenrechtsverletzungen objektiv aufgezeigt wurden“ zu einer Situation, die die „Reaktionen der Staatengemeinschaft“, insbesondere UN-Sicherheitsrat und die Balkan-Kontaktgruppe (Deutschland, Frankreich, Italien, Russland, das Vereinigte Königreich und die Vereinigten Staaten), beschleunigt habe.

„Dieser neue Ansatz bei der Bewältigung eines innerstaatlichen Konflikts bereitete den Boden für den wenig später folgenden Paradigmenwechsel in den internationalen Beziehungen. Historisch betrachtet ist der Kosovo-Konflikt einer der ersten Fälle, in denen die Souveränität eines Staates – das Kernelement der internationalen Ordnung seit dem Westfälischen Frieden 1648 – von der internationalen Staatengemeinschaft in Frage gestellt wurde. Die anhaltenden schwerwiegenden Menschenrechtsverletzungen, die durch jugoslawische Sicherheitskräfte gegenüber den Bürgern des eigenen Landes erfolgten, lösten ein grundlegendes Überdenken des traditionellen Konzepts der absoluten Staatssouveränität aus. Das bahnbrechende neue Konzept der Verantwortung zum Schutz (Responsibility to Protect), das schließlich wenige Jahre später auf dem Weltgipfel der UNO 2005 in New York als global geltendes Prinzip angenommen wurde, hatte ihre tatsächliche Erstanwendung bereits 1998/99 im Kosovo erfahren.“

Nachdem Russland weder gegen das verstärkte Engagement der NATO noch gegen die Leitung der OSZE-Mission durch einen US-Amerikaner, William Walker, vorgegangen war, bereitete der Vorfall in Račak den Boden von einem Wechsel von der Shuttle Diplomacy zur Coercive Diplomacy:

„Die dramatischen Ereignisse, die dem Massaker an 45 Kosovo-Albanern durch jugoslawische Sicherheitskräfte im kosovarischen Dorf Račak Mitte Januar 1999 folgten, markieren einen Wendepunkt in der Kosovo-Krise. Waren die USA nunmehr zu einem militärischen Eingreifen bereit, waren die Europäer trotz ihrer Angst vor einem weiteren Srebrenica von militärischen Lösungen weniger überzeugt. Sie plädierten für eine Friedenskonferenz im Stil von Dayton. So wurden bald darauf beide Konfliktparteien zu einem Gipfel in der Sommerresidenz des französischen Präsidenten in Rambouillet (und später in Paris) bestellt, wo ein allerletzter Anlauf zur Lösung der Kosovo-Frage im Rahmen einer Autonomie innerhalb Jugoslawiens unternommen wurde.“

### Račak als Katalysator einer bereits beschlossenen Intervention
Dabei war der Vorfall in Račak laut Polónyi nur der Anlass für eine bereits beschlossene Erhöhung des Drucks seitens des Westens. Noch bevor die Eskalation von Račak bekanntgeworden war, waren sich die westlichen Regierungen Mitte Januar bereits einig, dass das Holbrooke-Milošević-Abkommen als gescheitert zu betrachten sei. Am 15. Januar 1999, also am Tag und noch vor Bekanntwerden des Vorfalls in Račak, wurde auf einer Dringlichkeitssitzung von US-Präsident Clinton mit seinen außenpolitischen Beratern der Strategieplan „Kosovo Strategy“ (auch: „Status Quo Plus“) beschlossen, nach dem sich die US-Regierung auf den Status der Autonomie für den Kosovo festlegte. Während die US-amerikanische Außenministerin Albright noch am 15. Januar mit ihrer Forderung im Weißen Haus gescheitert war, eine US- und NATO-Intervention im Kosovo voranzubringen, um zu einer entscheidenden Wende in der Kosovopolitik zu gelangen und eine Einigung zwischen der Jugoslawischen Republik und der sezessionistischen Provinz Kosovo zu erzwingen, hat offenbar der Vorfall in Račak in einer für ein Einzelereignis sehr ungewöhnlichen Weise zu einer zügigen Wende der westlichen Balkan-Politik geführt. Der Vorwurf der „Gräueltat“ vermochte zunächst die US-amerikanische Regierung („Administration“) und daraufhin die weiteren NATO-Verbündeten davon zu überzeugen, dass es sich um einen im Kern ethnischen Konflikt handelt, der eine langfristige Lösung anstelle eindämmender Maßnahmen erfordere. Die US-Regierung forderte nun einen sofortigen Militärschlag, während sich EU und Kontaktgruppe, also den Vertretern aus Großbritannien, Frankreich, Deutschland, Italien, Russland und den USA, für eine umgehende Einleitung „umfassender Verhandlungen“ aussprachen.
In ähnlicher Weise sieht Andreas Zumach, UN-Korrespondent der taz, den Vorfall in Račak als entscheidenden Wendepunkt auf dem Weg in einen völkerrechtswidrigen Krieg, der unter Bruch sowohl der UN-Charta, als auch des deutschen Grundgesetzes sowie des Zwei-plus-Vier-Vertrages zur Herbeiführung der deutschen Einheit erfolgt sei. Weder habe vor Beginn der NATO-Militärintervention ein Völkermord begonnen noch unmittelbar gedroht. Dem UN-Sicherheitsrat hätten zudem andere Mittel als Krieg zur Druckausübung auf das „Milošević-Regime“ zur Verfügung gestanden. Die offiziell geführte Behauptung, Russland habe sein Veto gegen jegliche Form der Druckausübung angedroht, sei falsch und halte den Recherchen nicht stand. Russland habe lediglich den Vorschlag von NATO und USA abgelehnt, Jugoslawien einen Krieg anzudrohen, der erstens einem Automatismus gefolgt wäre, also ohne nochmalige Beratung im UN-Sicherheitsrat, und der zweitens von NATO-Truppen anstelle von internationalen UN-Truppen ausgeführt worden wäre. Die US-Regierung habe dagegen einen detaillierten Vorschlag des US-amerikanischen Botschafters Alexander Vershbow zur Befriedung der Situation durch US-amerikanische und russische Truppen abgelehnt. Die von Milošević dem US-amerikanischen Balkanbeauftragten Holbrooke gegenüber zugestandene OSZE-Mission von 2000 Verifikateuren, die nach dem 13. Oktober 1998 vollständig hätte stationiert werden sollen, habe bis zum Dezember 1998 auch bereits zu einer weitgehenden Deeskalation geführt und hätte bei einer vollen Präsenz von den versprochenen 2.000 Verifikateuren möglicherweise zu einer dauerhaften Befriedung geführt. Diese OSZE-KVM-Mission sei dann aber vom OSZE-KVM-Leiter William Walker und den USA „hintertrieben“ worden. Die Berichte über die Verantwortlichen für den Beginn einer erneuten Eskalation im Januar 1999 seien dabei zum Teil gefälscht worden, wie aus den Enthüllungen des OSZE-Generals Heinz Loquai beziehungsweise aus BND-Berichten hervorgehe. Die gleichgewichtigen Anteile von kosovo-albanischer und serbisch-jugoslawischer Seite an der Eskalation nach Weihnachten 1998 seien auch von der politischen Führung in Deutschland, namentlich von Außenminister Joschka Fischer und vor allem von Verteidigungsminister Rudolf Scharping, fast ausschließlich der serbischen Seite zugeschoben worden. Das sogenannte „Massaker von Račak“ habe hier am 16. Januar 1999 einen entscheidenden Wendepunkt gebildet, was von den Außenministern Deutschlands und der USA – Joschka Fischer und Madeleine Albright – auch so formuliert worden sei. Der Vorfall in Račak sei sofort ohne nähere Untersuchung vom US-amerikanischen OSZE-KVM-Chef Walker der serbischen Seite als Massaker zugeschoben worden und in dieser Art um die Welt gegangen. Der 300 Seiten starke Bericht zu der Untersuchung zum Vorfall in Račak, die von der EU-Präsidentschaft, also vom deutschen Außenminister Joschka Fischer, in Auftrag gegeben worden war, belege mitnichten, dass „die Serben“ ein Massaker an der kosovo-albanischen Zivilbevölkerung verübt hätten. Der Untersuchungsbericht werde aber bis zur Gegenwart von Joschka Fischer unter Verschluss gehalten. Tatsächlich sei weiterhin unklar, was genau in Račak passiert sei, doch sei der Vorfall von Fischer und Albright als Wendepunkt zum Krieg verbreitet worden. Bei den abschließenden Verhandlungen zum Vertrag von Rambouillet im Februar/März 1999 sei der serbisch-jugoslawischen Seite dann ein für jede Regierung völlig inakzeptables Ultimatum gestellt worden, das de facto die Besetzung des Staates durch NATO-Truppen samt Kontrolle des Luftraumes und der Seewege bedeutet hätte. Die Ablehnung dieses Ultimatums sei dann als Rechtfertigung der Kriegsführung verwendet worden. Doch erst mit einer journalistischen Enthüllung Zumachs vom 6. April 1999 in der taz sei dieser geheime Vertragszusatz (Annex B) der Öffentlichkeit bekannt geworden, der die Stationierung von NATO-Streitkräften in ganz Serbien vorsah. Wenn Deutschland sich aber gegen den Krieg ausgesprochen hätte, wäre es aufgrund des notwendigen Konsensbeschlusses der damaligen NATO-Mitglieder zur Kriegsführung nicht zum NATO-Krieg im Kosovo gekommen. Fischer habe jedoch, so Zumach, eine „Auschwitzlüge“ über die Vorgänge im Kosovo verbreitet. Die deutsche rot-grüne Bundesregierung habe unter US-amerikanischen Druck das eigene Parlament belogen, die Öffentlichkeit manipuliert und die deutsche Verfassung gebrochen. In der einzigen Debatte, die zu dem Thema im Deutschen Bundestag stattgefunden hatte, habe der Staatsminister im Auswärtigen Amt, Ludger Volmer (Bündnis 90/Die Grünen), am 16. Oktober 1998 ausdrücklich versprochen, dass es allenfalls mit einem klaren Mandat des UN-Sicherheitsrates zu militärischen Maßnahmen mit deutscher Beteiligung kommen werde und dies auch nur im Fall einer erneuten Debatte und Zustimmung des Parlaments. Beide Zusicherungen seien jedoch unter dem massiven US-amerikanischen Druck von der deutschen Regierung gebrochen worden.
Als einer der Gründe für die angebliche Unzulänglichkeit der OSZE-Mission, eine Eskalation im Rahmen des Holbrooke-Milošević-Abkommens zu verhindern, wurde später von Petritsch und Pichler nicht nur der Internationalen Gemeinschaft, sondern ausgerechnet auch der jugoslawischen Regierung der Vorwurf gemacht, nicht „effektiv“ gegen eine Wiedererstarkung der UÇK vorgegangen zu sein.

### Račak als Argument für den Vertragsentwurf von Rambouillet
Nach der Forderung der US-Regierung nach einem sofortigen Militärschlag und dem Eintreten der Kontaktgruppe für umgehende Einleitung vorausgehender Verhandlungen arbeitete Petritsch nun mit seinen Mitarbeitern einen Prinzipien-Katalog aus, der den Grundkonsens für die Verhandlungen bilden sollte, nachdem das bisherige Vorgehen, ganze Abkommensentwürfe vorzulegen, keinen Erfolg gebracht hatte. Damit nahm er, ohne dies allerdings zu erwähnen, einen Vorschlag Miloševićs auf. Diese „Prinzipien und Grundelemente“ wurden dann auf dem Treffen der Kontaktgruppe am 22. Januar 1999 zur nicht mehr verhandelbaren Basis für die weiteren Verhandlungen erklärt. Damit mündete die neue Politik des Westens nach dem Vorfall in Račak im nur in sehr engen Grenzen verhandelbar gehaltenen Vertragsentwurf von Rambouillet, mit dem die USA praktisch eine Unterwerfung der jugoslawischen Führung als Bedingung für den Frieden voraussetzten. Die Neue Zürcher Zeitung schrieb dazu:

„Der Vertragsentwurf von Rambouillet sieht in seiner letzten Fassung vom 23. Februar de facto die Errichtung eines Protektorats in Kosovo vor. Dessen oberster Chef ist der OSZE-Chef in Pristina, also der Amerikaner William Walker; er erhält umfassende Befugnisse. Die Durchsetzung seiner Beschlüsse wird mit der Stationierung einer wuchtigen Nato-Streitmacht – die Rede ist von gegen 30.000 Mann – sichergestellt. Der Plan trägt die Handschrift Washingtons, das seinen Führungsanspruch im Balkan stets unterstreicht.“

Laut James Rubin, Sprecher des US-Außenministeriums, hielten die USA eine Zustimmung der Serben von vornherein für sehr unwahrscheinlich. Madeleine Albright sagte dazu: „Wenn die Serben nicht zustimmen sollten und die Albaner zustimmen sollten, dann wäre das ein sehr klarer Anlass für die Anwendung von Gewalt.“
Das Druckmittel der Luftangriffe im Falle eines Scheiterns der Verhandlungen war dabei einseitig gegen die jugoslawische Seite gerichtet, da die albanische Seite ohnehin eine Militäreinsatz der NATO anstrebte. Die NATO, die ausschließen konnte, für ihren Rechtsbruch eine Ermächtigung des Sicherheitsrates für die Anwendung von Gewalt zu erhalten, forderte die Konfliktparteien immer wieder dazu auf, die Beschlüsse des Sicherheitsrates sowie der Kontaktgruppe umzusetzen, um das eigene Vorgehen zumindest „dem Sinn und der Logik nach“, wie Petritsch und Pichler es nennen, mit dem Absichten der Vereinten Nationen vereinbar erscheinen zu lassen.

### Račak als förderndes Moment für die Interventionsduldung durch die UNO
Der Generalsekretär der Vereinten Nationen Kofi Annan, der früher UN-Sonderbeauftragter für die NATO gewesen war, forderte die NATO kurz nach dem „Massaker in Račak“ auf, „weiter die Kombination von Gewalt [force] und Diplomatie zu verfeinern, die der Schlüssel zum Frieden ist“. Und in Bezug auf Jugoslawien fügte er hinzu: „Blutige Kriege des letzten Jahrzehnts haben uns […] keinerlei Illusionen über die Notwendigkeit gelassen, Gewalt anzuwenden, wenn alle anderen Mittel versagt haben.“
Kofi Annans Haltung wurde von Seiten der westlichen Allianz als stillschweigende Zustimmung ihrer Position angesehen. Annan hatte schon im Bosnienkrieg veranlasst, dass die UN für befristete Zeit von ihrem Veto-Recht für Luftangriffe keinen Gebrauch machte und die Entscheidung für die Bombardierung ab August 1995 allein der NATO überließ, weshalb die US-Regierung im folgenden Jahr die Ablösung von Boutros Boutros-Ghali durch Annan gegen den Widerstand der übrigen einflussreichen Alliierten durchsetzte. Annan wurde später unter anderem mit dem Friedensnobelpreis und dem Westfälischen Friedenspreis geehrt.

### Račak als Alibi für den Verzicht auf diplomatische Lösungen
Nach Meinung des ehemaligen US-Außenministers Henry Kissinger von Ende Mai 1999 „standen in jedem Stadium der Kosovo-Tragödie andere Kombinationen von Diplomatie und Gewalt zur Verfügung“, doch sei „nicht klar, ob sie jemals ernsthaft erwogen wurden.“ Bei dem auf den Vorfall von Račak folgenden, sogenannten Vertrag von Rambouillet habe es sich nicht, wie oft behauptet, um Verhandlungen gehandelt, sondern um ein Ultimatum, was eine erstaunliche Abkehr der US-Regierung von der Charta der Vereinten Nationen und von multilateralen Verfahren kennzeichne, denen sie sich beim Regierungsantritt noch als verpflichtet erklärt habe. Sowohl aus politischen wie aus moralischen Gründen sei die Strategie des Luftkriegs fragwürdig, „die Serbien verwüstet, den Kosovo unbewohnbar gemacht und schon mehr Flüchtlinge und Verluste als jede andere vorstellbare Alternative kombierter Gewalt und Diplomatie erzeugt habe“.

### Račak als Beispiel eines „mythischen Massakers“ im Rahmen politischer Instrumentalisierung
Edward S. Herman und David Peterson kommen in ihrer Analyse (2010/2011) verschiedener Gewalttaten zu dem Schluss, dass die „freie“ Presse je nach politischem Kontext unterschiedliche Maßstäbe bei der Kennzeichnung von Gewalttaten anlege und somit praktisch eine Einteilung in „ruchlose“ und „gutartige“ Gewalttaten („Benign and Nefarious Atrocities“) festzustellen sei, die die Autoren als Ausdruck einer politischen Instrumentalisierung von Begriffen wie „Genozid“, „Kriegsverbrechen“, „ethnische Säuberung“, „Verbrechen gegen die Menschlichkeit“ oder „Massaker“ von Seiten der „Internationalen Gemeinschaft“ ansehen. Für den Vorfall in Račak fanden sie in einer Factiva-Datenbankabfrage 312 Verwendungen der Kennzeichnung „Massaker“ durch Zeitungen und vergleichen das Ergebnis mit Einträgen für andere Ereignisse. Beispielsweise vergleichen sie die Behandlung des „Massakers von Sabra und Schatila“ durch die Presse mit der des „Massakers von Srebrenica“ sowie die Operation Gegossenes Blei im Gazastreifen von 27. Dezember 2008 bis zum 18. Januar 2009 mit dem – so die Autoren – „mythischen Operationsplan Hufeisen“ oder das Kirchenmassaker von Liquiçá (Osttimor) vom 6. April 1999 mit der in Račak vom 15. Januar 1999. Sie kamen dabei zu dem Ergebnis, dass die „angeblichen (und überhöhten) Verbrechen“ der serbischen Führung und allgemeiner der ethnischen Serben in „dramatischer“ Weise härter als die übrigen verglichenen Beispiele behandelt wurden. Das ICTY habe für Jugoslawien dargelegt, dass „die Tötung aller Mitglieder des Teils einer innerhalb eines kleinen geographischen Gebiets ansässigen Gruppe […] als Genozid bezeichnet werden könnte, wenn sie in der Absicht verübt wurde, den Teil der Gruppe zu zerstören, der als solcher in diesem kleinen geographischen Gebiet ansässig sei.“ Die Pressewelt habe sich auf den Vorfall in Račak dreimal häufiger als Massaker bezogen als auf den in Liquiçá, obwohl es sich bei Račak „nahezu sicher“ um ein „mythisches Massaker“ handele, während in Liquiçá ein reales Massaker stattgefunden habe, bei dem zudem mehr Menschen getötet worden seien. Der Vorfall in Račak sei trotz der bestehenden Zweifel an einem Ablauf als Massaker zweckdienlich für die Interessen der US-Regierungsfunktionäre zu jener Zeit gewesen, um die Politiker der USA und des Westens für einen NATO-Angriff auf Jugoslawien vorzubereiten, indem er eine geeignete Rechtfertigung für den folgenden Krieg gegen „Serbien“ geboten habe. Dagegen sei das Massaker von Liquiçá für die USA ungelegen gekommen, da es von einem „geschätzten Klienten“ verübt worden sei, der jahrzehntelang von den USA Unterstützung und Anerkennung erhalten habe. So sei das Massaker in Liquiçá weniger als drei Monate nach dem Vorfall Račak durchgeführt worden, während die Aufmerksamkeit der „beschäftigten Welt“ auf die „Genozid“-Vorwürfe im Kosovo gerichtet gewesen sei. Die Argumentation des deutschen Rechtsanwalts Marc Weller, der für die UÇK bei den sogenannten Verhandlungen in Rambouillet als Rechtsberater tätig war, bezeichnen Herman und Peterson als Zusammenfassung der von William Walker geleiteten Mission im Kosovo: „die zufällige [sic] Entdeckung des Račak-Massakers […] machte es schwierig für die NATO, ihre Untätigkeit zu legitimieren.“ Diese Mission habe in der Schaffung eines casus belli für das „‚humanitäre‘- Interventions-Regime bestanden“.
Edward S. Herman und David Peterson zählen allerdings selbst die wegen umstrittener Beweiskraft in der westlichen Literatur ganz überwiegend abgelehnten Schmauchspurentests des serbischen forensischen Teams als Beleg für ihre Behauptung an, dass es sich bei dem Vorfall in Račak um kein Massaker gehandelt habe, da die Opfer keine unbewaffneten Zivilisten gewesen seien, sondern „vorwiegend, wenn nicht ausschließlich, durch Kampfhandlungen und eben nicht durch Exekution bedingte Tote“.

### Račak als Gegenstand „humanitärer“ Interventionsethik zur Legitimierung von Militärinterventionen
Nach Diana Johnstone soll die Verkündung bzw. Konstruktion humanitärer Katastrophen dazu dienen, eine internationale humanitäre Intervention mit der Bestrafung der Täter und Beendigung des Leids zu legitimieren und eine Diskussion politischer Probleme oder Lösungen zu unterbinden, die daher als „Beleidigung der Opfer“ dargestellt werde. Eine Schlüsselvoraussetzung bildet nach Johnstone, dass „Menschenrechtsverletzungen als Kern des Konflikts“ dargestellt werden, wie dies im KVM-Bericht unter Walker für den Vorfall in Račak geschehen ist. Johnstone sieht die Arbeit der OSZE als Instrument der ideologischen Rechtfertigung des NATO-Kriegs gegen Jugoslawien innerhalb einer neuen Ordnung europäischer Sicherheitspolitik an. Ihrer Meinung nach besteht ein „überwältigender Einfluss der USA nach dem Ende des Kalten Krieges“, unter dem die USA „alle wesentlichen internationalen Organisationen zugunsten der eigenen politischen Optionen“ manipulieren konnten. Das in der Endphase des Kalten Krieges getroffene Abkommen von Helsinki (KSZE), das zur Bildung der OSZE führte und für die Warschauer-Pakt-Staaten eine Versicherung ihrer „territorialen Integrität und staatlichen Souveränität“ durch den Westen beinhaltete sowie dem Westen gegenüber eine Anerkennung der „Menschenrechte“ als wesentliche Komponente europäischer Sicherheit einschloss, sei seit der Anerkennung der nicht ausgehandelten, einseitigen Sezession Sloweniens und Kroatiens von der jugoslawischen Bundesrepublik durch Deutschland und andere NATO-Staaten verletzt worden. Nach einer neuen „NATO-Doktrin“ rechtfertige jede Situation, die eine Region zu „destabilisieren“ und damit die „Sicherheit“ zu bedrohen scheint, eine militärische Intervention. Die Behauptung, dass Menschenrechtsverletzungen die Ursache des Kosovo-Konflikts darstellten, habe die Funktion, die NATO-Doktrin der „humanitären Intervention“ zu stützen. Nach Johnstones Einschätzung habe aber gerade die Aufgabe des Prinzips der „territorialen Integrität“ durch NATO-Staaten im Falle Jugoslawiens die bewaffneten Sezessionsbewegungen gefördert und damit die „Sicherheit“ in der Region gefährdet. Die Bedeutung der seit den Luftangriffen auf serbisch-bosnische Truppen in Bosnien-Herzegowina 1995 gezeigten Parteinahme der USA gegen die Serben liege für die USA jedoch weniger in der humanitären Situation der Bevölkerung in Bosnien, sondern in der Manifestation der uneingeschränkten Führungsübernahme in Europa durch die USA, wie sie auch von Richard Holbrooke bestätigt worden sei.

### Račak im Kontext des „Schurkenstaat“-Konzepts
In ähnlicher Weise wie Diana Johnstone sieht auch Heinz Loquai, Brigadegeneral a. D. und ehemaliger militärischer Berater bei der deutschen OSZE-Vertretung in Wien, die deutsche Politik während des Kosovo-Konflikts im Kontext des von den USA übernommenen Konzepts des Schurkenstaats, nachdem eine Bestrafung für begangenes Unrecht und Verhindern neuer Gräueltaten als Ziele der Politik dargestellt worden sind, um die tatsächlich betriebene, eigene Interessenpolitik vor der Öffentlichkeit zu rechtfertigen und zu bemänteln. Innerhalb dieses Konzept sei die jugoslawische Politik enorm auf einen „Schurken“, den jugoslawischen Präsidenten, Slobodan Milošević, personalisiert worden, mit dem man aus moralischen Gründen nur sehr begrenzt Kompromisse schließen dürfe und dessen als irrational und von niedrigen Motiven gelenkt dargestellten Denk- oder Handlungsmuster dies auch erschweren würden. Das sogenannte „Massaker von Račak“ erhielt höchste und besondere Bedeutung als einzige Massentötung des Kosovokrieges, derer Slobodan Milošević persönlich vor dem Haager Tribunal beschuldigt werden sollte. Sein besonderer Zeitpunkt als einziges in der Anklageschrift vom Haager Tribunal aufgeführte Verbrechen noch vor dem Beginn der NATO-Luftangriffe und die außergewöhnlich rasch nach dem Ereignis stattgefundene Dokumentation durch OSZE-Beobachter, die erstmals eine Untersuchung und Anklage des ICTY auf nicht schon Jahre zurückliegende Kriegsverbrechen ermöglichte, gehörten zu den Merkmalen, die es für eine rechtlich abgesicherte moralische Belastung des jugoslawischen Staatsführers geeignet scheinen ließen. Der Boden für den Krieg gegen Jugoslawien sei durch den OSZE-Missionsleiter Walker mit seiner unbewiesenen Version eines in Račak stattgefundenen „Massakers“ geebnet worden, während die in der deutschen Öffentlichkeit angeschwollene Kritik an dem Krieg durch die unüberprüfte Verkündung der Existenz eines „Hufeisenplans“ durch den deutschen Verteidigungsminister Scharping zum Verstummen gebracht worden sei, der das „Massaker von Račak“ in einen systematischen Plan zur Vernichtung oder Vertreibung der albanischen Bevölkerung aus dem Kosovo darstellte.

### Račak als emotionalisierendes Motiv einer moralisierenden Propaganda
Der Friedensforscher Dieter Lutz nennt das sogenannte „Massaker von Račak“ an erster Stelle von vielen „schmutzigen Geheimnissen“ wie das angebliche Massaker von Rogovo, das angebliche „Konzentrationslager“ im Fußballstadion von Priština, die selbstentworfene sogenannte „Operation Hufeisen“ und viele andere ähnliche Sujets, mit denen seiner Meinung nach nicht nur die NATO-Strategen, sondern auch und insbesondere deutsche Politiker bewusst die Stimmungslage in der Bevölkerung manipuliert haben. Als Grundlage für die NATO-Bombardements von Jugoslawien hätten nicht eindeutige Gewissheiten vorgelegen, wie es die deutsche Verfassung nach Art. 26 Abs. 2 Grundgesetz vorschreibt, sondern ein „vages Gefühl“.

### Račak als Vorwand zur Durchsetzung einer neoimperialen US-Balkanstrategie
Willy Wimmer, Vizepräsident der Parlamentarischen Versammlung der OSZE und CDU-Bundestagsabgeordneter, hebt aufgrund der Bedeutung des Leichenfundes von Račak für die weitere Entwicklung im Vorfeld des Kosovo-Krieges die Notwendigkeit umfassender Transparenz hervor. Er sieht in dem Krieg der NATO gegen Jugoslawien die Rückkehr zum „Faustrecht“ unter Umgehung der globalen Rechtsordnung. Die NATO, gegründet zur Verteidigung und als „Wertegemeinschaft“, diene vornehmlich der Interessenlage der USA. In der deutschen Politik seien „Verdrängungsmechanismen“ und „Verdrängungsphilosophien“ zur Wirkung gekommen, die verfassungsrechtliche Bedenken gegen das Neue Strategische Konzept der NATO ausgeblendet hätten. Wimmer sieht als wahrscheinliche Gründe für „die Prozesse, die insgesamt seit 1990 auf dem Balkan abgelaufen sind“, das strategische Bestreben der USA an, „eine Präsenz auf dem Balkan zu bekommen, die es seit 1945 nicht gegeben hat“. Dies betreffe die Situation in Europa und die Rolle der USA erstens in Bezug auf das „Problemfeld Naher Osten“ und zweitens auf die „bekannten Energiefragen, die um das Kaspische Meer und um die Pipelineverbindungen nach Europa usw. angesiedelt werden müssen“. Höchstrangige US-amerikanische Repräsentanten beschrieben laut Wimmer auf einer Konferenz in Bratislava im Mai 2000 als Grund und Ziel des US-Engagements militärische und ökonomische strategische Ziele der USA: „Der Krieg gegen die Bundesrepublik Jugoslawien sei geführt worden, um eine Fehlentscheidung von General Eisenhower aus dem Zweiten Weltkrieg zu revidieren. Eine Stationierung von US Soldaten habe aus strategischen Gründen dort nachgeholt werden müssen.“

„Auf dieser Konferenz spielte im Prinzip all das, was uns zwischen 1992 und 1999 berührt hat, keine Rolle mehr. Da wurde in aller Klarheit gesagt: Der Grund, warum wir auf den Balkan gegangen sind, liegt in den Versäumnissen des Zweiten Weltkrieges, als Eisenhower es unterließ, dort Bodentruppen zu stationieren. Das mussten wir unter allen Umständen nachholen. Warum? Aus den Gründen, die immer mit der Stationierung von Bodentruppen verbunden sind, nämlich Kontrolle über eine Region zu bekommen. Das läßt sich weder von Flugzeugen noch von Schiffen aus machen. […] Alles, was auf einen eigenständigen europäischen Willen ausgerichtet ist, wird in dieser Sicht als höchst kritisch bewertet. […] Die Amerikaner empfinden sich auf seltsame Weise als Nachfolger Roms. Nach dem Motto: Die Römer haben das Mittelmeer als Mare Nostrum und die nordafrikanische Gegenküste als ihr Betätigungsfeld betrachtet, und wir, die Amerikaner, sehen den Atlantik als unser Mittelmeer, als unser Mare Nostrum, und Europa als unsere Gegenküste. Deswegen gelte es, eine Linie zu ziehen von den Ostseezugängen nach St. Petersburg über die baltischen Staaten bis nach Odessa am Schwarzen Meer, von Odessa nach Istanbul und dann nach Anatolien. […] Ziel müsse es sein, einen ungehinderten Zugang westlich dieser Linie Baltikum-Odessa-Anatolien zu haben, um eine durchgehende Landverbindung auf eigenem Territorium zwischen Anatolien und Polen sicherzustellen. […] Das betrifft die langfristige Legitimation von Camp Bondsteel im Kosovo und darüber hinaus die Bereitstellung eines Luftwaffenstützpunktes und einer Radarstation in Serbien.“

Laut der Konferenz hätten europäische NATO-Mitglieder „beim Krieg gegen Jugoslawien deshalb mitgemacht, um de facto das Dilemma überwinden zu können, das sich aus dem im April 1999 verabschiedeten „Neuen Strategischen Konzept“ der Allianz und der Neigung der Europäer zu einem vorherigen Mandat der UN oder OSZE ergeben habe. Unbeschadet der anschließenden legalistischen Interpretation der Europäer, nach der es sich bei dem erweiterten Aufgabenfeld der NATO über das Vertragsgebiet hinaus bei dem Krieg gegen Jugoslawien um einen Ausnahmefall gehandelt habe, sei es selbstverständlich ein Präzedenzfall, auf den sich jeder jederzeit berufen könne und auch werde.“

### Allgemeine Schriften
- Alex J. Bellamy: Kosovo and International Society. Palgrave Macmillan, 2002, ISBN 0-333-99260-1, hier v. a. S. 114–118.
- Germinal Civikov: Der Milošević-Prozess – Bericht eines Beobachters. Promedia, Wien 2006, ISBN 3-85371-264-9, hier v. a. S. 71–82.
- Ivo H. Daalder, Michael E. O’Hanlon: Winning Ugly – Nato’s War to Save Kosovo. Brookings Institution Press, Washington D. C. 2000, ISBN 0-8157-1696-6, hier v. a. S. 63–65, 71–72, 102-104.
- Philip Hammond, Edward S. Herman (Hrsg.): Degraded Capability: The Media and the Kosovo Crisis. Pluto Press, London/Sterling 2000, ISBN 0-7453-1632-8, hier v. a. S. 117–122.
- Edward S. Herman, David Peterson: The Politics Of Genocide – Foreword by Noam Chomsky. Monthly Review Press, New York 2011, ISBN 978-1-58367-212-9, hier v. a. S. 27, 72, 91 f., 95–101.
- Tim Judah: Kosovo: War and Revenge. 2. Auflage. Yale University Press, New Haven u. a. 2002, ISBN 0-300-09725-5, hier v. a. S. 193 f.
- Heinz Loquai: Der Kosovo-Konflikt – Wege in einen vermeidbaren Krieg: die Zeit von Ende November 1997 bis März 1999. 1. Auflage. Nomos Verlagsgesellschaft, Baden-Baden 2000, ISBN 3-7890-6681-8, hier v. a. S. 45–51.
- Heinz Loquai: Weichenstellungen für einen Krieg – Internationales Krisenmanagement und die OSZE im Kosovo-Konflikt. 1. Auflage. Nomos Verlagsgesellschaft, Baden-Baden 2003, ISBN 3-8329-0150-7.
- Michael Mandel: How America Gets Away With Murder – Illegal Wars, Collateral Damage and Crimes Against Humanity. Pluto Press, London und Ann Arbor 2004, ISBN 0-7453-2152-6, hier v. a. S. 72–80.
- Wolfgang Petritsch, Karl Kaser, Robert Pichler: Kosovo – Kosova: Mythen, Daten, Fakten. 2. Auflage. Wieser, Klagenfurt 1999, ISBN 3-85129-304-5, hier v. a. S. 262–264.
- Wolfgang Petritsch, Robert Pichler: Kosovo – Kosova – Der lange Weg zum Frieden – Mit einem Beitrag von Martin Prochazka. Wieser, Klagenfurt u. a. 2004, ISBN 3-85129-430-0, hier v. a. S. 159–173.
- Carl Polónyi: Heil und Zerstörung – Nationale Mythen und Krieg am Beispiel Jugoslawiens 1980–2004. Berliner Wissenschafts-Verlag, Berlin 2010, ISBN 978-3-8305-1724-5, hier v. a. S. 333–351.

### Zeugenberichte sammelnde und auswertende Werke
- Human Rights Watch (Koordination: Fred Abrahams = Frederick Cronig Abrahams): Under Orders: War Crimes in Kosovo. 2001, ISBN 1-56432-264-5. (PDF; 5,6 MB)
- OSZE/ODIHR: Kosovo/Kosova As Seen, As Told. An analysis of the human rights findings of the OSCE Kosovo Verification Mission – October 1998 to June 1999. 1999, ISBN 83-912750-0-0. PDF-Fassung (diese weicht von der Printfassung bei Inhalt, Layout und Seitennummerierung ab). Auch als serbische Fassung (PDF).

Diese beiden Werke dienten als wichtige Beweismittel der Anklage bei den Prozessen gegen jugoslawische Führungsspitzen vor dem Haager Tribunal (ICTY), wurden später aber von dem Internationalen Gerichtshof (IGH) als nicht beweiswürdige Mittel angesehen mit der Begründung, dass sie weitgehend auf Zeugenaussagen auch aus zweiter und dritter Hand beruhen.

### Berichte des US-Außenministeriums
- Erasing History: Ethnic Cleansing in Kosovo (Mai 1999)
- Ethnic Cleansing in Kosovo: An Accounting (Schlussbericht, Dezember 1999)

Die U.S. State Department Reports wurden als wichtige Grundlage für die Anklagen vor dem ICTY herangezogen, wurden aber von einigen Autoren insbesondere auf ihren Gehalt und auf ihre Beweiskraft bezüglich der Geschehnisse vor Beginn der NATO-Luftangriffe in Frage gestellt.

### Gerichtsmedizinische Publikationen
- Juha Rainio, Kaisa Lalu, Antti Penttilä: Independent forensic autopsies in an armed conflict investigation of the victims from Racak, Kosovo. In: Forensic Science International. 116, (2001), S. 171–185.
- Juha Rainio, Kari Karkola, Kaisa Lalu, Helena Ranta, K. Takamaa, Antti Penttilä: Forensic investigations in Kosovo: experiences of the European Union Forensic Expert Team. In: Journal of clinical forensic medicine. 8, (4), (2001), S. 218–221.

Der Beitrag Rainio u. a. (Forensic Sci. Int., 116, 2001) wurde beim Verlag zuerst am 8. Mai 2000 (also vor dem endgültigen Abschluss der Untersuchungen des EU-FET) eingereicht und in überarbeiteter Form nochmals am 22. August 2000 (nach Beendigung der Arbeiten des Teams). Helena Ranta gab später an, von dieser Veröffentlichung ihrer Kollegen nicht gewusst zu haben.

### Gerichtsmedizinische Berichte und Dokumente
- Report of medical examination on mortal remains, Racak, Stimlje, Kosovo, 16. Januar 1999 (0070-7232 / 0070-7648).
- Reports of the Finnish Forensic Expert Team (from RA-1-7033F to RA-40-7005F).
- Preliminary Forensic Report on 40 Racak Dead. Vorläufiger forensischer Bericht des Bezirksgerichts von Priština, 30. Januar 1999, Aktenzeichen 14.99.[Anmerkung 9]
- Executive summary on the work of the European Union Forensic Expert Team in Kosovo, the Federal Republic of Yugoslavia, in 1998–2000. Helsinki, 2000.[471]
- Expert Report of Dr. Eric Baccard, Medico-legal analysis and synthesis report about the forensic expertises missions conducted in Kosovo during the year 1999. Eingereicht beim ICTY am 16. April [?Mai] 2002, für das Verfahren gegen Slobodan Milošević, Aktenzeichen IT-02-54-T.

### Anklageschriften und Urteile
- Indictment of the prosecutor of the International Criminal Tribunal for the former Yugoslavia, IT-99-37. Anklageschrift des ICTY gegen Slobodan Milošević, Milan Milutinović, Nikola Šainović, Dragoljub Ojdanić und Vlajko Stojiljković, Aktenzeichen IT-99-37, unterzeichnet von Louise Arbour, 22. Mai 1999.
- Amended Indictment of the prosecutor of the International Criminal Tribunal for the former Yugoslavia, IT-99-37-I. Bearbeitete Anklageschrift des ICTY gegen Slobodan Milošević, Milan Milutinović, Nikola Šainović, Dragoljub Ojdanić und Vlajko Stojiljković, Aktenzeichen IT-99-37-I, unterzeichnet von Carla del Ponte, 29. Juni 2001.
- Second Amended Indictment of the prosecutor of the International Criminal Tribunal for the former Yugoslavia, IT-99-37-PT. Zweite bearbeitete Anklageschrift des ICTY gegen Slobodan Milošević, Milan Milutinović, Nikola Šainović, Dragoljub Ojdanić und Vlajko Stojiljković, Aktenzeichen IT-99-37-PT, unterzeichnet von Carla del Ponte, 16. Oktober 2001.
- Indictment of the prosecutor of the International Criminal Tribunal for the former Yugoslavia, IT-03-70-I (PDF; 2,3 MB), Anklageschrift des ICTY gegen Nebojša Pavković, Vladimir Lazarević, Vlastimir Đorđević und Sreten Lukić, Aktenzeichen IT-03-70-I, unterzeichnet von Carla del Ponte, 22. September 2003
- Second amended joinder indictment, IT-05-87-PT (PDF; 3,6 MB), 5. April 2006
- Third amended joinder indictment, IT-05-87-PT (PDF; 3,6 MB), 21. Juni 2006
- Fourth amended indictment, IT-05-87/1-PT (PDF; 249 kB), 2. Juni 2008
- Judgement, IT-05-87/1-T (PDF; 7,0 MB), Urteil vom 23. Februar 2011. Siehe auch Judgement Summary (PDF; 87 kB), Zusammenfassung des Urteils vom 23. Februar 2011.